# Palais du Louvre
Pour les articles homonymes, voir Louvre.
Le palais du Louvre est un ancien palais royal situé dans le 1er arrondissement de Paris sur la rive droite de la Seine, entre le jardin des Tuileries et l'église Saint-Germain-l'Auxerrois. Résidence parisienne des souverains français du Moyen Âge au Second Empire, écrin et emblème des arts en France, le palais accueille le musée du Louvre depuis le XVIIIe siècle, ainsi que le musée des Arts décoratifs et l'École du Louvre. La construction de ce vaste ensemble architectural, indissociable de l'histoire de Paris, s'étend sur plus de 800 ans.
D'abord forteresse dominant la Seine dans l'enceinte bâtie par Philippe Auguste en 1190, le château du Louvre devient la plus importante des demeures royales et de la cour sous Charles V au XIVe siècle, protégeant la bibliothèque royale et le Trésor. À partir de la Renaissance, le château et son imposant donjon sont progressivement démolis pour faire place à un palais plus grand. Avec ses rénovations, François Ier introduit alors l'architecture moderne en plein Paris.
Désireux de constituer un immense complexe, Henri IV unit le Louvre au palais des Tuileries édifié par Catherine de Médicis, grâce à la construction de la Grande Galerie longeant la Seine. Ses successeurs étendent le « vieux Louvre » pour créer la Cour carrée, Louis XIV l'ornant d'une monumentale colonnade à l'est. Après le départ du roi pour le château de Versailles à la fin du XVIIe siècle, sont entreposées une partie des collections royales de tableaux et de sculptures antiques. Pendant un siècle, le palais héberge plusieurs académies ainsi que divers artistes et leurs ateliers logés par le roi. Le projet naît au siècle des Lumières d'y présenter au public les chefs-d'œuvre de la Couronne. La Révolution accomplit ce dessein en inaugurant en 1793 le musée du Louvre, par la suite enrichi et remanié. 
Le Louvre devenu un musée, le palais des Tuileries est toujours habité par les dirigeants des régimes successifs. L'idée ancienne de pleinement relier les deux palais et de supprimer les quartiers intermédiaires est encore tenace. Dans le cadre de sa transformation de Paris, Napoléon III achève la réunion du Louvre et des Tuileries en 1857 par une grande aile le long de la rue de Rivoli. Cependant, le palais des Tuileries est incendié lors de la Commune de Paris et ses ruines ensuite rasées, laissant le Louvre et ses ailes ouverts sur le jardin des Tuileries et l'axe historique parisien.
Adaptant le Louvre au tourisme de masse, les aménagements des années 1980 permettent d'agrandir le musée, d'ouvrir une entrée souterraine unique signalée par la pyramide de verre, de créer un centre commercial et révéler les vestiges du château médiéval. Avec 10,2 millions de visiteurs en 2018, dont trois-quarts d'étrangers, le Louvre est le musée le plus visité au monde et le site culturel payant le plus fréquenté de France. Le palais s'étend aujourd'hui sur 210 000 mètres carrés, ce qui fait de lui le plus grand d'Europe occidentale.

## Origine du nom
La première forteresse du Louvre, sous Philippe Auguste, a été bâtie sur un lieu-dit nommé en bas-latin Lupara, terme désignant selon lui une louveterie, lieu abritant les équipages destinés à chasser le loup (en latin lupus signifie « loup »).
Dans son Dictionnaire des noms de lieux de France, Albert Dauzat donne au village de Louvres dans le Val-d'Oise les formes anciennes Luvra au VIIe siècle et Lupera en 960, tandis que le château du Louvre (sans s) à Paris — Louvrea — n'est mentionné qu'au XIIe siècle, il leur donne pour origine commune probable le latin lupus (« loup ») et le suffixe -ara, avec le sens d'endroit hanté par les loups. Cette étymologie est reprise par le dictionnaire étymologique du français Robert qui donne au mot « Louvre » (en toponymie) le sens de « lieu infesté de loups ».
Selon Geneviève Bresc-Bautier (op. cit., voir les références en bas de page), Lupara pourrait être aussi un nom d'origine celtique portant le suffixe ara caractérisant les hydronymes.
Parmi les hypothèses émises par l'historien de Paris Henri Sauval au XVIIe siècle (dont celles énumérées plus haut), l'une (non confirmée par des linguistes par la suite) fait remonter l'origine du nom Louvre à l'ancien français lauer ou lower qui signifiait « tour de guet », conséquence directe de l'occupation des Francs saliens (ou Sicambres : Mérovée, Childéric, Clovis…), dont la langue est germanique et non latine. Dans cette langue, le mot leovar, lovar, lover, leower ou lower signifierait « château » ou « camp fortifié ». Un autre historien de Paris, Jacques Hillairet, rattache cette étymologie à la présence d'un camp fortifié établi par les Vikings pendant le siège de Paris près de l'église Saint-Germain-le-Rond (à l'emplacement de l'actuelle église Saint-Germain-l'Auxerrois),.
Une autre étymologie proposée fait dériver le Louvre de roboretum (bois de chêne rouvre), se fondant sur les dénominations modernes de Rouvre, Rouvray.

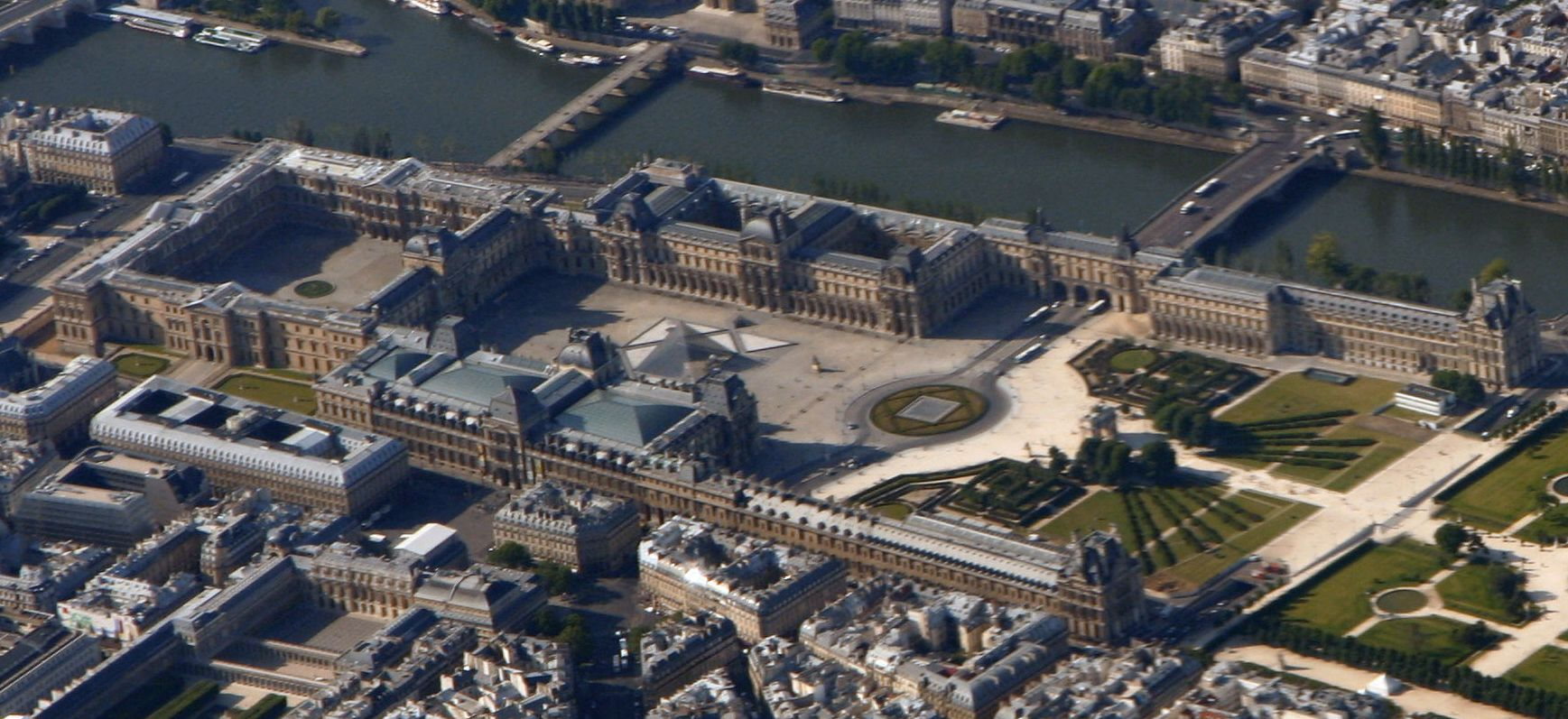
Vue générale du palais du Louvre.
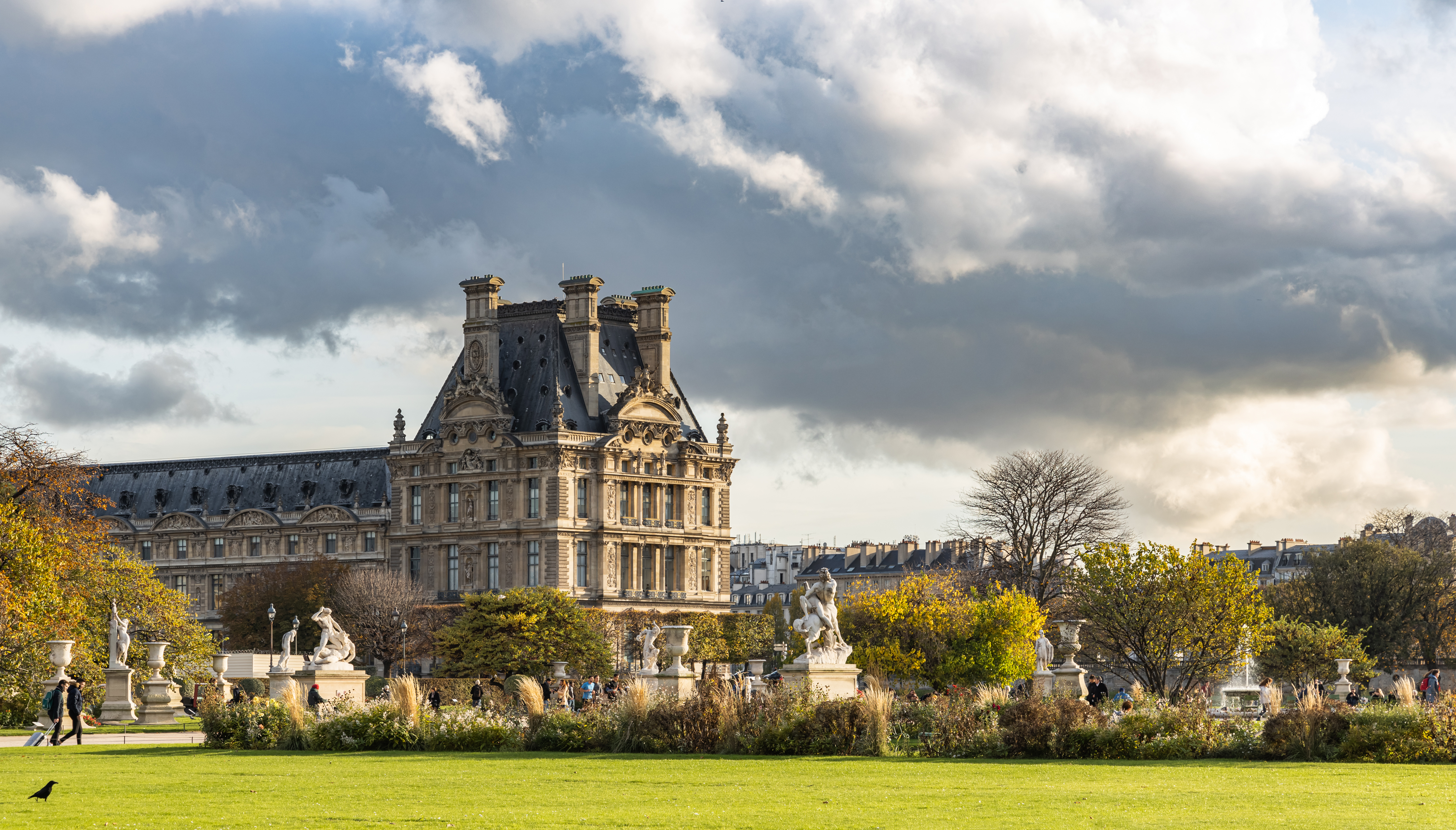
Le palais du Louvre vu du jardin des Tuileries.
Le palais du Louvre : étapes de la construction.
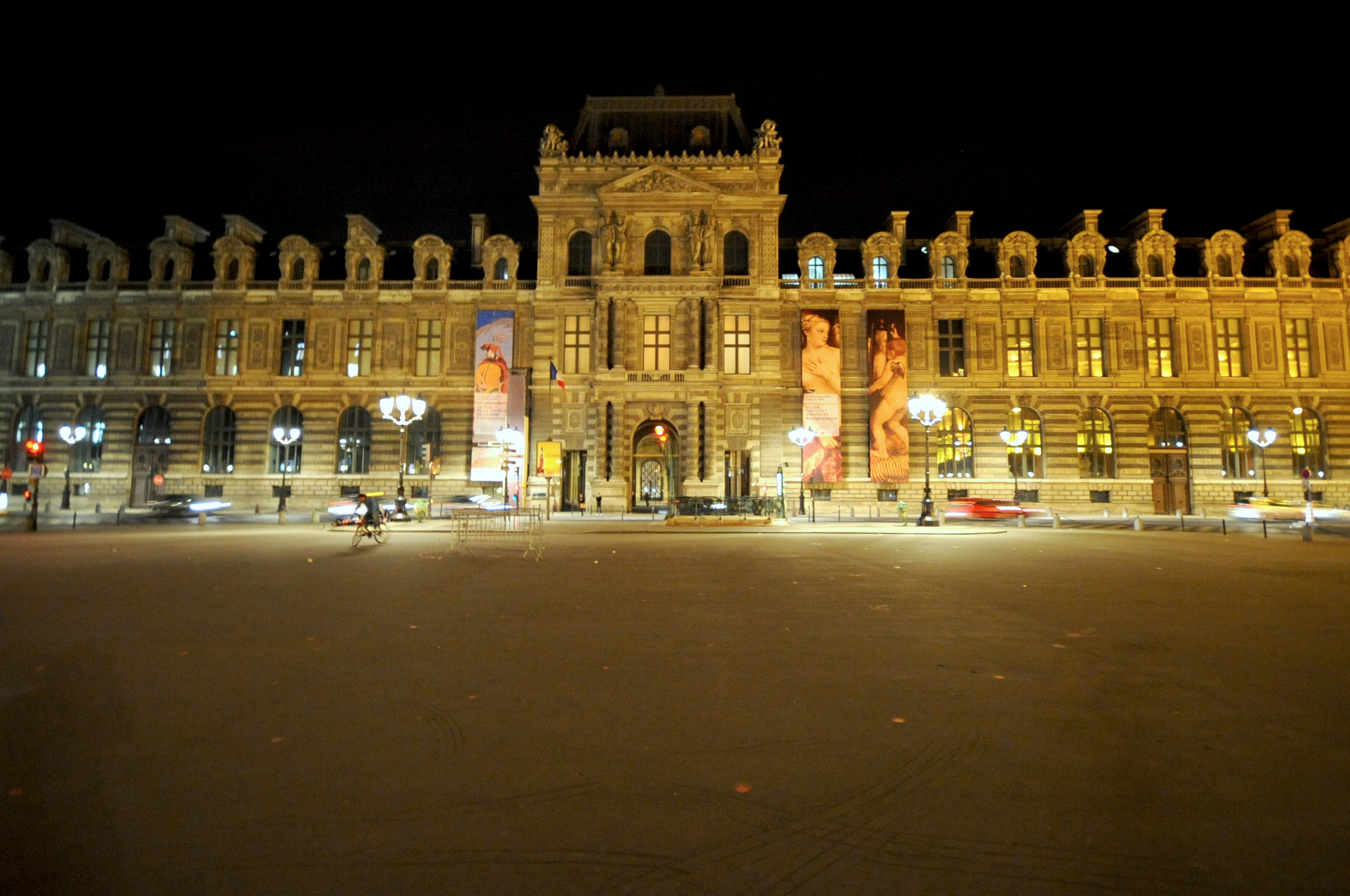
La place du Palais-Royal, coté sud, délimitée par le palais du Louvre, en 2009.

Plan du Louvre et Tuileries coloré par étape de construction
| 1  |  |  |  |  | 1546-1556   | François Ier, Henri II             | Pierre Lescot                                  |
| 2  |  |  |  |  | 1559-1574   | François II, Charles IX, Henri III | Pierre Lescot                                  |
| 3  |  |  |  |  | 1564-1570   | Catherine de Médicis               | Philibert de l'Orme                            |
| 4  |  |  |  |  | 1566 - 1999 | Catherine de Médicis               | Pierre Lescot                                  |
| 5  |  |  |  |  | 1570-1572   | Catherine de Médicis               | Jean Bullant                                   |
| 6  |  |  |  |  | 1595-1610   | Henri IV                           | Louis Métezeau                                 |
| 7  |  |  |  |  | 1595-1610   | Henri IV                           | Androuet du Cerceau                            |
| 8  |  |  |  |  | 1595-1610   | Henri IV                           | Androuet du Cerceau                            |
| 9  |  |  |  |  | 1624-1654   | Louis XIII, Louis XIV              | Jacques Lemercier                              |
| 10 |  |  |  |  | 1653-1655   | Louis XIV                          | Louis Le Vau                                   |
| 11 |  |  |  |  | 1659-1662   | Louis XIV                          | Louis Le Vau, Carlo Vigarani                   |
| 12 |  |  |  |  | 1659-1664   | Louis XIV                          | Louis Le Vau                                   |
| 13 |  |  |  |  | 1661-1664   | Louis XIV                          | Louis Le Vau                                   |
| 14 |  |  |  |  | 1664-1666   | Louis XIV                          | Louis Le Vau                                   |
| 15 |  |  |  |  | 1664-1666   | Louis XIV                          | Louis Le Vau                                   |
| 16 |  |  |  |  | 1667-1670   | Louis XIV                          | Louis Le Vau, Claude Perrault, Charles Le Brun |
| 17 |  |  |  |  | 1806-1811   | Napoléon Ier                       | Charles Percier, Pierre Fontaine               |
| 18 |  |  |  |  | 1816-1824   | Louis XVIII                        | Pierre Fontaine                                |
| 19 |  |  |  |  | 1852-1857   | Napoléon III                       | Louis Visconti, Hector-Martin Lefuel           |
| 20 |  |  |  |  | 1861-1870   | Napoléon III                       | Hector-Martin Lefuel                           |
| 21 |  |  |  |  | 1874-1880   | Troisième République               | Hector-Martin Lefuel                           |

## Le Louvre médiéval

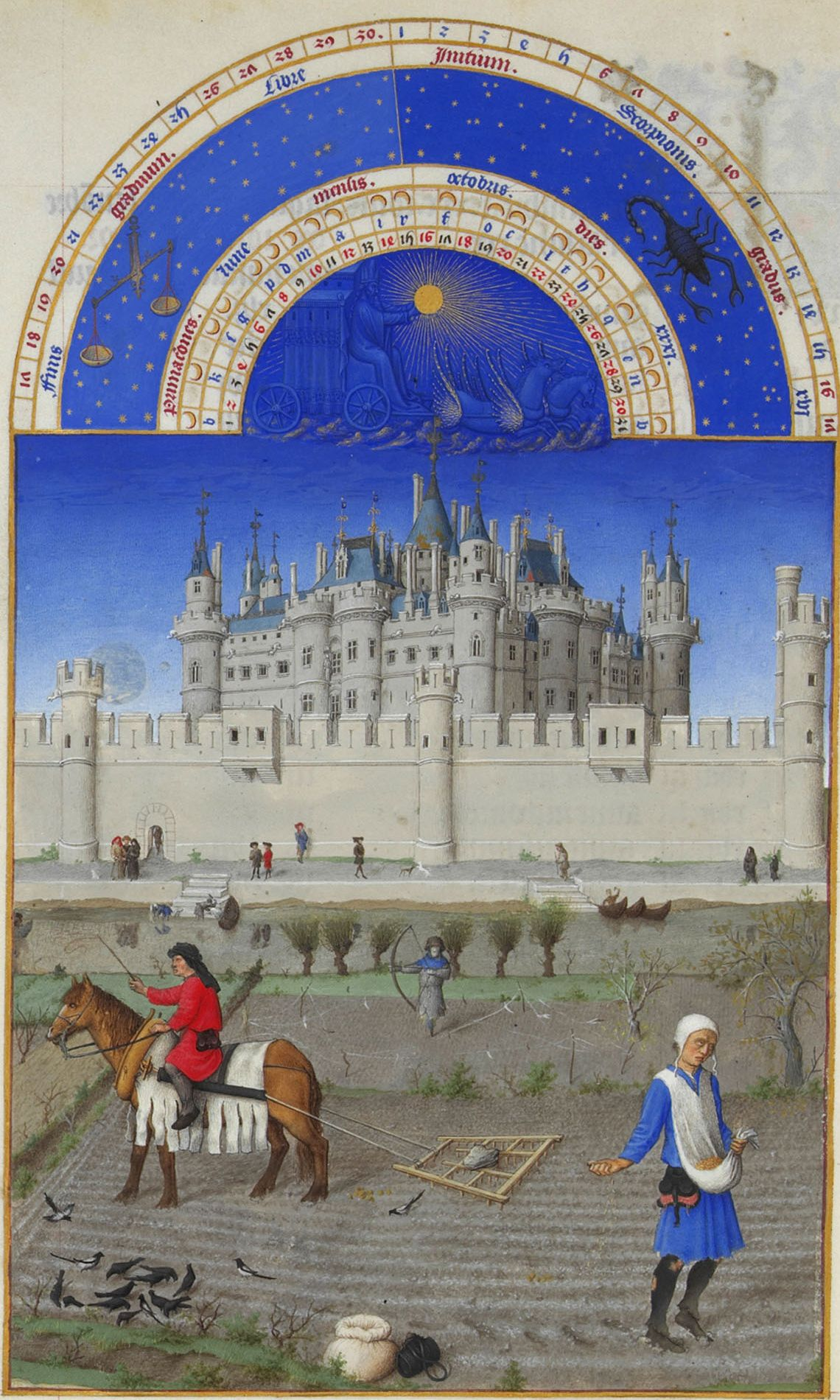
Le Louvre au XVe siècle dans les miniatures des Très Riches Heures du duc de Berry.

### Situation
Le Louvre médiéval, de Philippe Auguste à Henri IV, occupait le quart sud-ouest de l'actuelle « cour carrée ». Ainsi, lorsque l'on pénètre dans celle-ci par le pavillon de Sully (ou le pavillon de l'Horloge), le Louvre médiéval occupait la partie située immédiatement à droite.

### La forteresse
C'est en voulant renforcer la défense de la ville de Paris, afin d'en faire le centre politique et religieux du royaume, que Philippe Auguste entreprend de faire construire une grande enceinte entourant la ville au moment où il décide de prendre part à la troisième croisade avec Frédéric Barberousse, l'empereur germanique, et Richard Cœur de Lion, le roi d'Angleterre. Le Louvre est situé à l'ouest de Paris. Il fallait en effet particulièrement consolider ce côté de l'enceinte, considéré comme le plus exposé, sur le bord de la Seine et face à la Normandie. Le roi a acheté le terrain aux religieux de Saint-Denis-de-la-Châtre et à l'évêque de Paris. Il fait construire une forteresse constituée d'un donjon, appelée la grosse tour du Louvre, de 15 mètres de diamètre avec une épaisseur de mur de 4,20 mètres à sa base, haut de 32 mètres, entouré d'un fossé circulaire sec d'environ 10 mètres de largeur et 6 mètres de profondeur.

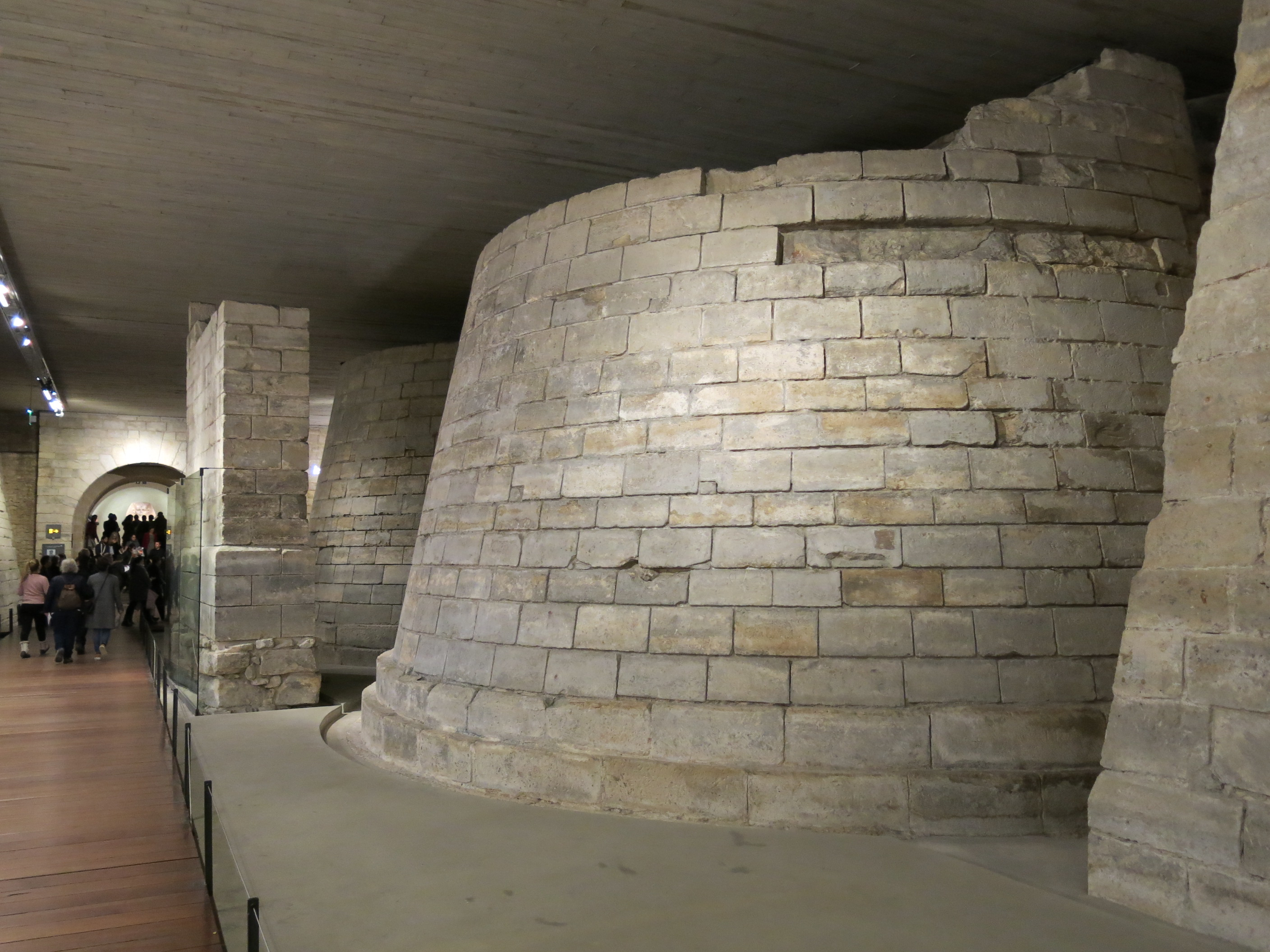
Restes du mur oriental de la forteresse du Louvre.

Ce château philippien est situé au centre d'une enceinte rectangulaire presque carrée de 72 et 78 mètres de côté, renforcée de dix tours de défense que l'on franchit par deux portes avec pont-levis situés respectivement au sud et à l'est. Deux bâtiments sont accolés au mur d'enceinte, à l'ouest et au sud de la cour centrale. Les travaux sont terminés en 1202 car un document cite la tour du Louvre à cette date comme construite. Ferrand de Flandre y a été enfermé après la bataille de Bouvines jusqu'en 1227. La tour a aussi servi de prison à Enguerrand de Coucy, en 1256, Guy de Dampierre, en 1304, Louis de Dampierre et Charles le Mauvais, en 1356 et à Jean II d'Alençon, en 1474.

### La résidence royale

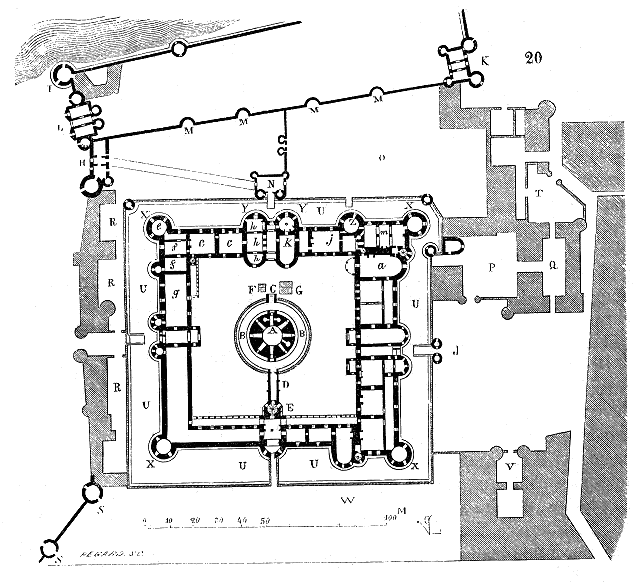
Plan du château du Louvre sous Charles V le Sage.
Le sud (et la Seine) sont en haut de l'image.

Sous Louis IX, le château connaît un important agrandissement, de nouvelles salles étant construites sans réel but défensif, comme la salle Saint-Louis (1230-1240). On y transfère également le trésor royal, donnant un nouveau caractère à la forteresse.
C'est au château du Louvre que la veuve de Louis le Hutin, Clémence de Hongrie a accouché de Jean Ier le Posthume qui est mort cinq jours plus tard.
Cependant, c'est sous Charles V, dans la deuxième moitié du XIVe siècle, que le palais devient résidence royale. Après avoir réprimé la révolte du prévôt des marchands Étienne Marcel, il construit, entre 1360 et 1383, un nouveau rempart pour protéger la ville qui, depuis Philippe Auguste, s'est alors considérablement développée hors de cette précédente enceinte. Le Louvre, auparavant situé à l'extérieur de la muraille de Philippe-Auguste, est inclus dans ce nouveau système défensif. Le château prend alors une double fonction : en plus de son rôle protecteur, il devient l'une des résidences du roi et de la cour, avec le château de Vincennes, l'hôtel Saint-Pol dans le Marais et le palais de l'île de la Cité dont la fonction est plus « administrative » et notamment judiciaire avec l'installation du Parlement de Paris.

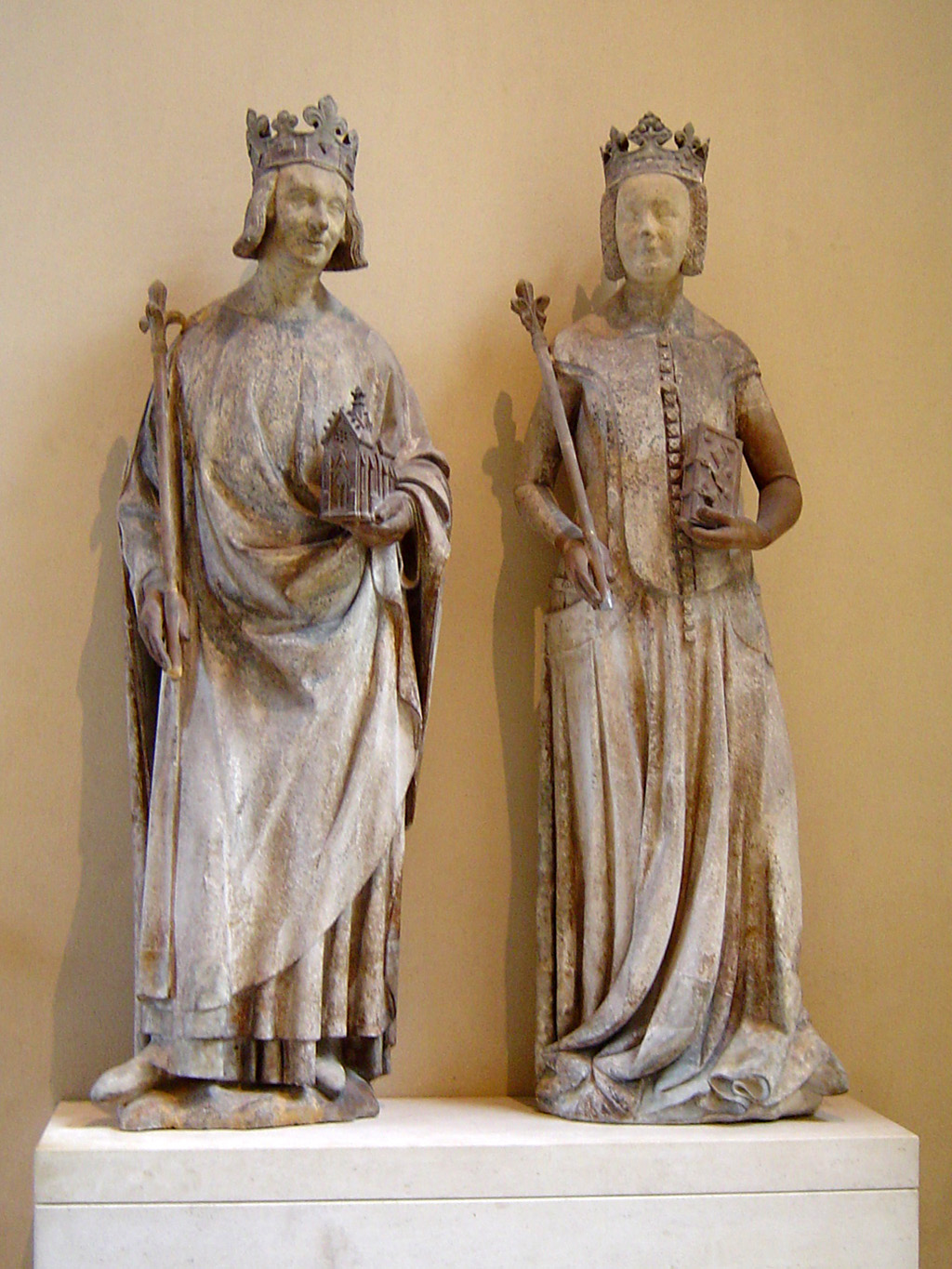
Charles et Jeanne de Bourbon, Paris, musée du Louvre. Provenant probablement des décors extérieurs du Louvre.

Les appartements du roi et de la reine sont situés au midi, avec vue sur la Seine. Les appartements de la reine sont au rez-de-chaussée, ceux du roi au premier étage. Sur le côté ouest, on trouvait du sud au nord au rez-de-chaussée, la chapelle, puis la salle Saint-Louis, suivie de la grande salle où le roi recevait les princes étrangers et donnait les grandes fêtes. Au-dessus il y avait la grande salle de parade. La tour de la Librairie était située à l'angle nord-ouest du château, à l'emplacement de l'actuel pavillon de l'Horloge.
Charles V fait construire par Raymond du Temple les ailes est et nord, aménager et surélever les ailes sud et ouest. Architecturalement, des nouveautés apparaissent sur l'aile nord, notamment un grand escalier hélicoïdal ajouré, dit « la grande vis », dû à Raymond du Temple, adossé à sa face sud et relié au donjon par un passage sur arcade. Il se compose d'abord d'une tour de 5 mètres de diamètre et 83 marches, surmontée d'une tour plus étroite et de 41 marches. Il est décoré d'effigies de la famille royale. La tour avait une hauteur de 20 mètres.
Drouet de Dammartin et son frère Guy de Dammartin sont intervenus comme sculpteurs sur la Grande vis. Drouet de Dammartin est devenu plus tard l'architecte du duc de Bourgogne pour lequel il construit la chartreuse de Champmol, fait ici ses premières armes de sculpteur et d'architecte. Guy de Dammartin a été l'architecte du duc de Berry pour lequel il supervise toutes ses constructions.
La porte principale encadrée de deux tours crénelées se trouve au milieu de l'aile sud, côté Seine. Une entrée secondaire, elle aussi encadrée de deux tours, précédée d'un pont, existe sur la façade est, côté Paris. Un jardin, appelé Grand jardin, existe au nord du château.
Charles V reçoit au château du Louvre son oncle, l'empereur Charles IV.
Le château est peu occupé après la mort de Charles V, jusqu'au retour de Madrid de François Ier.

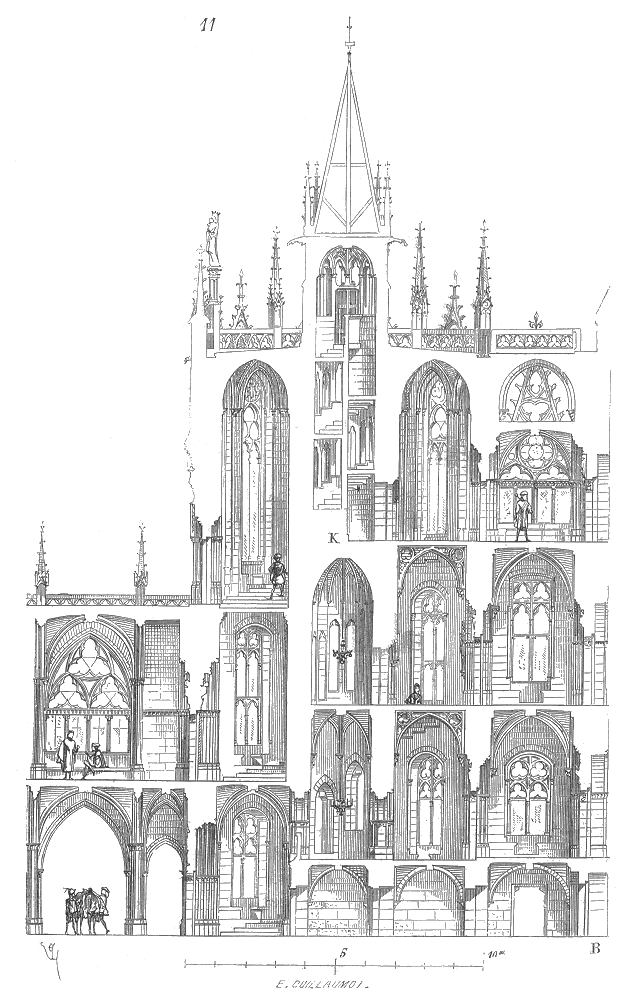
Vis du Louvre construite par Raymond du Temple. Dessin de Viollet-le-Duc.
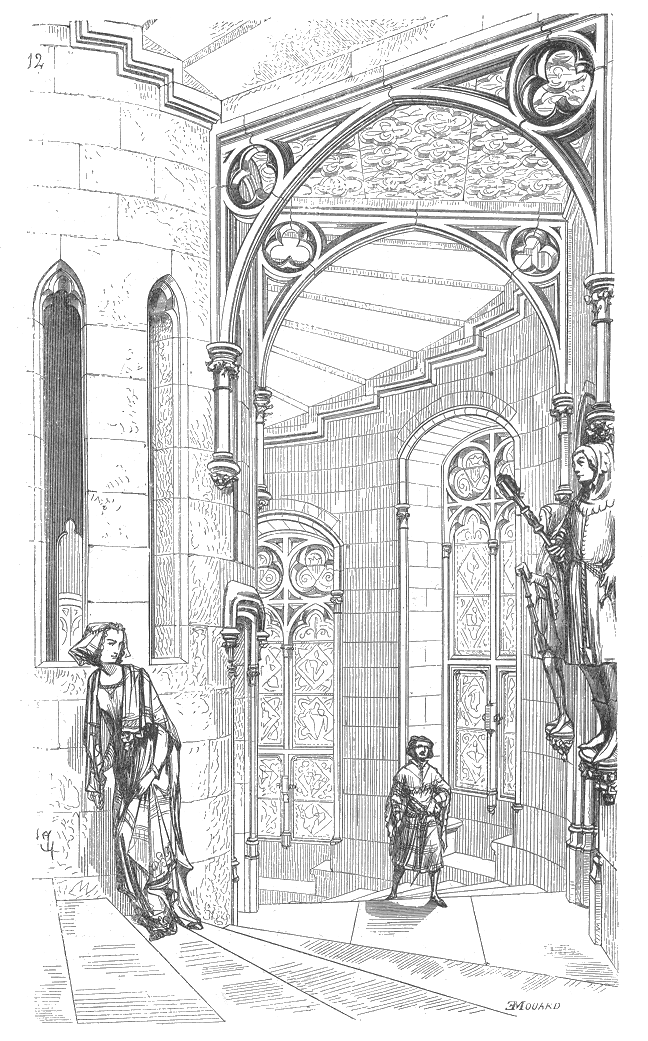
Vis du Louvre (Viollet-le-Duc).
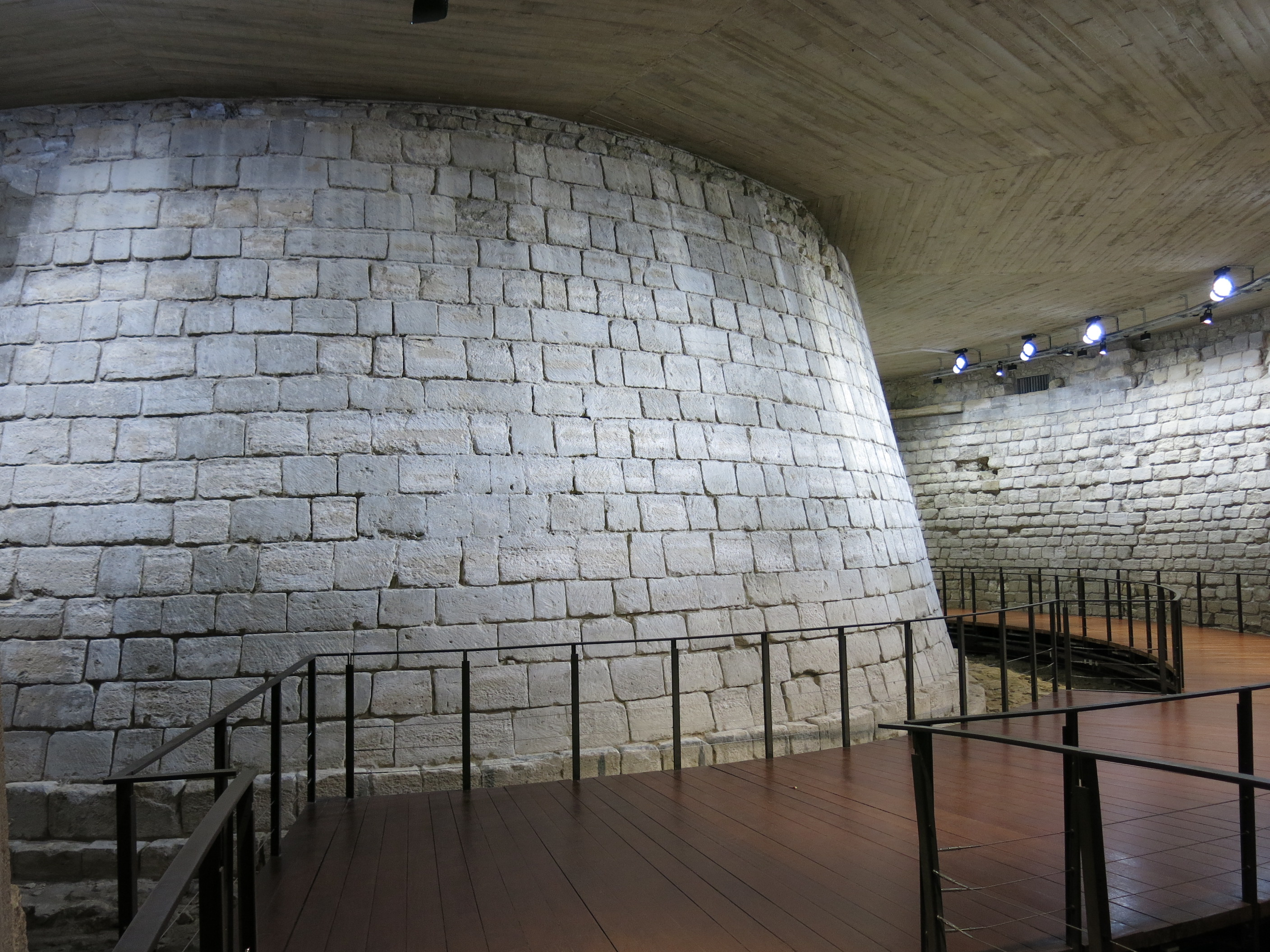
Le soubassement du donjon est en calcaire lutétien[Note 1]..
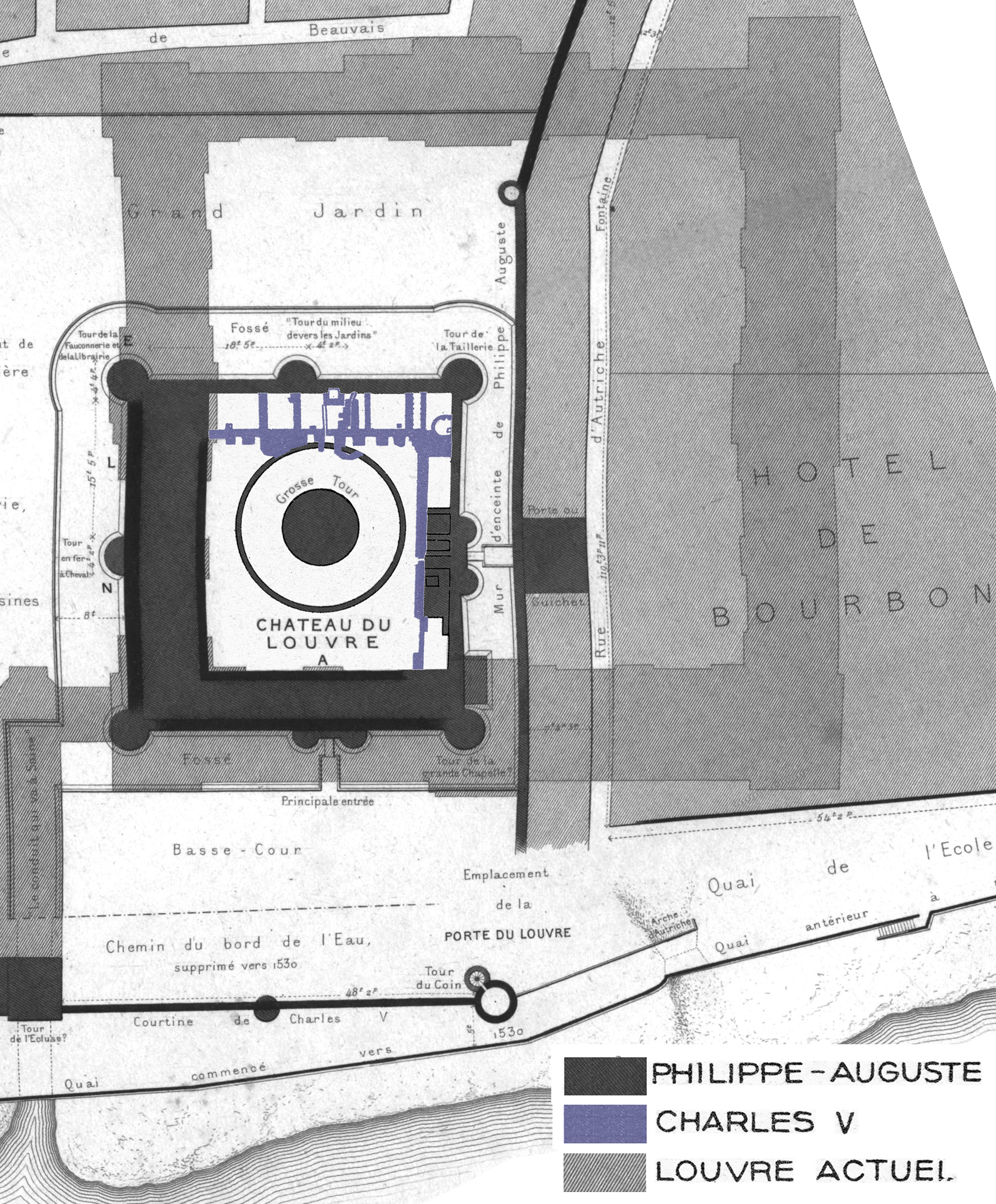
L'évolution du château du Louvre de Philippe-Auguste à Louis XIV.
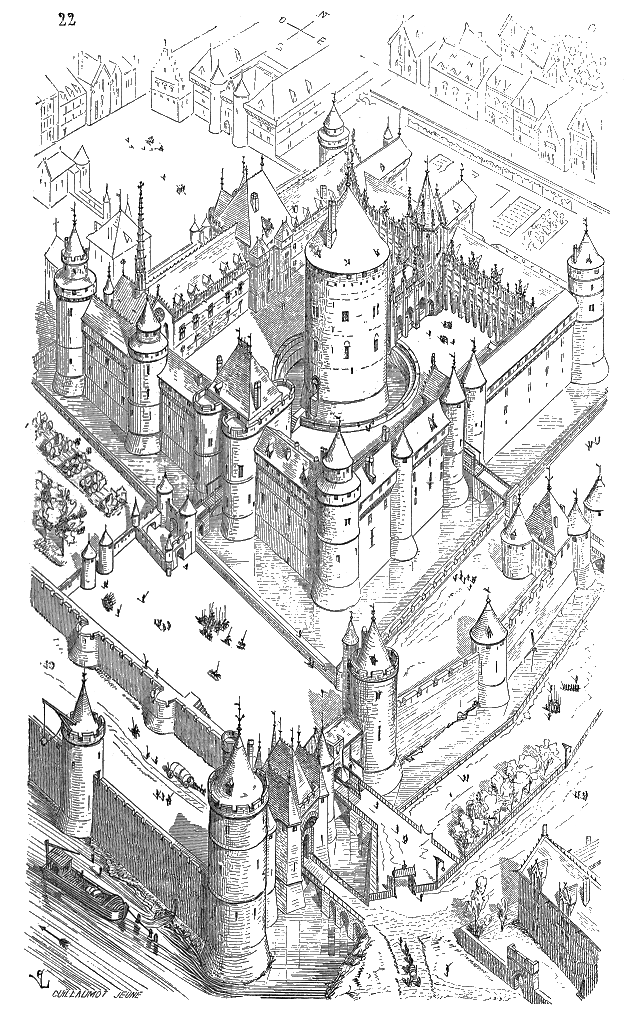
Le Louvre de Charles V, la tour du Coin à l'angle de l'enceinte de Philippe Auguste et de l'enceinte de Charles V le long de la Seine.

### La bibliothèque
Le Louvre s'ouvre sur la ville qui devient à cette période un important centre de luxe, et Charles V, grand amateur d'art, y transfère une partie de sa bibliothèque. Selon un inventaire de 1373, celle-ci comportait 973 manuscrits « moult bien escripts et richement adornez » et se divisait en trois pièces : l'une consacrée aux traités de gouvernements, une autre aux romans, et la dernière aux livres religieux. Une autre partie de la bibliothèque de Charles V se trouvait à Vincennes.
Charles V est le premier monarque qui songea à constituer une bibliothèque royale. Il fit déposer à cet effet tous les livres qu'il put réunir dans la tour nord-ouest du château du Louvre, autrefois nommée tour de la Fauconnerie, et qui fut appelée tour de la Librairie. Les livres y occupaient trois étages, et y étaient rangés avec autant de soin que de propreté. Pour les conserver précieusement, Charles V voulut qu'on fermât de barreaux de fer, de fil de laiton et de vitres peintes toutes les fenêtres de sa bibliothèque ; et, afin que l'on pût y travailler à toute heure, on pendit par son ordre à la voûte trente petits chandeliers et une lampe d'argent qui étaient allumés toutes les nuits. Les lambris des murs étaient de bois de la Baltique, la voûte était lambrissée de bois de cyprès, et tous ces lambris étaient embellis de sculptures en bas-relief. C'est Gilles Mallet, pour lors valet de chambre puis maître d'hôtel du roi qui fut chargé de la garde de cette bibliothèque ou librairie. On y trouvait des livres de toutes espèces. Les plus considérables étaient des bibles latines ou françaises. Il y avait aussi une grande quantité de livres d'église, comme des missels, des bréviaires, des psautiers, des livres d'heures et des Offices particuliers. La plupart de ces livres étaient recouverts de riches étoffes et enluminés avec grand soin. Parmi les livres profanes, on trouvait des traités d'astrologie, de géomancie, de chiromancie.

### Symbole de l'autorité royale
Le château a également une importance capitale en tant que symbole de l’autorité royale. Jusqu’à la Révolution, tous les fiefs dépendant directement du roi sont dits relever de la grosse tour du Louvre, même après la destruction de celle-ci au XVIe siècle, sous François Ier. Le Louvre apparaît donc comme le siège de l’autorité féodale du roi, alors que le palais royal de la Cité, devenu le palais de justice, est le siège de l’aspect souverain de son autorité, dans sa fonction la plus éminente : la justice.

## Le Louvre à la Renaissance
En 1527, après la fin de sa captivité à Madrid et son retour en France, François Ier décide de faire du Louvre sa principale résidence parisienne. Il fait abattre le donjon et confie à l'architecte Pierre Lescot le projet de construction d'un palais moderne dans l'esprit de la Renaissance. Si, à la mort du roi, le chantier est à peine commencé, son fils Henri II décide de continuer les travaux et de maintenir sa confiance à Lescot qui fait édifier en quelques années la prestigieuse aile centrale abritant la salle de bal. Par l'agencement de son décor architectural et le succès qu'elle remporte, cette aile s'impose très vite comme un manifeste de l'architecture de la Renaissance française.
Le chantier se poursuit par l'édification du pavillon du roi abritant les appartements royaux et celle de l'aile sud donnant sur la Seine. Celle-ci est ralentie par les guerres de religion et une grande partie du château médiéval (aile nord et est) reste encore en place. À partir de 1564, la reine Catherine de Médicis privilégie la construction d'un nouveau palais et d'un grand jardin d'agrément à l'emplacement des tuileries qui lui donnent son nom, le palais des Tuileries. Résidence principale du roi à partir du règne d'Henri III, le Louvre devient un espace sacré où s'exerce le pouvoir monarchique, un lieu de divertissements et le théâtre d'événements historiques.

### Le Louvre de FrançoisIer

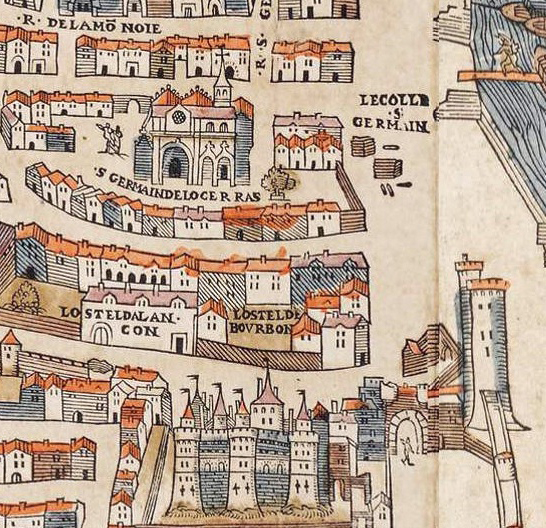
Le Louvre sur le plan de Truschet et Hoyau (1550).

À son retour de captivité en Espagne, François Ier est prié par les États généraux de résider plus souvent à Paris. Le roi ordonne donc aux échevins du Louvre de restaurer le palais de Charles V ruiné pendant la guerre de Cent Ans. Cette demande ne sera cependant suivie d'actes concrets que sur un long terme. François Ier accède au désir des États sans cependant sacrifier son goût pour la chasse : à proximité de la capitale, mais disposant de domaines boisés, il privilégie le château de Madrid et celui de Fontainebleau. La rénovation du Louvre est un signe fort dans ce rapprochement vers Paris.
On commence tout d'abord par aménager les abords du Louvre en liaison avec le pont au Change, afin d'ouvrir la capitale vers l'ouest. En 1528 a lieu la destruction du donjon central. Pour libérer la cour du château, le roi fait ensuite construire la cour de cuisines à l'extérieur, au revers de la façade occidentale, et lance des travaux de réaménagements intérieurs. Il a condamné l'entrée principale, côté Seine, pour ne conserver que l'entrée côté Paris.
Entre 1530 et 1536 est construit le quai du Louvre, pavé, de 40 mètres de largeur, qui va jusqu'au lieu-dit « les Tuileries ».
Il a reçu au château la reine Éléonore d'Autriche, en 1531, l'ambassadeur du Portugal, en 1535, le roi d'Écosse, en 1537.
En 1539, à l'occasion du passage de Charles Quint à Paris, celui-ci ne peut être logé au Louvre, ce qui donne à François Ier davantage de motivation pour construire réellement un palais moderne. Il demande un projet à Serlio mais qui ne lui plaît pas (peut-être la « casa del re » dessiné par Serlio dans son Livre VI de Archittetura).
C'est le 2 août 1546 que le projet de l'architecte Pierre Lescot, moins ambitieux, mais plus concret que ceux présentés par les autres candidats, est adopté. Le plan consiste en une cour quadrangulaire épousant les contours de l'enceinte médiévale (le quart sud-ouest de l'actuelle cour carrée), autour de laquelle est projeté un ensemble en forme U permettant d'obtenir un grand corps ouvert à l'est avec deux ailes en retour. L'aile principale située donc à l'ouest doit être séparée en deux par un escalier monumental au centre, alors que les deux ailes au nord et au sud ne doivent comporter qu'un seul étage. De décembre 1546 à mars 1549 a lieu la démolition de la partie ouest de l'enceinte de Philippe-Auguste. Cependant, la mort de François Ier (en 1547) interrompt les travaux.

### Le Louvre d'Henri II

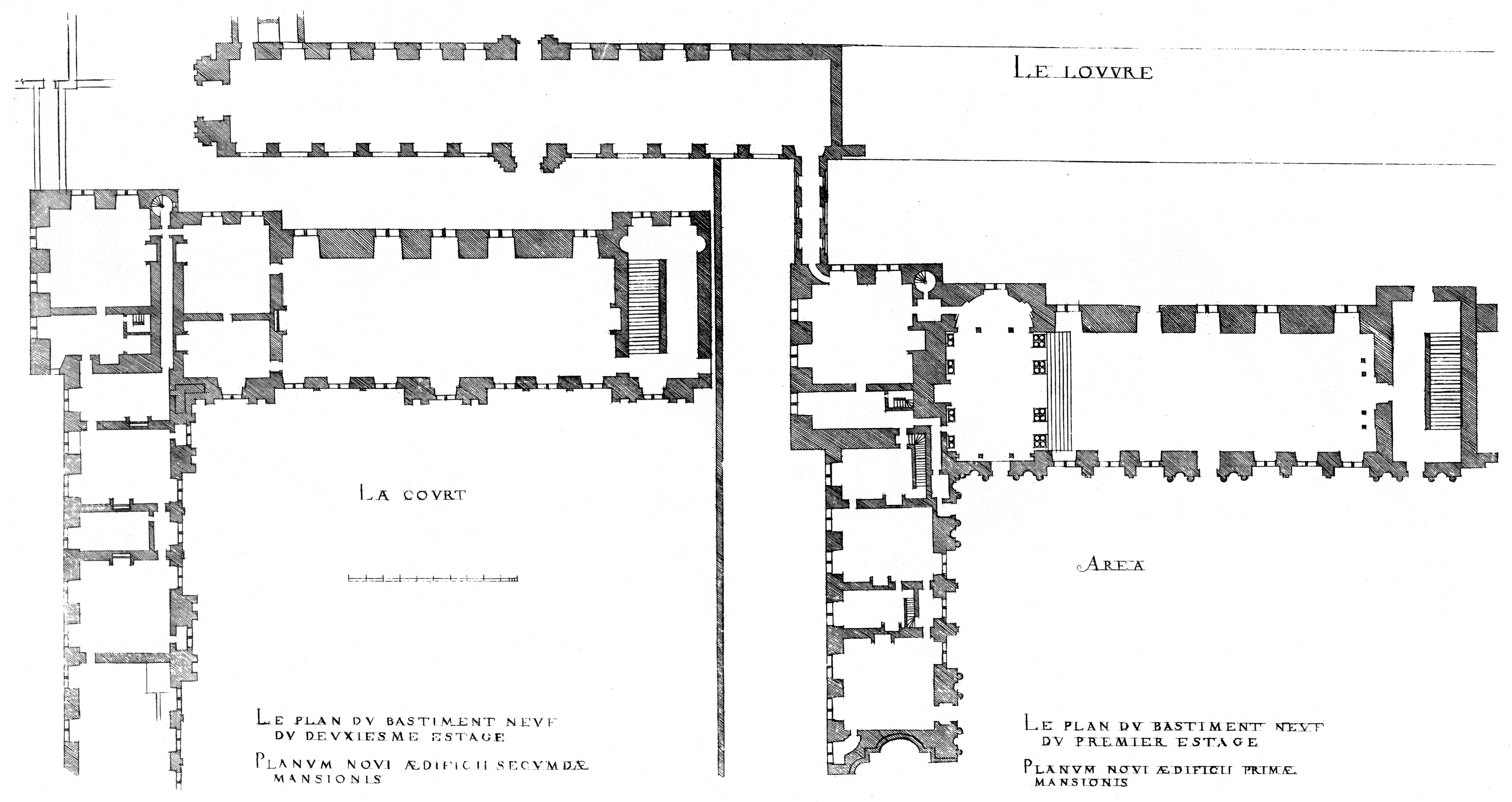
Plan du château du Louvre par Androuet du Cerceau dans Les plus excellents bastiments de France (1579).
Rez-de-chaussée et premier étage.

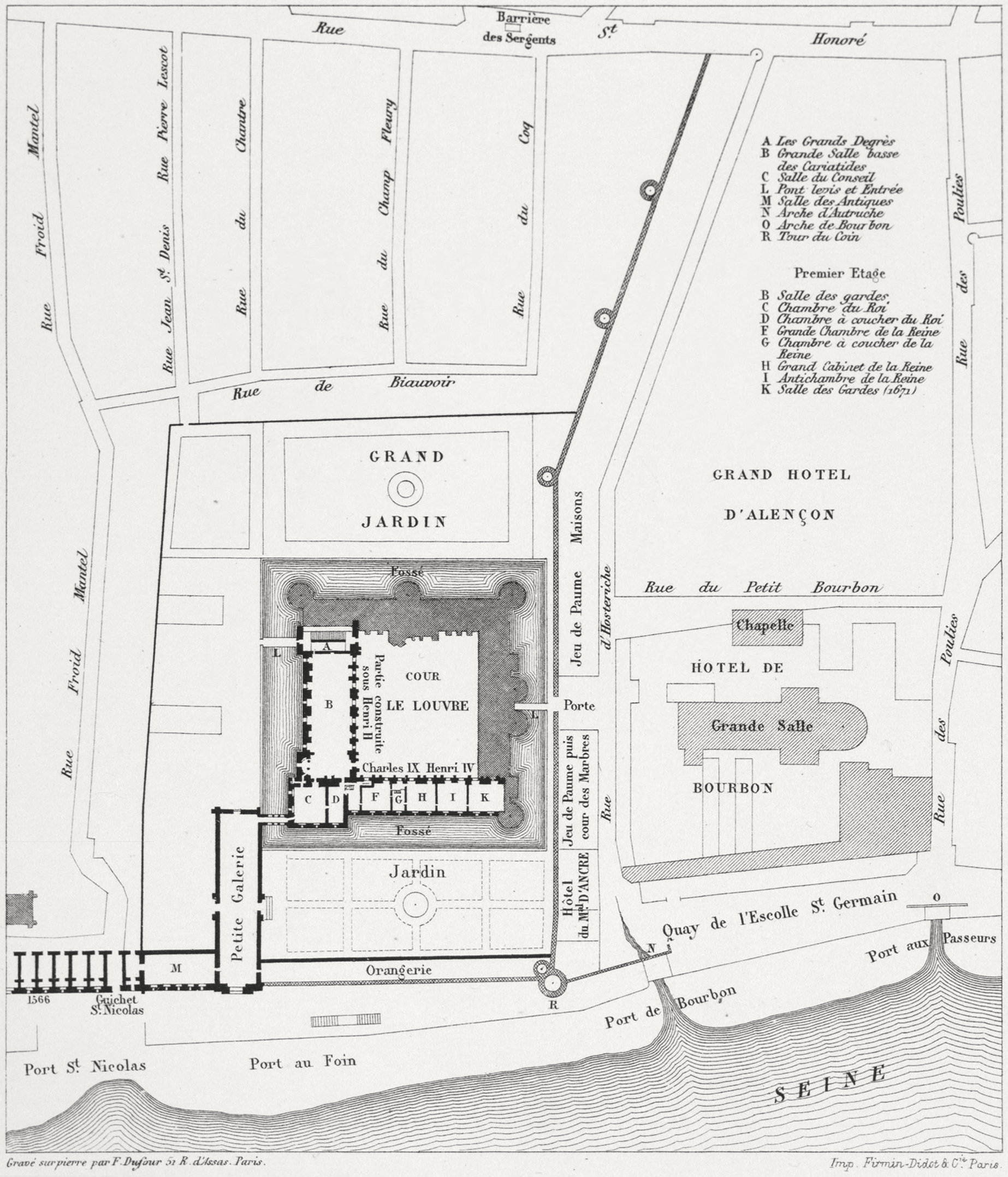
Plan du château du Louvre en 1595.

À l'avènement d'Henri II, Pierre Lescot est confirmé dans ses fonctions d'architecte et le chantier de l'aile occidentale reprend. Le nouveau roi joue un rôle déterminant dans l'élévation du palais, en faisant changer à plusieurs reprises les plans initialement prévus par Lescot.
En 1549, alors que le rez-de-chaussée est en passe d'être terminé, il décide d'aménager une grande salle de réception ; l'escalier placé au milieu de l'aile est repoussé à l'extrémité nord (actuel escalier Henri II), permettant la création d'une salle majestueuse de 600 m2 ; c'est la salle des Caryatides qui doit son nom aux quatre statues monumentales sculptées par Jean Goujon pour servir de pilier à la tribune des musiciens à l'extrémité nord. À l'extrémité sud, du côté des appartements royaux, le « tribunal » où siégeait le roi. À l'origine, il était surélevé de cinq marches.
En 1551-1553, le projet est une nouvelle fois modifié. On ajoute un attique aux deux niveaux initiaux.

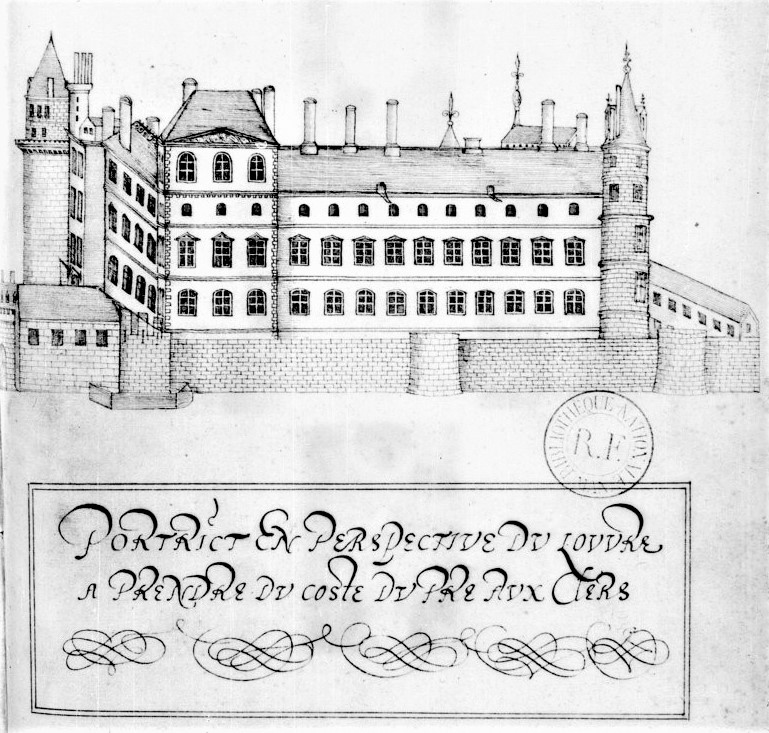
Vu du palais à partir du Pré-aux-Clercs en (1583-1587) par Jacques Cellier.

Une fois terminée vers 1554-1556, l'aile occidentale se présente sur trois niveaux ; le rez-de-chaussée abrite la grande salle de réception, le premier étage comprend la salle haute, salle des gardes du roi, traditionnellement dévolue aux repas publics du souverain et — nouveauté pour l'époque — des antichambres. Le troisième niveau prend la forme d'un attique dans lequel sont répartis les logements de fonction des serviteurs de la couronne, ainsi que des dames et demoiselles de compagnie de la reine.
La salle basse était couverte d'un plancher. La voûte et les colonnes de la salle ont été mises en place en 1630 par Jacques Lemercier. Fontaine et Percier ont supprimé les marches et la cheminée, modifié le décor en 1808. Au-dessus, la salle des gardes du roi séparée de l'attique par un plancher qui a été supprimé par Fontaine et Percier.
Au Louvre, Lescot crée une architecture originale appelée à devenir un symbole de l'architecture de la Renaissance française. Pendant plusieurs siècles, son aile occidentale a servi de référence non seulement pour les extensions du palais, mais aussi pour l'architecture française en général. La façade côté cour est ponctuée par trois avant-corps à travée rythmique, couronnés de frontons cintrés à base interrompue ; l'ensemble est richement décoré par les bas-reliefs de Jean Goujon, répartis selon un foisonnement qui s'accentue en montant les étages. Cette graduation décorative de la sculpture et la fusion qu'elle opère avec l'architecture contribuent à mettre en valeur l'articulation tripartite de la façade. Autre invention originale de Lescot, le bâtiment est surmonté d'une toiture brisée. Cette nouveauté pour l'époque devait se généraliser et devenir un trait caractéristique de l'architecture française : la mansarde.
À la demande d'Henri II, Lescot entame ensuite la construction du pavillon du Roi destiné à abriter ses appartements. La nouvelle construction remplace la tour d'angle sud-ouest qui assure la liaison entre la nouvelle aile Renaissance et l'aile méridionale. Elle s'élève sur quatre niveaux ; le premier niveau comprend la salle du Conseil, le second la chambre du roi, le quatrième un belvédère qui surplombe la Seine.
La salle des gardes du roi donnait sur l'antichambre du roi qui précédait la chambre de parade du roi se trouvant dans le pavillon du Roi. Le plafond de l'antichambre a été réalisé en 1557 par le menuisier Francisque Scibec de Carpi et le sculpteur Étienne Carmoy d'après un dessin de Lescot. L'antichambre a été allongée sous Louis XIV, en 1660. Le plafond de la chambre de parade a été réalisé par Scibec de Carpi en 1558.
La reconstruction de l'aile méridionale, destinée aux appartements de la reine, est encore en chantier quand le roi meurt ; en 1559, le château reste encore très médiéval, ne possédant qu'une seule aile de style Renaissance.
|                                                                       | |                                                            |                  |
| Pavillon du roi dans Les plus excellents bastiments de France (1579). | Aile occidentale ou Henri II, côté cour Carrée dans Les plus excellents bastiments de France par Androuet du Cerceau (1579). | Aile occidentale construite par Pierre Lescot (1546-1556). | Rez-de-chaussée. |

|                                                     |                                                                              |                                                             |                                   |
| Tribune des caryatides sculptées par Goujon (1550). | L'escalier d'honneur, l'un des plus monumentaux de la Renaissance française. | Plafond de la chambre du roi, dit chambre de parade (1556). | Bas-lambris de la chambre du roi. |

### Le Louvre pendant les guerres de religion
Catherine de Médicis fait poursuivre les travaux de l'aile méridionale dans laquelle sont aménagés ses appartements. Lescot en garde la direction jusqu'à sa mort en 1578. La reine est également à l'origine de la création d'importants jardins, de grandes écuries, et du palais des Tuileries. Celui-ci est commencé en 1564, en dehors de l'enceinte de Charles V, un an à peine après le rachat du terrain aux tuiliers qui l'occupaient, d'où son nom. Le projet est confié à l'architecte Philibert Delorme ; il est remplacé après sa mort en 1570 par Jean Bullant, également concepteur du château d'Écouen, au nord de Paris.
En 1566 est ajouté un portique couvert en terrasse dans le prolongement de l'aile méridionale permettant de franchir le fossé à partir du pavillon du Roi et donnant accès au jardin situé entre l'aile sud et la Seine. La Petite Galerie d'un seul étage construite vers la Seine, perpendiculairement à ce protique date de cette époque.
Pendant les guerres de religion qui marquent le dernier tiers du XVIe siècle, le palais du Louvre sert de lieu de résidence à la famille royale quand elle vient à Paris, notamment lors des noces de Marguerite de Valois (qui débouchèrent sur le massacre de la Saint-Barthélemy) en 1572. À partir du règne d'Henri III, qui débute en 1574, il devient la demeure principale du roi de France et le restera jusqu'à l'installation de Louis XIV à Versailles en 1682.
|                                                                         | |                                                                                                |                               |
| Élévation et plans du Louvre Renaissance. Répartition des appartements. | Le massacre de la Saint-Barthélemy (1572), La forteresse du Louvre est représentée au fond du tableau ; l'entrée médiévale est dominée par le pavillon du Roi construit par Lescot. | Festivités lors de la réception des ambassadeurs polonais dans le jardin des Tuileries (1573). | Bal à la cour sous Henri III. |

## Le Louvre du Grand Siècle à 1789

### Le Louvre d'Henri IV: la continuité du Grand Dessein
Arrivé à la tête d'un pays ruiné en 1589, Henri IV, aidé de son ministre Sully, prend des mesures immédiates pour apaiser le conflit religieux qui ensanglante la France. En reprenant en main les affaires politiques, le nouveau souverain donne du même coup un nouvel élan au chantier du Louvre, dans sa volonté de relance économique par de grands travaux édilitaires. Cette volonté d'agrandir le Louvre, qui prend le nom de Grand Dessein s'accompagne d'ailleurs d'un assainissement du quartier environnant.
Le Grand Dessein poursuit plusieurs objectifs :
- la suppression des vestiges du Louvre médiéval ;
- la construction d'une cour carrée sur la base de l'aile Lescot déjà édifiée (surface multipliée par quatre par rapport à celle de la cour médiévale) ;
- la réunion du Louvre aux Tuileries par la Grande Galerie ;
- l'expropriation des quartiers entre les deux palais.

Un ambitieux chantier se met alors en place entre 1594 et 1610 : la Galerie du bord de l'eau ou Grande galerie, qui réalise la jonction entre Louvre et Tuileries. Longue de 450 mètres et large de 13, cette réalisation s'élève sur deux niveaux et part du pavillon de Lesdiguières (nommé en l'honneur de François de Bonne, baron de Champsaur, dernier connétable de France et premier duc de Lesdiguières) jusqu'au pavillon de La Trémoïlle (en l'honneur d'Henri de La Trémoille (1598-1674), mestre de camp de la cavalerie légère de France). Elle est l'œuvre de deux architectes : Louis Métezeau pour la partie de la Grande galerie comprise entre la Petite galerie et l'enceinte de Charles V, Jacques II Androuet du Cerceau pour la suite, jusqu'au palais des Tuileries. Si le gros œuvre est achevé dès 1600, ce n'est pas le cas du décor, la galerie restant nue de tout ornement jusqu'au règne de Louis XIII. Au rez-de-chaussée de la Grande galerie, des boutiques ouvrent au nord, tandis qu'à l'entresol des logements étaient destinés à des artistes ou des artisans qui obtenaient du roi depuis les lettres patentes du 22 décembre 1608, un brevet de logement. Le premier étage était un passage entre le Louvre et les Tuileries.
C'est également sous le règne d'Henri IV qu'est terminée la Petite galerie. Le premier étage est ajouté où est installée une galerie des Rois avec les portraits des rois et reines de France, un décor peint par Toussaint Dubreuil puis son successeur Jacob Bunel, qui intervient dans plusieurs espaces du palais. En tête de la Grande galerie, à la liaison avec la Petite galerie, Louis Métezeau a réalisé un pavillon à un seul étage sur rez-de-chaussée où est aménagée la salle des Ambassadeurs (actuelle salle d'Auguste) au rez-de-chaussée, célèbre pour sa décoration de marbres réalisée en 1608.
Cependant, la mort de celui-ci porte un coup d'arrêt aux travaux, alors que le quartier s'est encore densifié. Les parties nord et est du Louvre médiéval restent en place.

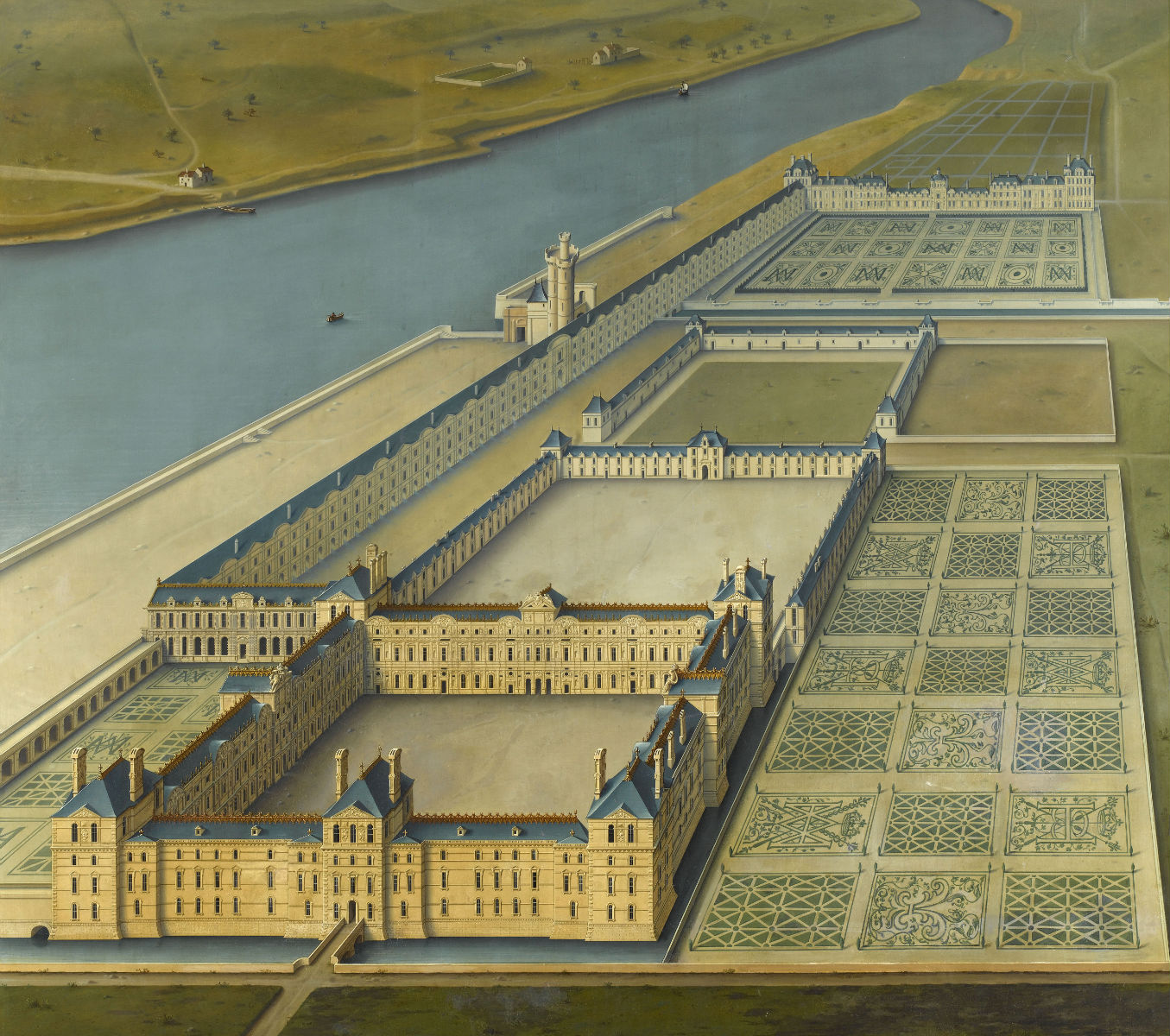
Le Grand Dessein d'Henri IV découvert au XIXe siècle dans la galerie des Cerfs du château de Fontainebleau.
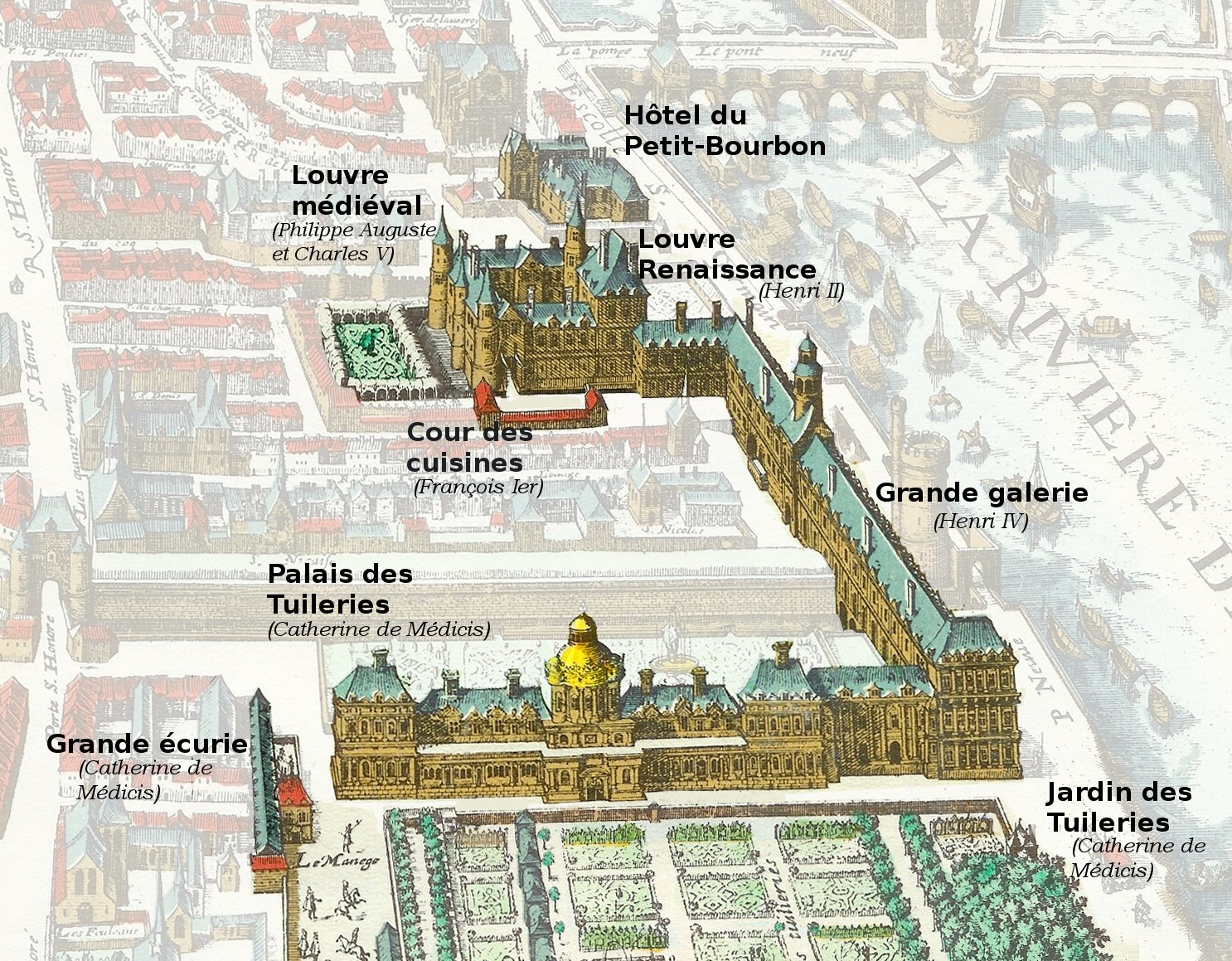
Les palais du Louvre et des Tuileries sur le plan de Mérian (1615).
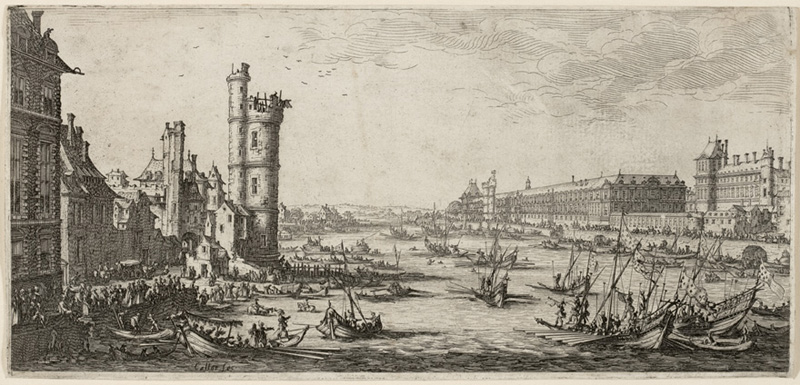
Jacques Callot, Vue de la tour de Nesle et du Louvre (1629-1630).
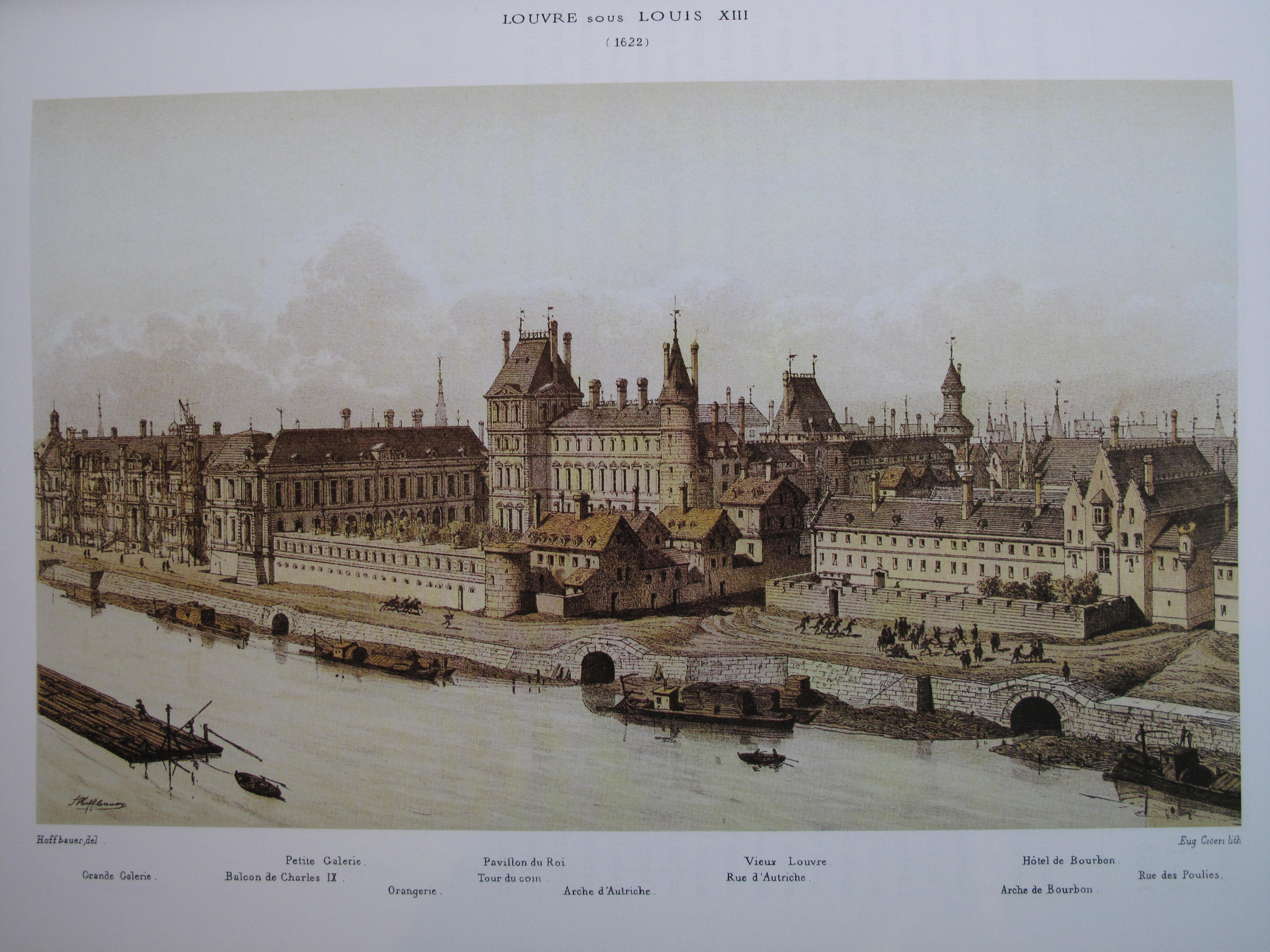
Theodor Josef Hubert Hoffbauer, Le Louvre en 1622 (côté Seine), tel qu'imaginé en 1885.

### Le Louvre de Louis XIII (1610-1643)
L'absence de travaux sous la régence de Marie de Médicis de 1610 à 1617 permet l'installation dans le quartier des hôtels particuliers des grands du royaume, alignés sur des rues structurées, comprenant chacun une entrée sur rue et un jardin. Aussi, lorsque Louis XIII reprend l'idée du Grand Dessein, il semble difficile de poursuivre exactement l'idée d'Henri IV. Il fait néanmoins démolir la partie nord de l'enceinte médiévale afin de prolonger l'aile Lescot dans cette direction en symétrie parfaite avec les mêmes détails de décor. C'est l'architecte Jacques Lemercier qui est alors chargé de la modernisation du vieux Louvre. En 1624, il fait tout d'abord reprendre les travaux de la cour Carrée, tout en respectant le style initial de Lescot, et en donnant un rôle important aux pavillons. Ainsi, au nord de l'aile Lescot, Lemercier fait construire le pavillon de l'Horloge, qu'il prolonge d'une autre aile identique à celle de Lescot afin de garder une symétrie harmonieuse et double l'escalier Henri II par un escalier appelé improprement escalier Henri IV. Les sculpteurs Jacques Sarazin, Gilles Guérin, Philippe de Buyster exécutent la décoration du pavillon de l'Horloge. Les décors de l'aile ajoutée au nord n'ont été réalisés qu'à partir de 1806. La construction de l'aile nord de la cour Carrée est commencée en 1639, arrêtée après la mort du roi, reprise en 1661 par Louis Le Vau.
Dans ses dernières années, lors de ses séjours à Paris, Antoine van Dyck (1599-1641) tenta d'obtenir des commandes pour peindre le décor intérieur de la galerie du bord de l'eau ou Grande Galerie, mais sans succès. C'est à Poussin qu'il est fait appel, afin d'exécuter un programme assez traditionnel imaginé par Lemercier, autour des villes de France. Toutefois, le peintre regagne Rome en 1642, une année après avoir entamé son travail, qu'il laisse largement inachevé. Louis XIII meurt un an plus tard sans qu'aucune nouvelle décision n'ait été prise.

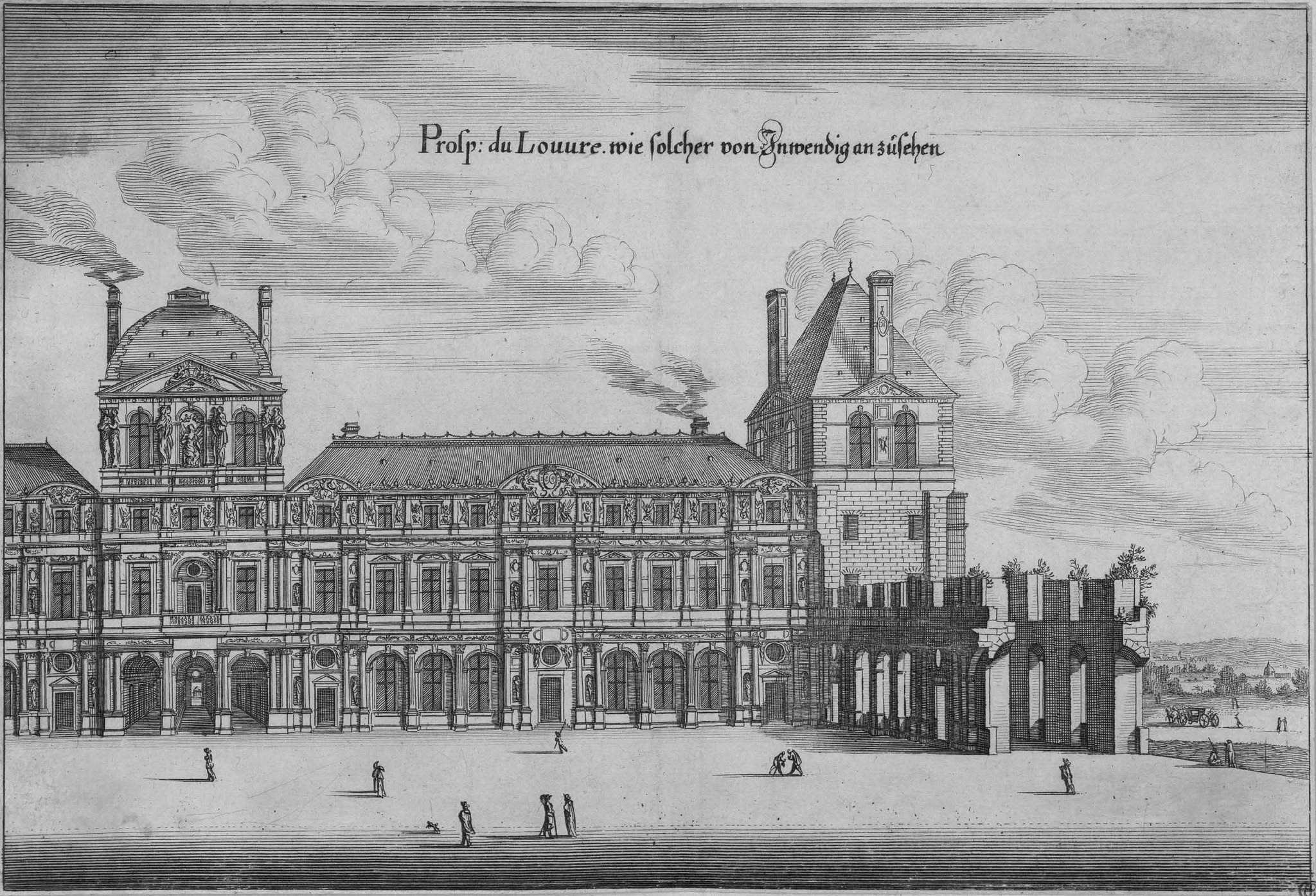
La cour carrée du Louvre à la fin du règne de Louis XIII - 1642.
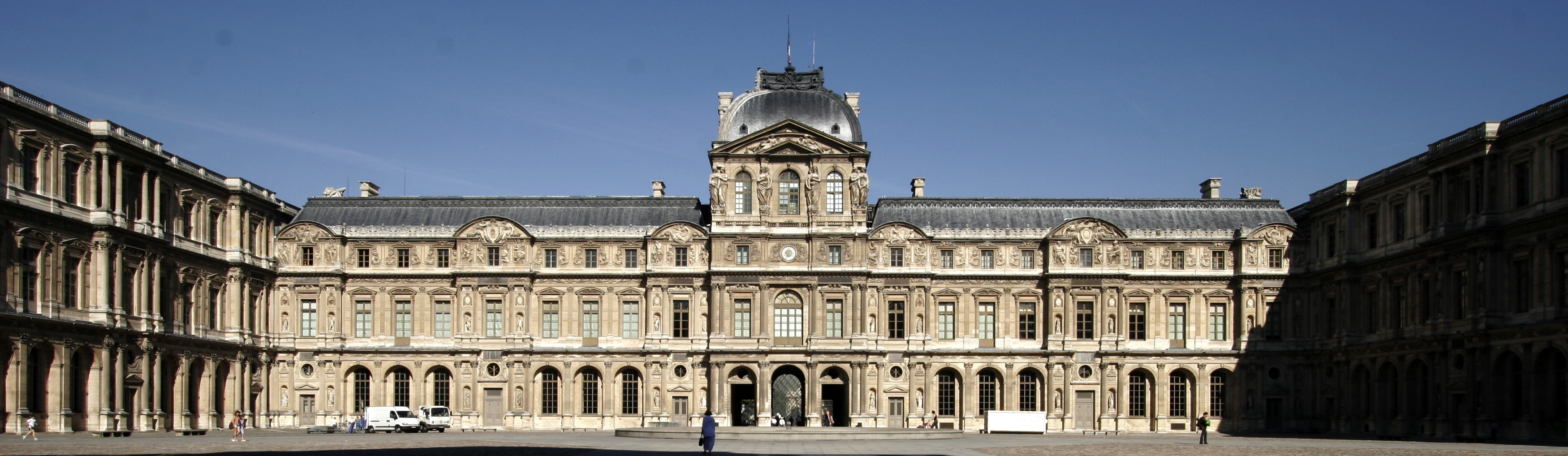
Aile Ouest de la cour carrée : l'aile Lescot est renforcée par le pavillon de l'Horloge et une aile qui l'imite.
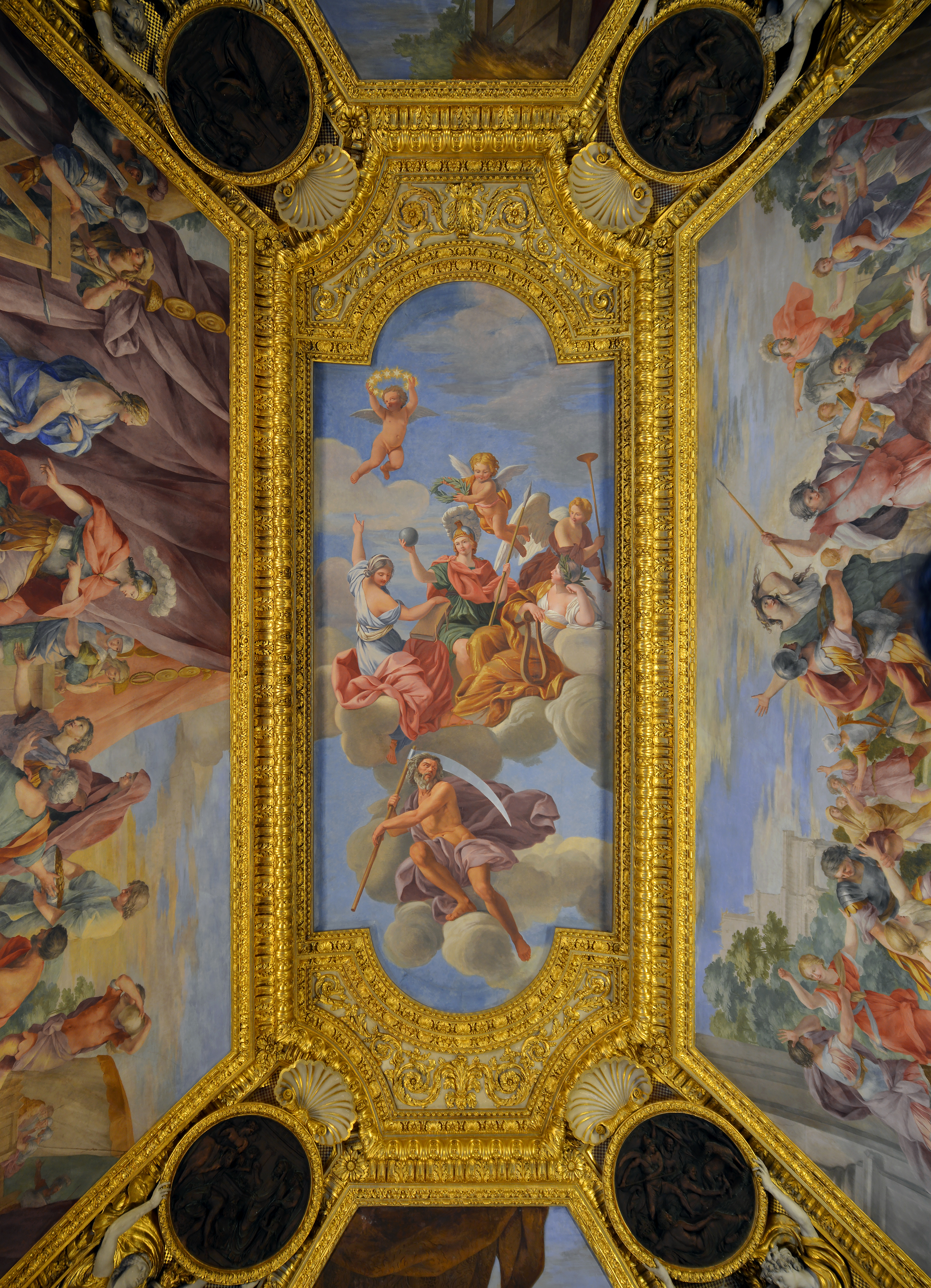
Le plafond du grand cabinet de la reine - 1632 (la partie centrale du plafond date du XIXe siècle).

### Le Louvre de Louis XIV

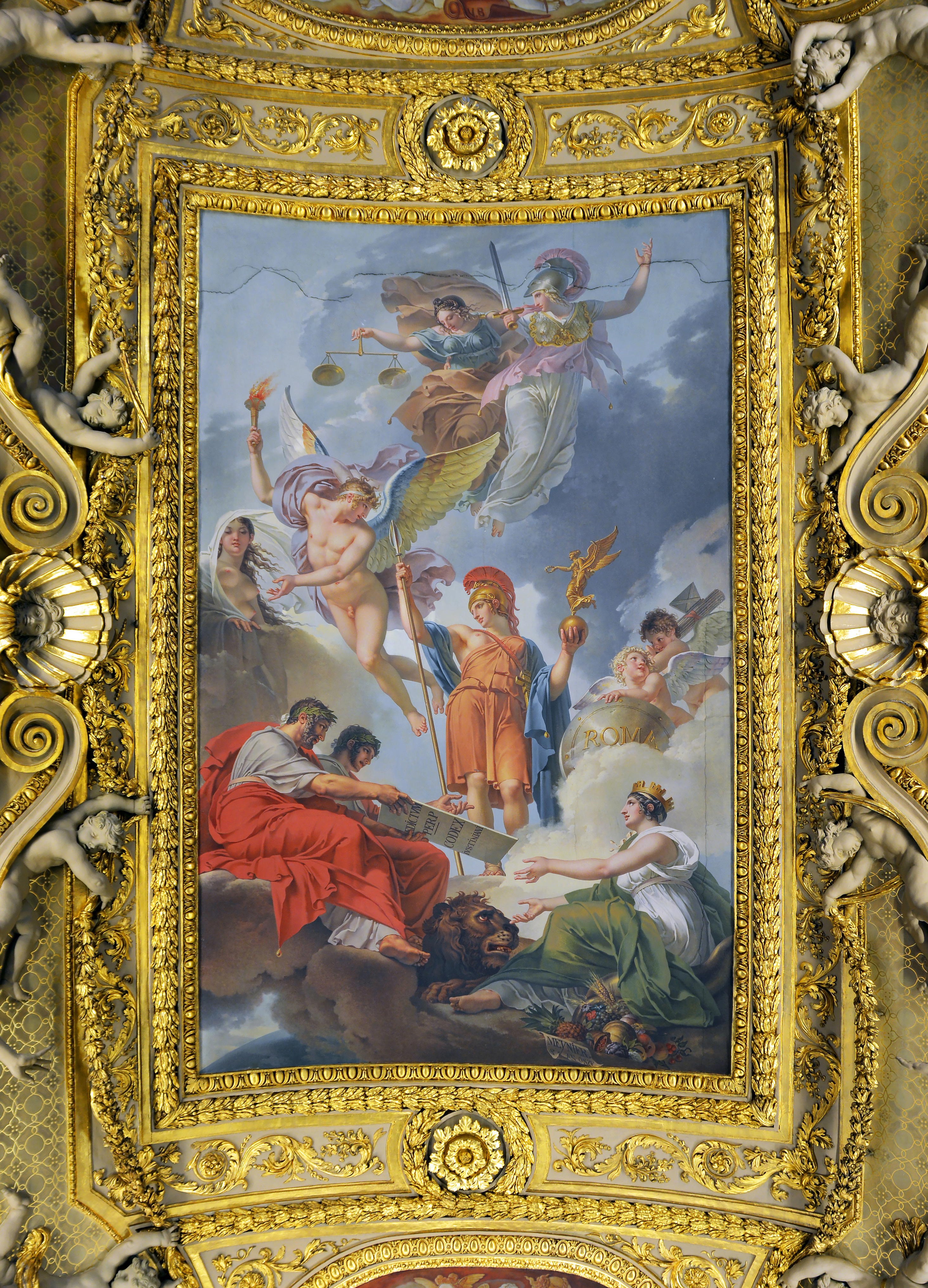
Le plafond du salon de la reine.

Avec Anne d'Autriche et Mazarin, de nombreux artistes arrivent d'Italie, et donnent à la capitale française un nouveau style d'influence italienne mais aucune grande construction n'est entreprise dans le palais du Louvre.
Ce n'est qu'après l'entrée du roi dans Paris, le 21 octobre 1652, et son installation au palais du Louvre plutôt qu'au Palais-Royal ou Palais-Cardinal, que Mazarin va s'intéresser aux aménagements du Louvre. C'est dès cette installation que le réaménagement des appartements de la reine mère est confié à Jacques Lemercier jusqu'à sa mort puis à Louis Le Vau. Le cardinal Mazarin se trouvait en exil dans la principauté de Bouillon quand le roi décida de le rappeler, le 26 octobre 1652. Louis XIV demanda que des appartements soient prévus pour lui au palais du Louvre.
Il faut signaler au rez-de-chaussée de la Petite Galerie l'installation des appartements d'été d'Anne d'Autriche, qui sont redécorés entre 1655 et 1658 sous la direction de Giovanni Francesco Romanelli, avec, pour la réalisation des stucs, les œuvres de Michel Anguier et Pietro Sasso. D'autres aménagements sont entrepris pour agrandir les appartements du roi vers la Petite Galerie au premier étage entre 1655 et 1658. Les travaux d'embellissement des appartements du roi conçus par Louis Le Vau sont en cours en 1654.
Une chapelle est aménagée par Louis Le Vau, entre 1655 et 1659, au premier étage du pavillon de l'Horloge, entre les escaliers Henri II et Henri IV. Après la signature du traité des Pyrénées et la paix avec l'Espagne, la chapelle est consacrée à Notre-Dame-de-la-Paix et à saint Louis. Bossuet y a prêché le Carême en 1662 et l'avent en 1665.

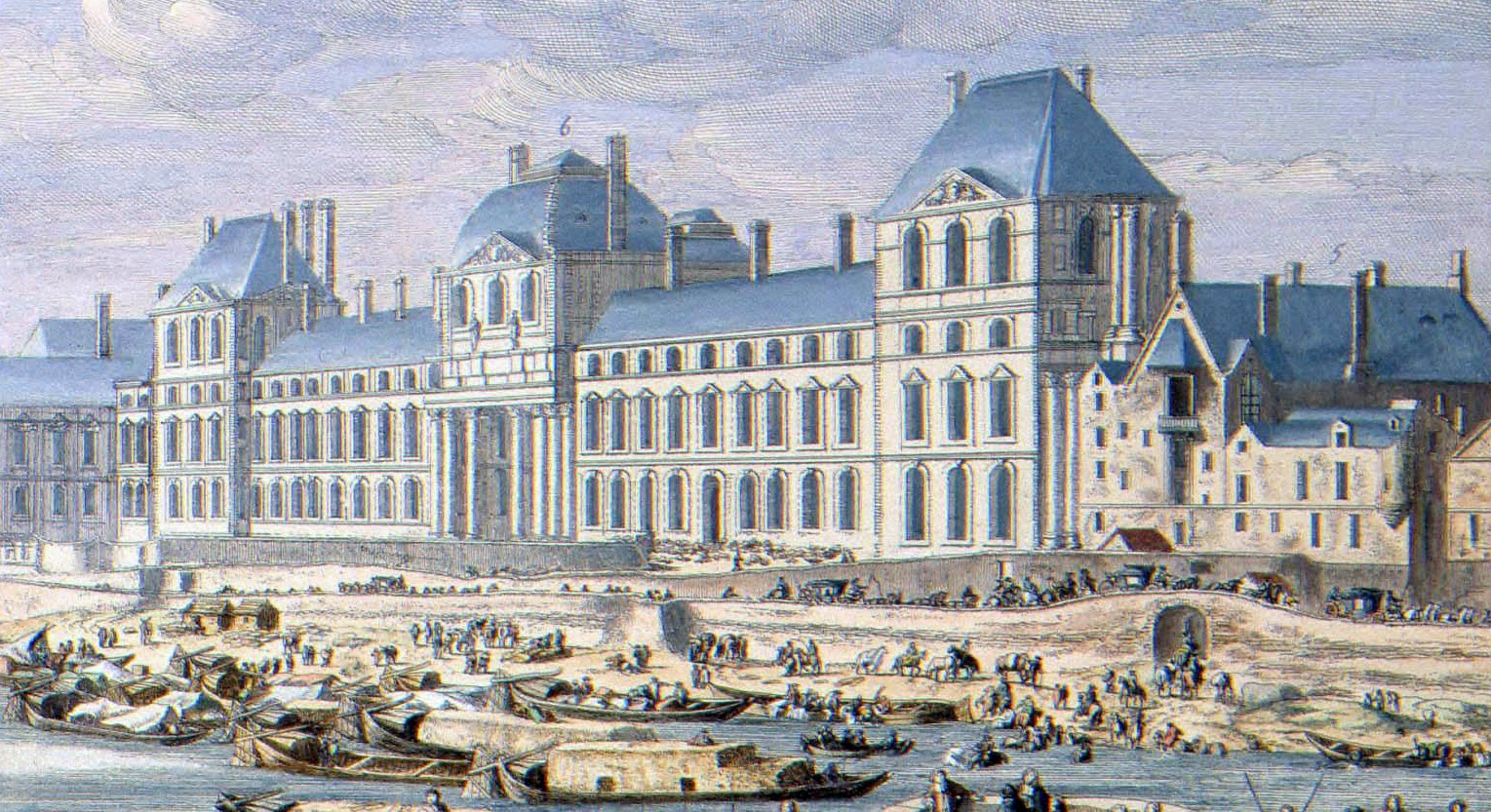
L'aile Sud du palais du Louvre de Louis Le Vau, vers 1665
Extrait d'une gravure Marche du Roy accompagné de ses gardes passant sur le pont neuf et allant au Palais, d'après Adam François van der Meulen.

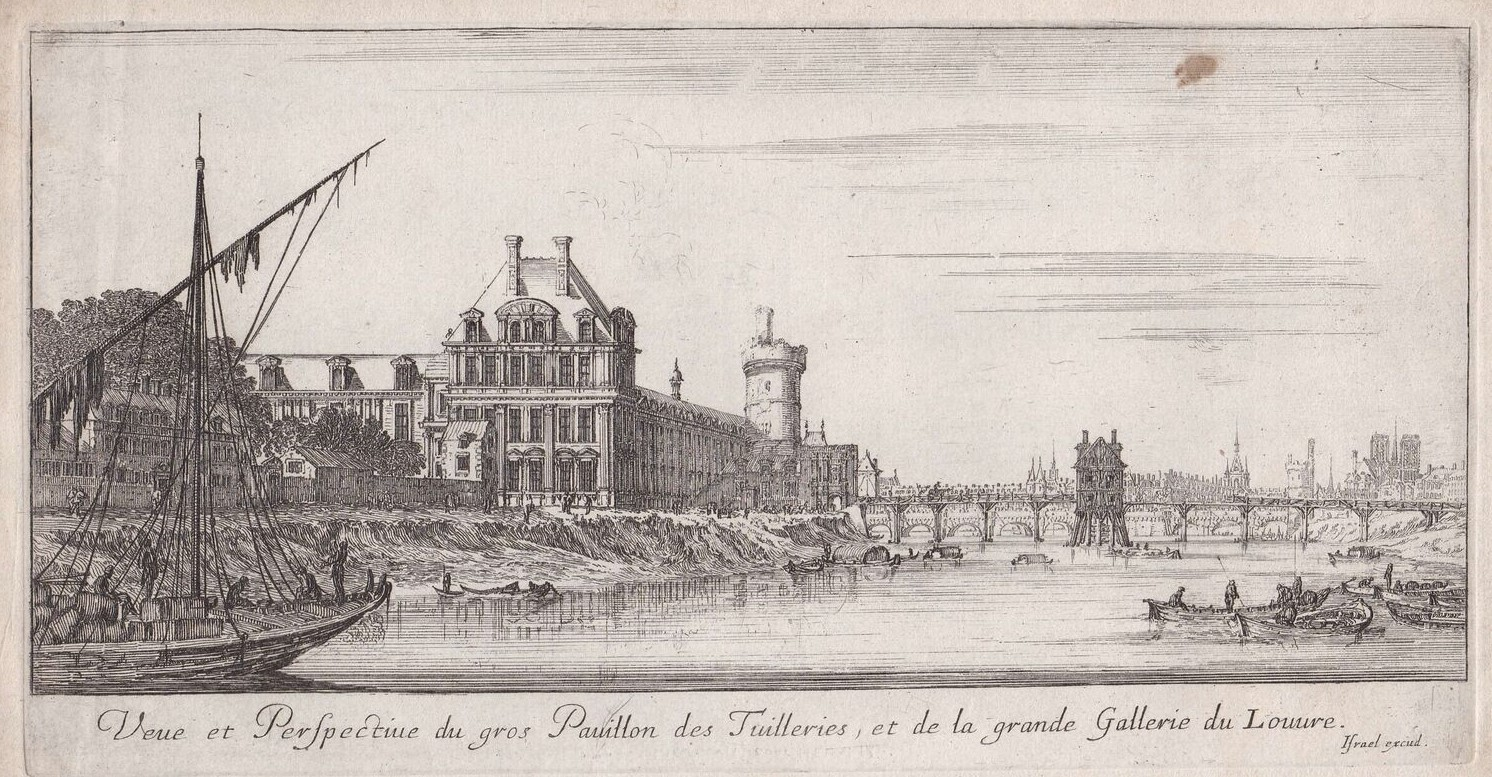
Vue des Tuileries et de la grande Galerie du Louvre, par Israël Silvestre - ca. 1650.

Dès 1657, l'idée de reprendre le Grand Dessein et de réaménager l'accès oriental du Louvre est discuté. Le duc d'Orléans s'en indigne car cela doit entraîner la destruction de l'hôtel du Petit-Bourbon. L'hôtel de Choisy est acheté en 1658 et l'achat de l'hôtel de Longueville est ajourné jusqu'en 1662. Un arrêt du Conseil indique : ayant résolu de faire continuer le bastiment de son chasteau du Louvre aussy tost que la nécessité de ses affaires lui pourra permettre de tirer de son Espargne les deniers nécessaires à cette despence et, cependant, de faire achepter incessamment les maisons et places qui se trouvent comprises dans son dessein, le roi fait acheter l'hôtel de Souvré en 1658. En 1659, le roi fait abattre la vieille cour des cuisines du château pour commencer le dégagement de l'emplacement de la future cour Carrée. Le 7 mai 1659, la proclamation d'un cessez-feu avec l'Espagne permet d'envisager la reprise du Grand Dessein. Le 2 juin, le surintendant des Bâtiments du roi Antoine de Ratabon fait afficher dans Paris l'annonce de la reprise des travaux dans la cour Carrée. Trois jours plus tard ont lieu les premières adjudications.
L'incendie de la Petite galerie en 1661 induit sa reconstruction par Le Vau (fin 1664), puis son doublement en hauteur (galerie d'Apollon, initiatrice du classicisme français) en 1665. Charles Le Brun en entreprend la décoration sur le thème d'Apollon, avec des stucs réalisés par Gaspard et Balthazar Marsy, Girardon et Regnaudin. Cette décoration a été arrêtée avec le départ du roi pour Versailles et n'a été achevée qu'au XIXe siècle. Pour permettre la liaison entre le pavillon du Roi, à l'angle sud-ouest de la cour Carrée, et la galerie d'Apollon, Louis Le Vau construit la rotonde d'Apollon. Le Vau fait doubler l'épaisseur de cette galerie en lui adjoignant des salles sur son côté ouest, sur la cour de la Reine, actuelle cour du Sphinx. Il transforme les premières travées de la galerie du Bord-de-l'Eau à côté de la Petite Galerie en créant le Salon Carré (qui n'est pas carré puisqu'il mesure 24 m x 15,70 m) et qui est affecté en 1692 à l'Académie royale de peinture et de sculpture. Elle y fait, à partir de 1725, une exposition des travaux de ses membres, ce qui a donné le nom de « Salon » à ce type d'expositions.

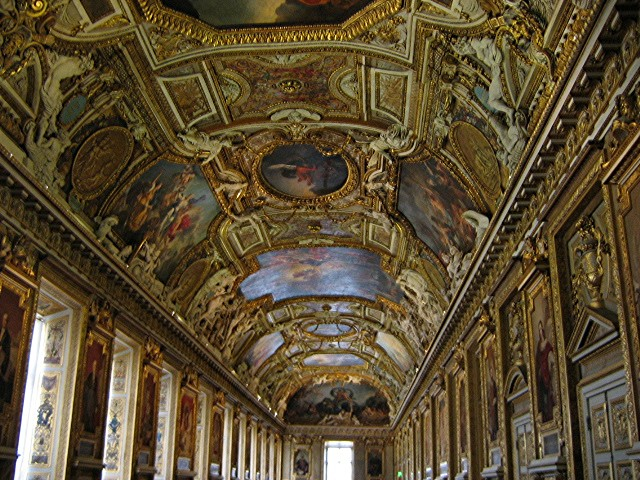
La galerie d'Apollon, reconstruite par Le Vau en 1661-1663.

Il faut attendre une ordonnance royale du 31 octobre 1660 pour qu'une nouvelle fois, le grand dessein soit repris, avec pour architecte principal Louis le Vau. Non seulement le projet intérieur est repris pour la cour carrée, mais une extension vers le sud est prévue (pont et collège des Quatre-Nations), qui donne une nouvelle dimension politique à l'affaire, le Collège des Quatre-Nations servant au recrutement de l'administration royale. C'est le premier projet de Louis Le Vau, dit du pont de la paix, daté de 1662-1663. Cependant, entre 1660 et 1664, seul le début du pont de la paix est réellement réalisé.
En 1664, Colbert prend en main la surintendance des bâtiments du roi : le Louvre et les arts doivent désormais jouer un rôle déterminant dans la tentative d'instituer un gouvernement centralisé autour de la personne du roi. Louis XIV a déjà commencé à s'intéresser à la construction du château de Versailles et Colbert essaie de le persuader de l'importance de la construction du palais du Louvre comme il l'écrit dans une adresse au roi le 28 septembre 1663. Pour Colbert le projet du Louvre est d'abord politique. Le projet de Le Vau est arrêté, et dès 1664, celui-ci doit engager le prolongement des Tuileries, tandis que des jardins à la française sont aménagés par André Le Nôtre. Colbert cherche aussi à donner un accès témoignant de l'importance du projet urbain, avec à l'est un grand accès à partir de la place royale. Des projets sont proposés par Charles Le Brun, Pierre Cottard en 1665, François Le Vau avait proposé un projet avec péristyle dès 1662-1663 qui préfigure le projet final (Stockholm, National Museum), projet d'Antoine Léonor Houdin. François Mansart est consulté par Colbert en 1664. Jusqu'à sa mort, en 1666, il a dessiné 10 projets, mais, avec les dessins,, qu'il présente, il ne fait pas le choix d'une solution avec un devis, car, dit l'architecte, d'après Charles Perrault, il voulait se conserver le pouvoir de faire mieux. Colbert ne souhaitant pas s'engager, prit alors le parti de faire venir de Rome le chevalier Bernin.
Plusieurs projets prévoyant la construction de la façade est de la cour carrée sont proposés notamment par Pierre de Cortone et trois projets par Gian Lorenzo Bernini lui-même venu exprès d'Italie. Il pose la première pierre le 17 juin 1665, en présence de Louis XIV, mais après son retour en Italie, son projet est rapidement abandonné. Colbert écrira au sujet de ses projets : « […] M. le cavalier Bernin n'a bien pensé qu'à la façade de ce magnifique palais [sous-entendu pas du tout à sa fonctionnalité], laquelle est assurément superbe et magnifique, à l'exception de l'ovale qui s'élève en couronne […] ». Un petit conseil est formé en avril 1667 pour trouver une solution nouvelle, composé de Louis Le Vau, Charles Le Brun et Claude Perrault. Charles Perrault a écrit que son frère avait déjà l'idée d'un péristyle en 1665. La pose de la première pierre de la façade orientale a lieu le 19 novembre suivant après le choix du roi, le 13 mai 1667.

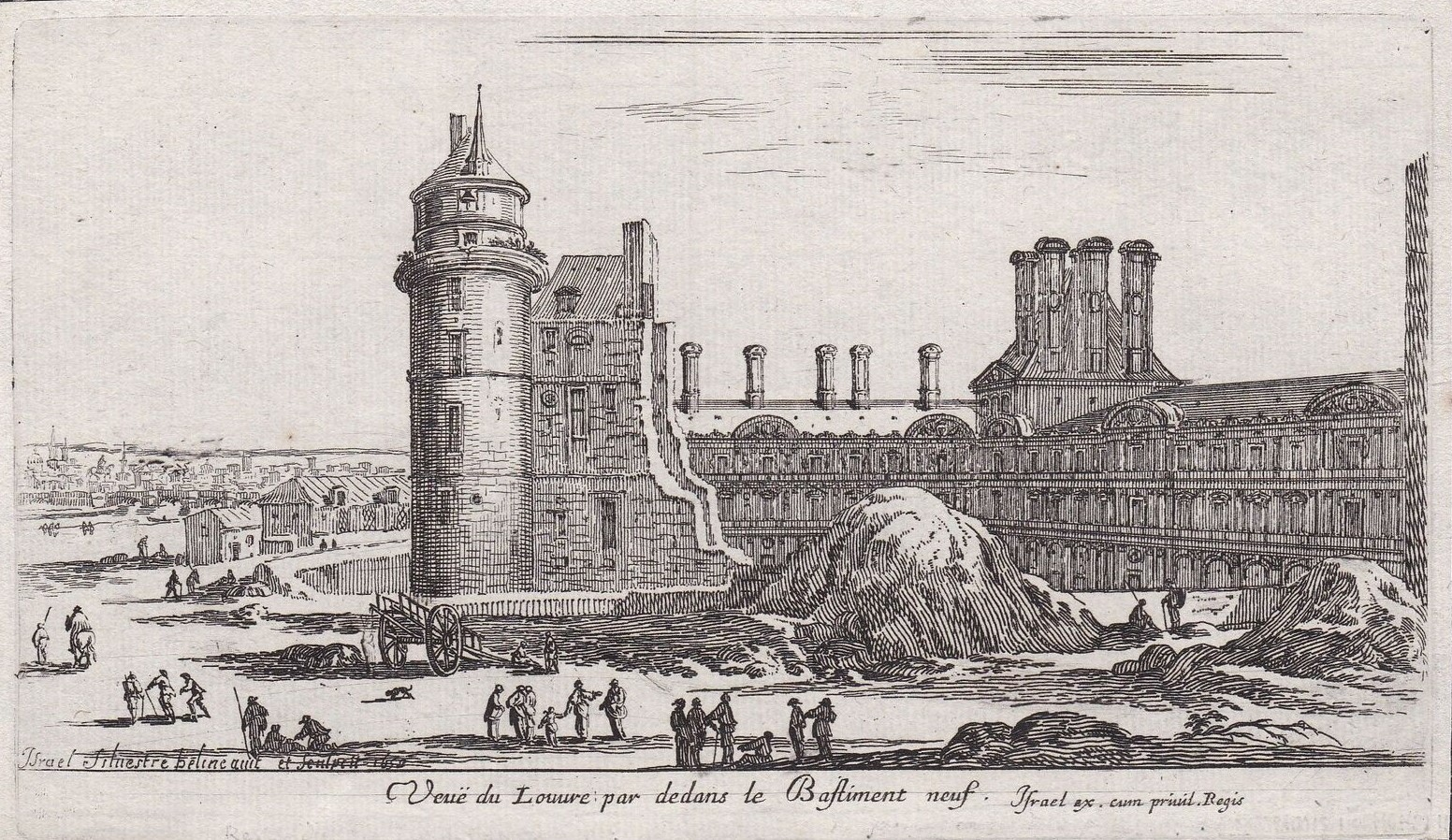
La démolition du vieux Louvre, par Israël Silvestre - ca. 1650.

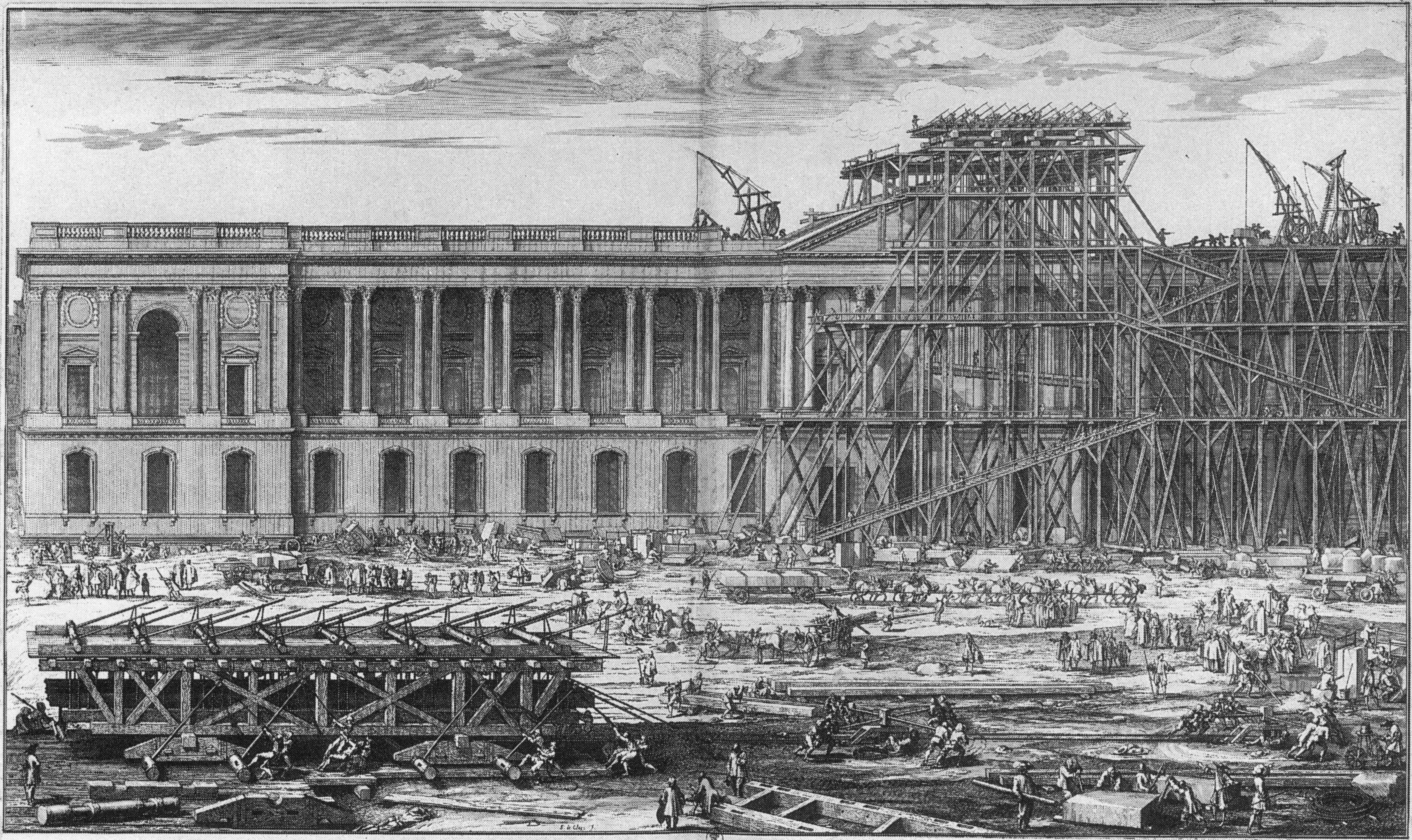
Sébastien Le Clerc
Représentation des machines qui ont servi à élever les deux grandes pierres qui couvrent le fronton de la principale entrée du Louvre (1677).

La paternité du nouveau projet est discutée. Elle est en général attribuée à Claude Perrault pour l'élaboration du projet définitif, monumental et tout à fait classique, avec sa colonnade de 28 colonnes jumelées et son large fronton. Cependant les archives montrent que des plans ont encore été réalisés après 1667 par François d'Orbay, dessinateur de l'agence du premier architecte du roi. Après une visite du chantier, François Le Vau propose une modification de la façade à Jean-Baptiste Colbert. Celle-ci est approuvée et le petit conseil reprend la réflexion sur le projet en tenant compte des critiques de François Le Vau, en intégrant une nouvelle distribution des appartements royaux avec la décision de doubler l'aile méridionale. Colbert demande l'avis de François Le Vau sur cette modification, c'est l' Advis du sieur Le Vau le jeune sur le nouveau dessein du Louvre dans lequel il approuve les modifications faites par le petit conseil en 1668. Il est difficile d'attribuer la façade orientale du Louvre à un seul architecte. Elle est le résultat d'une discussion entre les membres du petit conseil, avec François d'Orbay, François Le Vau, le roi et Colbert,,. L'opération la plus délicate a été la pose de deux pierres formant la cimaise du fronton ayant chacune 17 mètres de long et 2,50 mètres de large. En 1672, la mise en place de ces pierres est réalisée. Depuis leur taille dans une carrière de Meudon, l'opération a duré 3 ans et a nécessité la construction d'une machine inventée par le charpentier Ponce Cliquin. La stabilité des colonnes a été augmentée en plaçant une tige de fer dans chaque colonne et en faisant un chaînage de fer liant les colonnes au mur du fond. Mais ces fers vont rouiller et ont dû être remplacés en 1756.
Cependant, l'abandon du Louvre pour Versailles en 1682 l'a laissé inachevé.
La réalisation de la colonnade n'est toutefois pas la seule modification qui aura lieu au Louvre durant le règne personnel de Louis XIV. La cour carrée est réaménagée, tout comme les Tuileries, qui subissent le déménagement de la cour, entre 1664 et 1668.
En 1668, ne pouvant acheter les terrains devant l'aile de la Colonnade pour y installer l'appartement du roi, il est décidé de le laisser dans l'aile méridionale de la cour Carrée, d'en doubler l'épaisseur côté Seine, en construisant une nouvelle façade quinze mètres devant celle que venait de réaliser Le Vau quatre ans auparavant. La même année, Louis Le Vau abandonne la direction des travaux du palais du Louvre pour se consacrer entièrement au château de Versailles. La direction des travaux est alors donnée à Claude Perrault. Les dômes qui avaient été construits au-dessus des pavillons de la façade méridionale construite auparavant par Le Vau n'ont pas été détruits après la construction du doublement de la façade. Ils sont représentés sur le plan de Turgot. Les dômes des pavillons sud-est et du milieu (actuel pavillon des Arts) ont été démolis en 1756. Celui du pavillon du roi, dans l'angle sud-ouest, est détruit en 1808. L'élargissement de la façade méridionale a imposé d'allonger la façade de la Colonnade vers le sud, et, pour respecter la symétrie, vers le nord.
En 1678, les travaux du palais du Louvre s'arrêtent. Le gros œuvre des quatre ailes de la cour Carrée est terminé, la façade méridionale faite par Claude Perrault n'est pas liée à celle de Louis Le Vau. Il a fallu attendre la seconde moitié du XVIIIe siècle pour que les ailes est et nord soient couvertes et que la façade sud de Perrault soit liée au palais.

Le palais du Louvre par Jacques-François Blondel (1752-1756)
Face du chasteau du Louvre du côté de l'eau avant qu'elle fut doublée par la nouvelle façade de Claude Perrault.
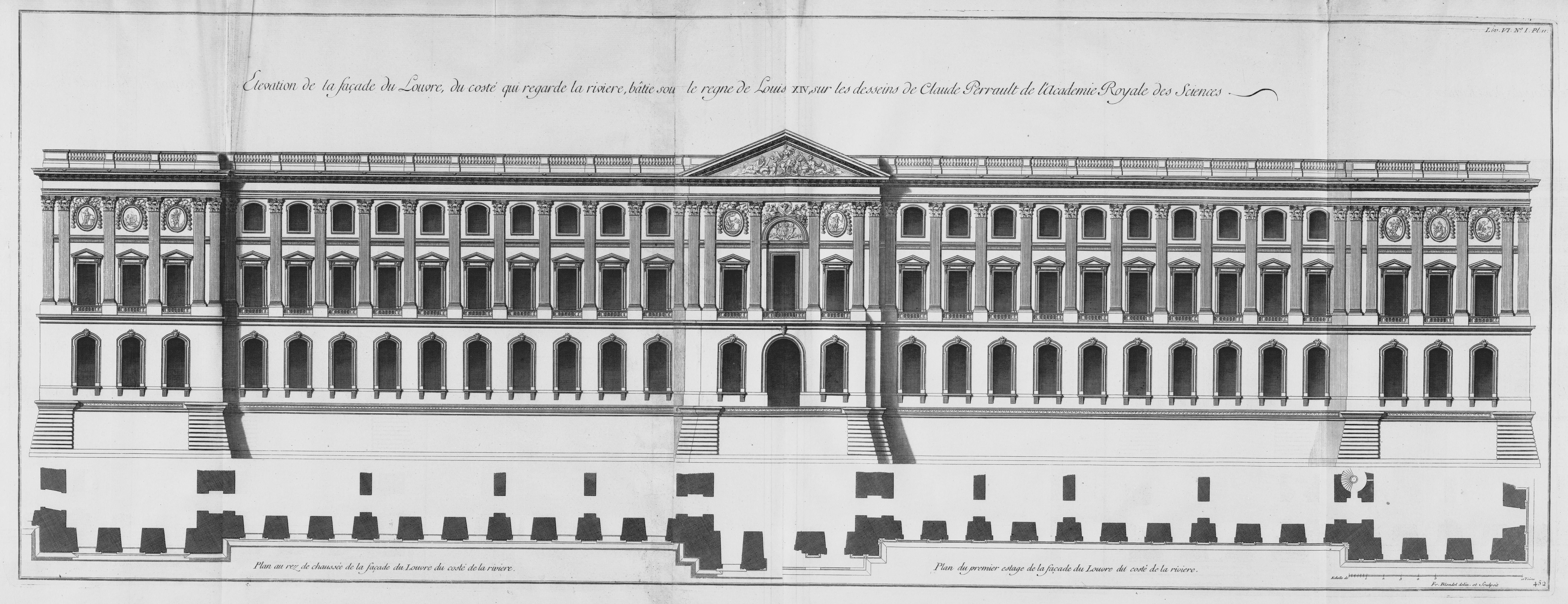
Élévation de la façade du Louvre, du côté qui regarde la rivière, bâtie sous le règne de Louis XIV, sur les dessins de Claude Perrault (après le doublement de la façade sud).
Plan du château.
Troisième projet de la façade de l'aile orientale proposé par Le Bernin.
La façade de l'aile est avec la Colonnade réalisée par Louis Le Vau et Claude Perrault.

### Le Louvre de Louis XIV à la Révolution
Abandonné par Louis XIV au profit de Versailles, le Louvre est rapidement déserté, occupé seulement occasionnellement lors de visites royales ou de conseils. Le Grand Dessein et les travaux de Colbert sont abandonnés alors que la cour carrée n'est pas achevée, que la colonnade est dépourvue de toiture. Un quartier dense demeure entre le Louvre et les Tuileries. L'aristocratie désertant le lieu, une nouvelle population plus pauvre s'y installe.
Dès 1672, le Louvre est investi par des Académies : d'abord l'Académie française, puis celle de peinture et de sculpture emménage en 1692 dans le grand salon et les salles voisines, et celle d'architecture, toujours cette même année, envahit les appartements de la reine. L'année 1697 marque l'arrivée de l'Académie de politique, qui déploie ses cartes en relief dans la grande galerie, et 1699 celle de l'académie des sciences. L'Imprimerie royale prend également ses quartiers dans le palais. En 1778, La Société royale de médecine s'y établit.
Outre les Académies qui y siégeaient, le Louvre était, depuis 1608, le logement d'artistes et d'artisans qui obtenaient du roi un brevet de logement et y emménageaient en toute liberté, entraînant la dégradation progressive des locaux. Le Louvre se détériore alors peu à peu, provoquant bientôt des réactions de la part des penseurs contemporains. La plus célèbre est sans doute celle de Voltaire, à travers ce quatrain fameux :
Louvre, palais pompeux dont la France s'honore,
Sois digne de Louis, ton maître et ton appui
Sors de l'état honteux où l'univers t'abhorre
Et dans tout ton éclat montre-toi : comme lui
D'autres intellectuels n'hésitent pas à publier des pamphlets mettant en cause l'état du palais, et par delà la politique de Louis XV en termes de construction. Ainsi, en 1752, Étienne La Font de Saint-Yenne publie un petit ouvrage intitulé L'Ombre du grand Colbert, dialogue entre le Louvre et Paris qui fera grand bruit.
Le surintendant des bâtiments du roi, le marquis de Marigny, frère de la marquise de Pompadour, ne reste pas inactif. Il commence par faire évacuer tous les indésirables de la cour Carrée et fait détruire les constructions parasites. Il fait dégager la façade de la Colonnade en faisant démolir ce qu'il restait de l'hôtel du Petit-Bourbon et des autres bâtiments adjacents. Malgré un budget des plus limités, il parvient à faire achever la cour Carrée, par Gabriel puis Jacques-Germain Soufflot, bien qu'il ne soit plus question du Grand Dessein.
La façade de Perrault de l'aile méridionale est enfin reliée au reste du bâtiment. Les dômes des pavillons de l'angle sud-est et du milieu de l'aile méridionale sont démolis. L'aile nord est couverte et planchéifiée en partie. Soufflot ouvre un passage sous le pavillon central de l'aile nord permettant une communication entre la cour Carrée et la rue du Coq. Il a aménagé un guichet sous le pavillon de l'Horloge.

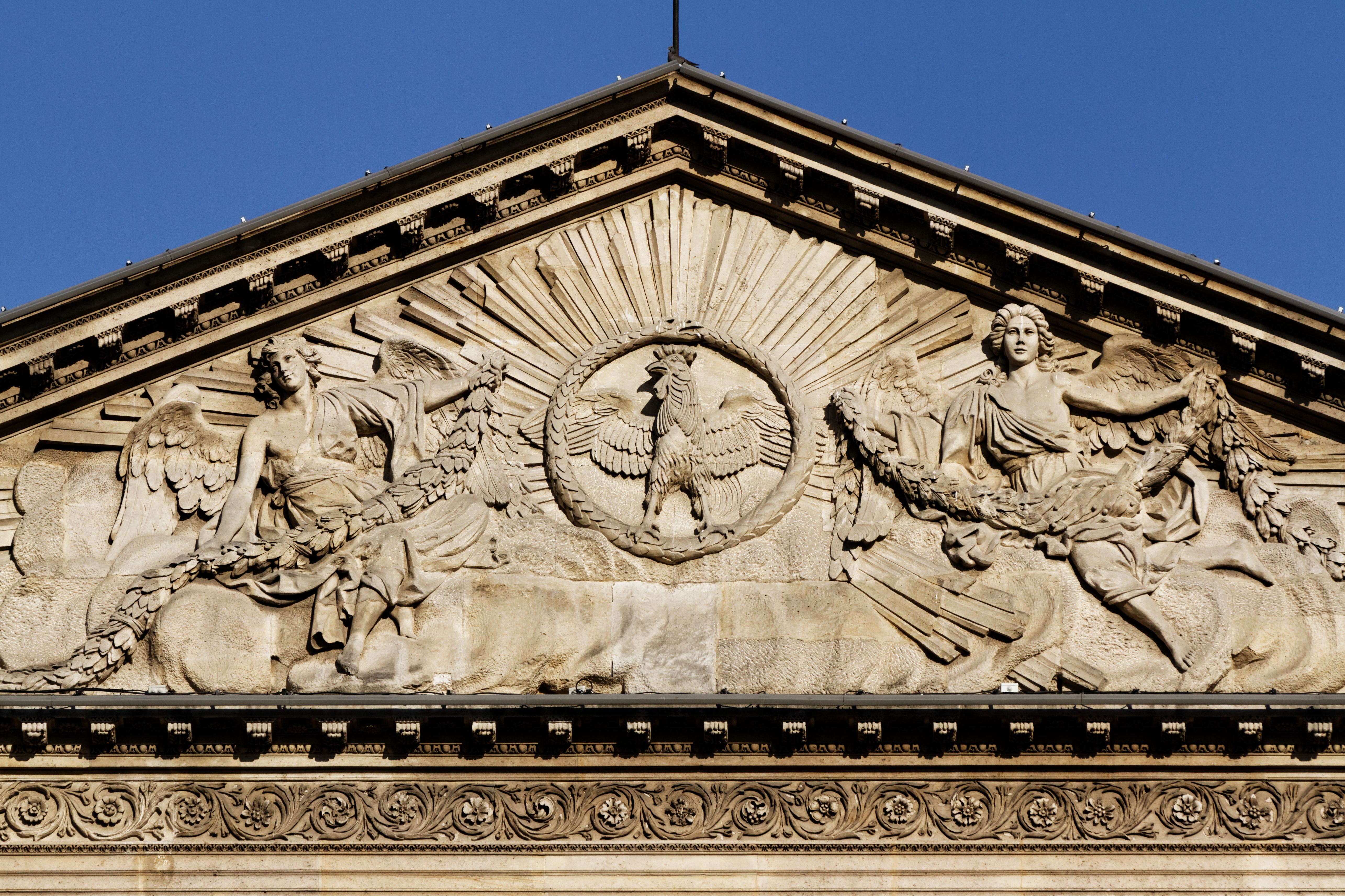
Le coq républicain qui a remplacé les armoiries royales.

La Colonnade doit être réparée en 1756-1757. Les barres de métal placées dans les pierres de la Colonnade sont rouillées. Tout le travail a dû être repris. Le deuxième étage au revers de la Colonnade est édifié. Guillaume Coustou (fils) sculpte en 1758 sur le fronton intérieur du pavillon central de l'aile est deux anges tenant les armes royales. Cette sculpture a été remplacée pendant par la Révolution.
La Guerre de Sept Ans a interrompu une première fois les travaux, en 1759. Ils reprennent après la paix, mais l'arrêt est définitif en 1779. Cependant, Maximilien Brébion va faire des travaux au palais du Louvre. Il ouvre une entrée côté Seine.
En 1779, avec l'accession à la surintendance du comte d’Angiviller, le Louvre retrouve une certaine fortune. L'idée de constituer un musée au Louvre à partir de collections royales, déjà avancée par Marigny, fut reprise par le nouveau surintendant qui voulait procéder à des aménagements appropriés à l'intérieur du palais. Se posa alors le problème de la Grande Galerie, à propos de laquelle une réflexion fut commandée à Soufflot. Elle aboutit à plusieurs idées :
- la suppression du décor inachevé de Poussin ;
- la construction d'une voûte en brique pour améliorer la protection contre les incendies ;
- le renforcement des planchers ;
- l'amélioration de l'éclairage par le creusement de fenêtres et d'oculi à la naissance des voûtes.

Celles-ci n'eurent toutefois pas le temps d'être mises en pratique.

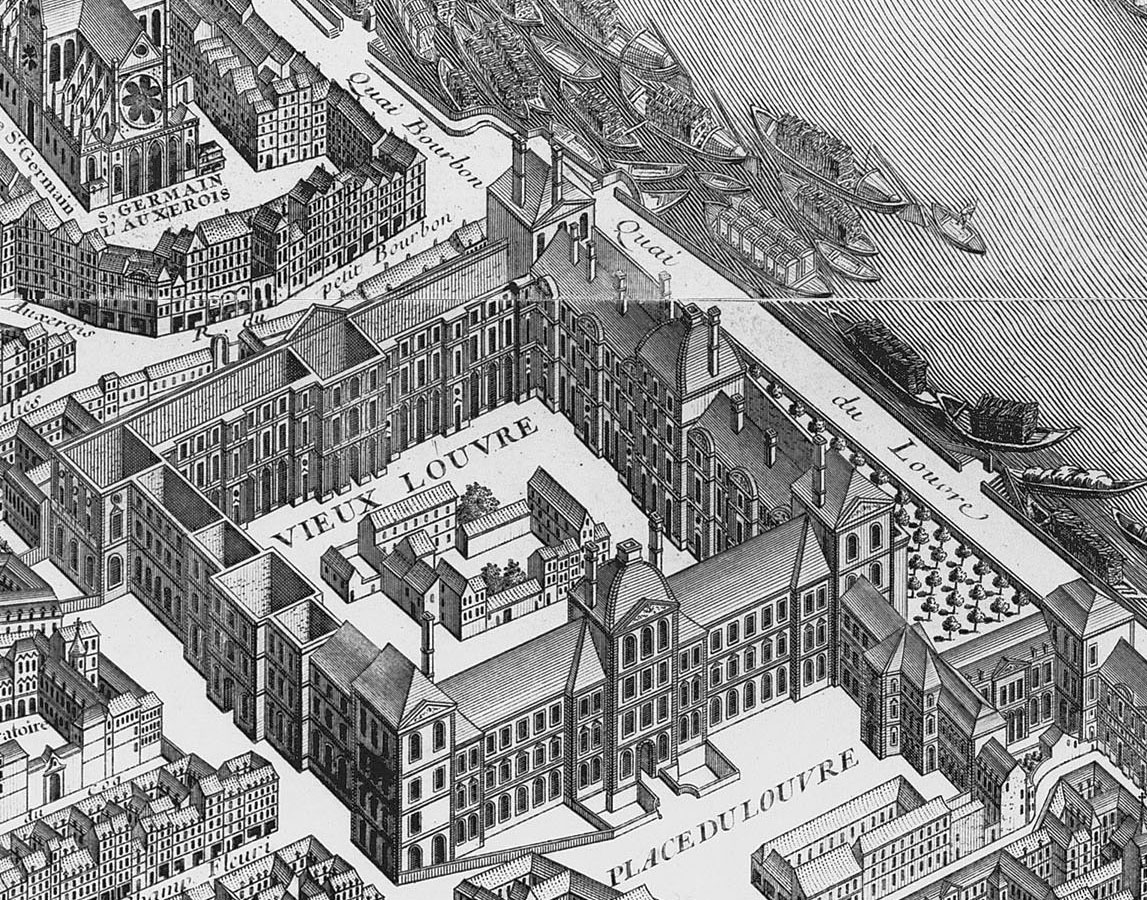
Le palais du Louvre et la cour Carrée représentée sur le plan de Turgot (1739).
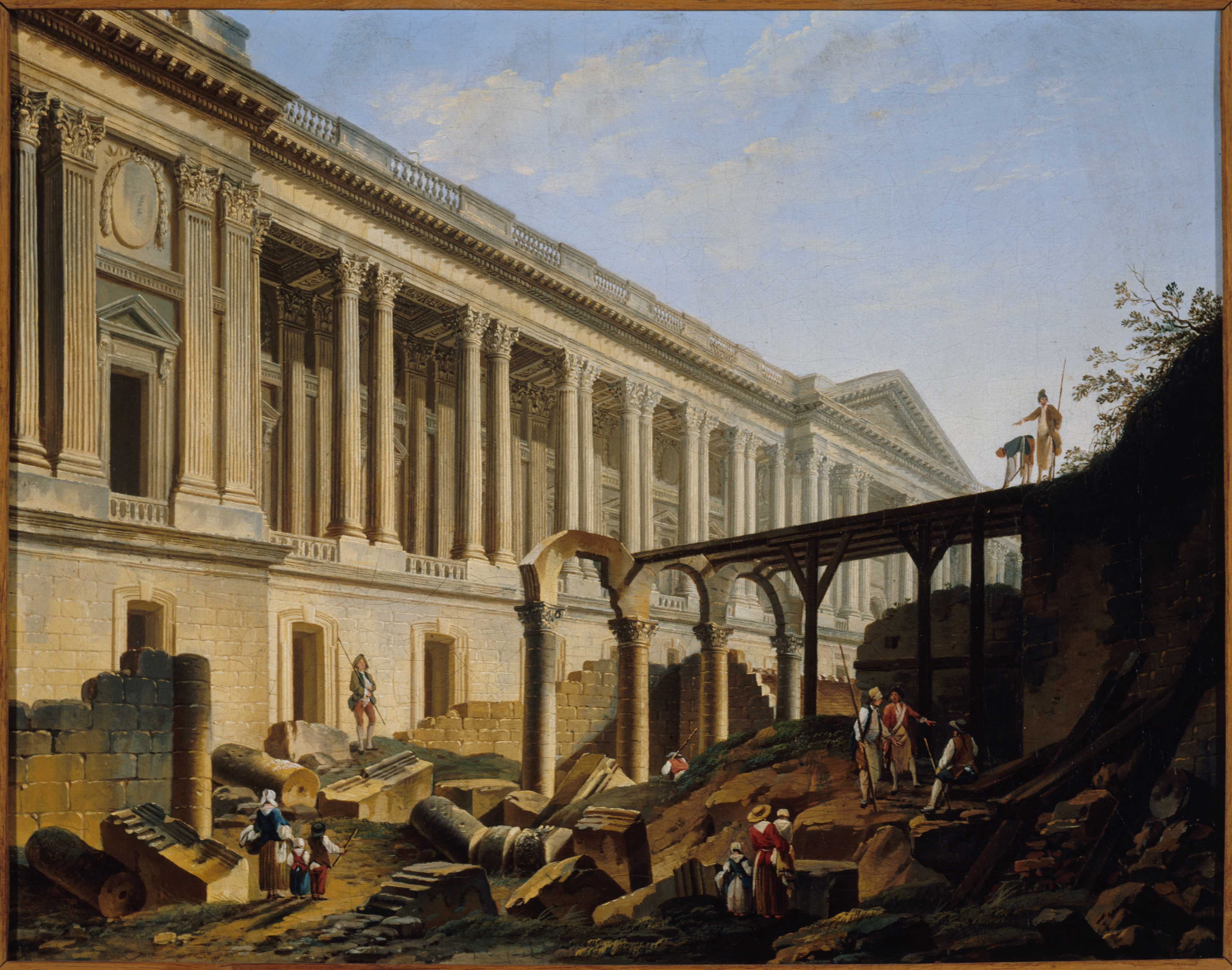
Démolition de l'hôtel du Petit-Bourbon devant la Colonnade du Louvre (vers 1760), par Pierre-Antoine Demachy.
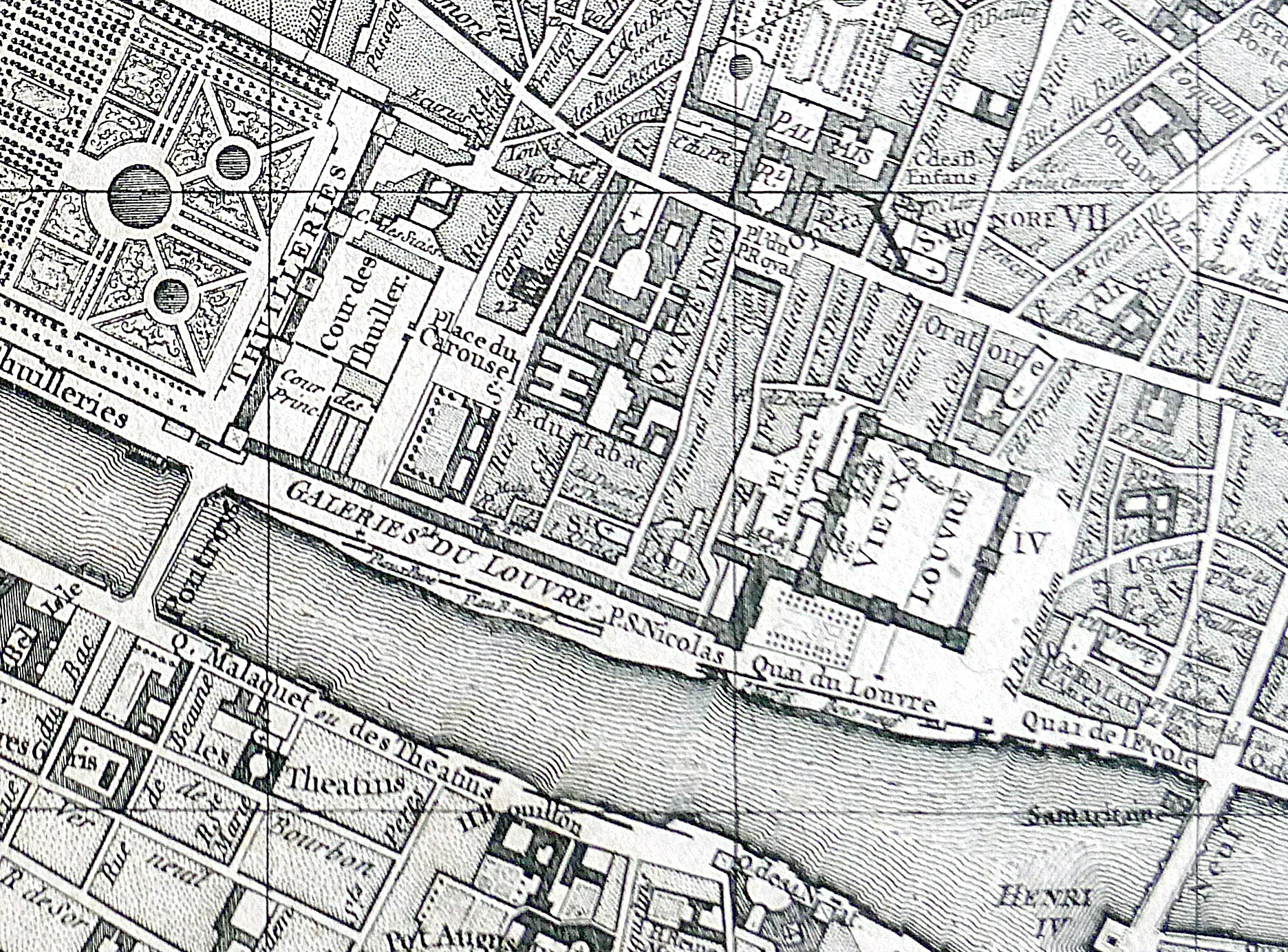
Palais du Louvre sur le plan de Vaugondy (1760).

## Le Louvre de la Révolution au Second Empire

### Le Louvre sous la Révolution: naissance du musée
Le Louvre avait perdu peu à peu sa dimension symbolique. Il est épargné par la haine des foules révolutionnaires. S'il n'appartenait plus au fonctionnement du rite monarchique, il n'appartenait pas encore au peuple. Ce sera bientôt le cas, par l'intermédiaire du musée qu'il va devenir.
En 1789, le comte d’Angiviller émet déjà un projet de musée situé dans le Louvre. Contraint à démissionner, il le confie aux États Généraux, qui, le 21 juin, adoptent l'idée, d'autant que les collections nationales s'enrichissent bientôt brusquement grâce à la confiscation des biens du clergé (2 novembre 1789) et des biens des émigrés (8 août 1792) et à la suppression des académies (8 août 1792). Dès 1790, l'Assemblée nationale prend réellement conscience de la nécessité de conserver les œuvres, et de stopper les destructions massives, aussi crée-t-elle le 1er décembre 1790 une commission chargée d'inventorier les monuments et les œuvres d'art nationalisés.
Des dépôts sont rassemblés dans d'anciens couvents, regroupant des statues de bronze pour la fonte, et d'autres pièces pour la vente. Le 6 juin 1791, Alexandre Lenoir, peintre et archéologue, est nommé directeur de celui des Petits-Augustins. Il est l'un des personnages qui contribueront à la naissance de la notion de patrimoine, il est d'ailleurs considéré comme le premier conservateur de musée. On lui doit le musée des monuments français à Paris. Son fils, Albert Lenoir, a continué son œuvre en créant le musée du Moyen Âge dans les anciens thermes de Cluny.
En 1794, l'abbé Grégoire publie un mémoire sur le vandalisme, condamnant les destructions, et encourageant la mise en place d'une « mémoire collective ». D'autres groupes de pression, à l'instigation d'artistes, se réunissent, poussant les instances dirigeantes à la décision de créer un musée. Mais lequel, et où ?
Des réponses avaient été apportées durant ces dernières années : ainsi avait-on vu publier à quelques mois d'intervalle les Considérations sur les arts du dessin (26 janvier 1791) et les Deuxièmes considérations sur l'art du dessin (18 mai 1791). Leur auteur, Quatremère de Quincy, y demandait le regroupement d'antiques, la possibilité que tous accèdent aux œuvres (alors que le peintre Jacques-Louis David militait pour un lieu réservé aux artistes), préconisait l'utilisation du Louvre comme lieu de regroupement et d'exposition et développait une vision encyclopédique de l'art, héritée du XVIIIe siècle. Ces ouvrages menèrent l'Assemblée constituante à voter l'installation d'un muséum au Louvre dans la lignée du projet proposé deux ans plus tôt par D'Angiviller, le 26 mai 1791. Le 19 septembre 1792, un décret officiel plaçait les collections nationales sous la protection du Louvre et le premier octobre de cette même année, une « commission du muséum » réunissant six personnalités était mise en place.
La conception révolutionnaire de l'idée de musée comprenait une vue pédagogique et l'idée d'un lieu ouvert à tous, mais la commission devait concrétiser ces idéaux tout en respectant les artistes comme l'influent David qui insistaient pour avoir un accès réservé aux collections, afin de pouvoir les étudier à loisir. De nouveaux personnages, comme le marchand Jean-Baptiste Pierre Lebrun, entrèrent dans la réflexion. Ainsi, dans ses Réflexions sur le muséum national, celui-ci réclamait un spécialiste historien de l'art à la tête du muséum, et demandait un classement par école, initiant une réflexion des plus importantes sur la professionnalisation du musée. Après une première ouverture, pour quelques semaines, le 19 novembre 1793, de nombreux critiques s'engagèrent contre les responsables du muséum, jugés incapables. Un catalogue, Objets contenus dans les galeries du muséum français avait été rédigé.
La réouverture eut lieu en février 1794, alors qu'un afflux d'œuvres provenant des saisies révolutionnaires encombrait le musée. Un conservatoire, dirigé par Jacques-Louis David, fut mis sur pied, avec pour mission la protection, la sélection, l'exposition, la rédaction d'un catalogue raisonné et le marquage des œuvres. Cependant, David fut entraîné dans la chute de Robespierre, et le conservatoire dut se poursuivre à cinq membres.
Le travail du conservatoire ne cessa d'être critiqué, notamment par Lebrun, qui débuta l'ancêtre d'un travail muséographique, préconisant la division en neuf sections, la nécessité d'un catalogue plus scientifique et des travaux dans la grande galerie.
Le Louvre, palais des rois, grand lieu du passé de la France, devenait, par la volonté de la Révolution, une leçon ouverte de civisme par l'image, et l'instigateur d'une nouvelle réflexion sur les notions d'histoire de l'art et de muséographie.
Malgré la suppression de l'Académie par la Révolution, l'exposition de peintures dans le Salon Carré se poursuivit : c'est le salon des artistes vivants. En 1789, une ouverture a été percée dans le plafond pour améliorer l'éclairage des œuvres. C'est la première utilisation de la lumière zénithale. Le 2 avril 1810, le salon carré sera transformé en chapelle pour accueillir le mariage de Napoléon Ier et de Marie-Louise d'Autriche.

### NapoléonIeret le palais du Louvre: continuation du Grand Dessein

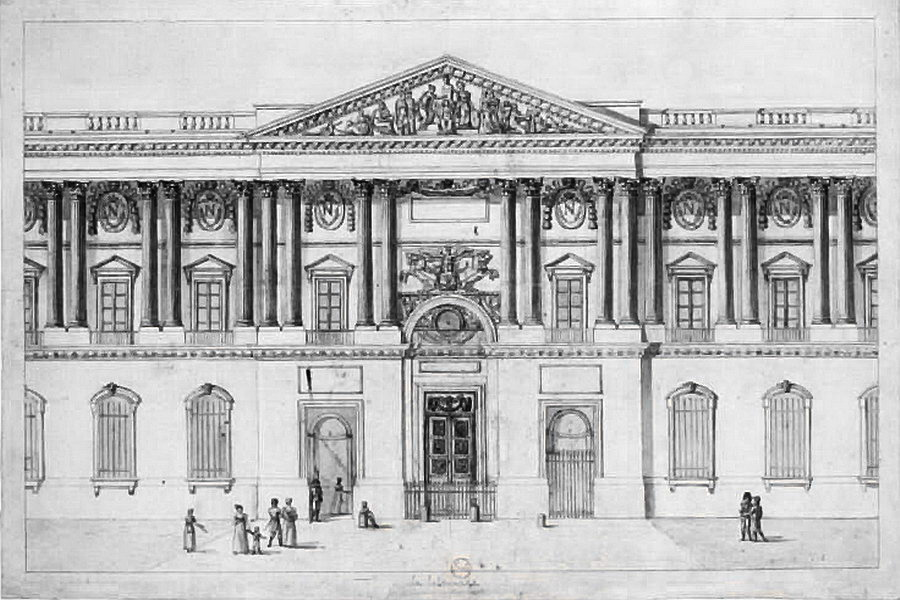
Fronton est de l'aile de la Colonnade par Lemot.

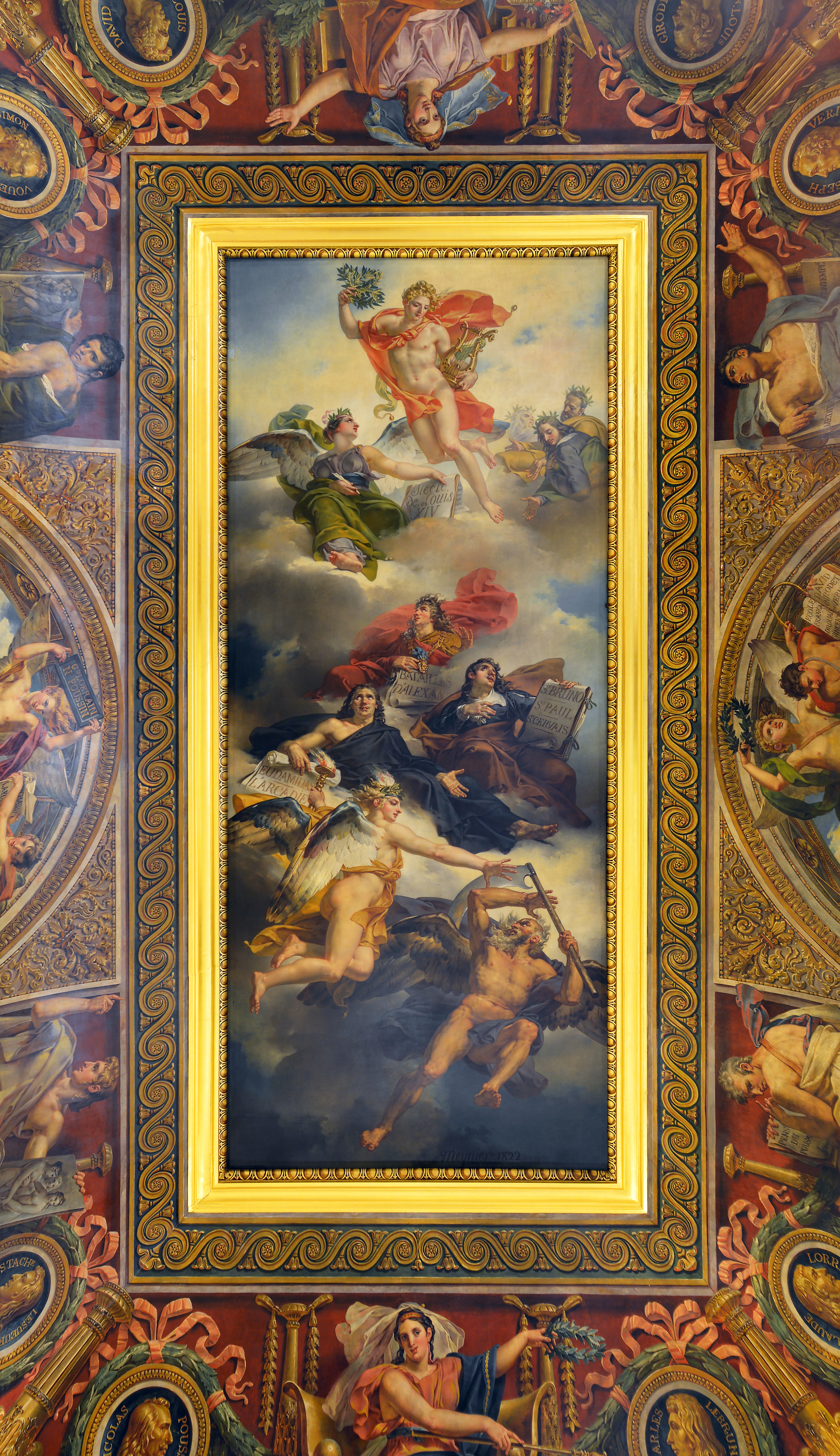
Le triomphe de la peinture française: apothéose de Poussin, de Le Sueur et de Le Brun, par Charles Meynier.

À partir de la fondation du Premier Empire, Napoléon s'est installé au palais des Tuileries. Pierre Fontaine est nommé architecte des palais du Louvre et des Tuileries le 13 décembre 1804. Il s'associera avec Charles Percier.
L'architecte Fontaine est resté l'architecte du palais du Louvre jusqu'en 1848.
Entre 1805 et 1810, Fontaine et Percier vont travailler à l'achèvement de la cour Carrée, en respectant le style des constructions antérieures :
- sculptures de la façade côté cour de l'aile construite par Jacques Lemercier ;
- sculptures de la façade de la Colonnade, au-dessus du portail dessiné par Percier, avec La Victoire sur un quadrige distribue des couronnes par Pierre Cartellier ;
- reconstruction de l'étage d'attique de l'aile sud construite par Pierre Lescot remplacée par un étage complet dans le prolongement de celui de l'autre partie de l'aile ;
- les sculptures de l'attique sont réalisées dans un style qualifié de « goujonisme » par :
  - Antoine-Denis Chaudet, La Victoire, Homère et Virgile,
  - Jean Guillaume Moitte, La Législation, Moïse, Numa,
  - Philippe-Laurent Roland, La Victoire et la Paix ;
- fronton est de l'aile Colonnade sur le thème Minerve entourée des muses de la Victoire, couronne le buste de Napoléon (buste remplacé par celui de Louis XIV à la Restauration) par François-Frédéric Lemot, entre 1808 et 1810 ;
- Claude Ramey a sculpté le fronton de l'aile nord sur le thème Le Génie de la France, sous les traits de Napoléon, invoquant Minerve, Mercure, la Paix et la Législation pour qu'elles succèdent à Mars et à l'appareil guerrier que la Victoire a rendu inutile, en 1811 ;
- Augustin Félix Fortin exécute en 1809, sur la façade de l'aile sud du côté de la côté la Seine, le fronton du tympan du premier étage sur le thème Les armées de l’empire, accompagnées des muses de l’histoire et des sciences avec les deux Génies debout. Au-dessus des génies, Antoine-Léonard du Pasquier[Note 6],[42] réalise dans les écoinçons, deux Renommées couronnant le buste de Napoléon. Ce buste a été remplacé sous la Restauration par un casque de Minerve ;
- Jacques-Philippe Le Sueur sculpte, en 1811, le fronton surmontant le pavillon des Arts de l'aile sud, côté cour, sur le thème Minerve accompagnée des Sciences et des Arts ;
- achèvement du décor de la salle des Cariatides ;
- sculptures dans la salle basse de l'aile de la Colonnade par Pierre Petitot représentant La Victoire sur terre et La Victoire sur mer ;
- construction des escaliers de l'aile de la Colonnade.

De 1809 à 1812, construction du grand escalier menant au musée du Louvre. Ce grand escalier, chef-d'œuvre de l'architecture napoléonienne, a été détruit pour construire l'escalier Daru. Une partie du décor de cet escalier peut se voir dans les salles Percier et Fontaine.
Des peintures ont été commandées pour la décoration intérieure :
- en 1802, Jean Simon Berthélemy a réalisé pour la rotonde d'entrée du musée un Homme formé par Prométhée et animé par Minerve,
- en 1807, pour la salle de Diane , Pierre-Paul Prud'hon a réalisé le plafond sur le thème Diane implorant Jupiter de ne pas l'assujettir aux lois de l'hymen,
- pour la salle de Mécène, Charles Meynier a peint La Terre recevant des empereurs Adrien et Justinien le code des lois romaines ;

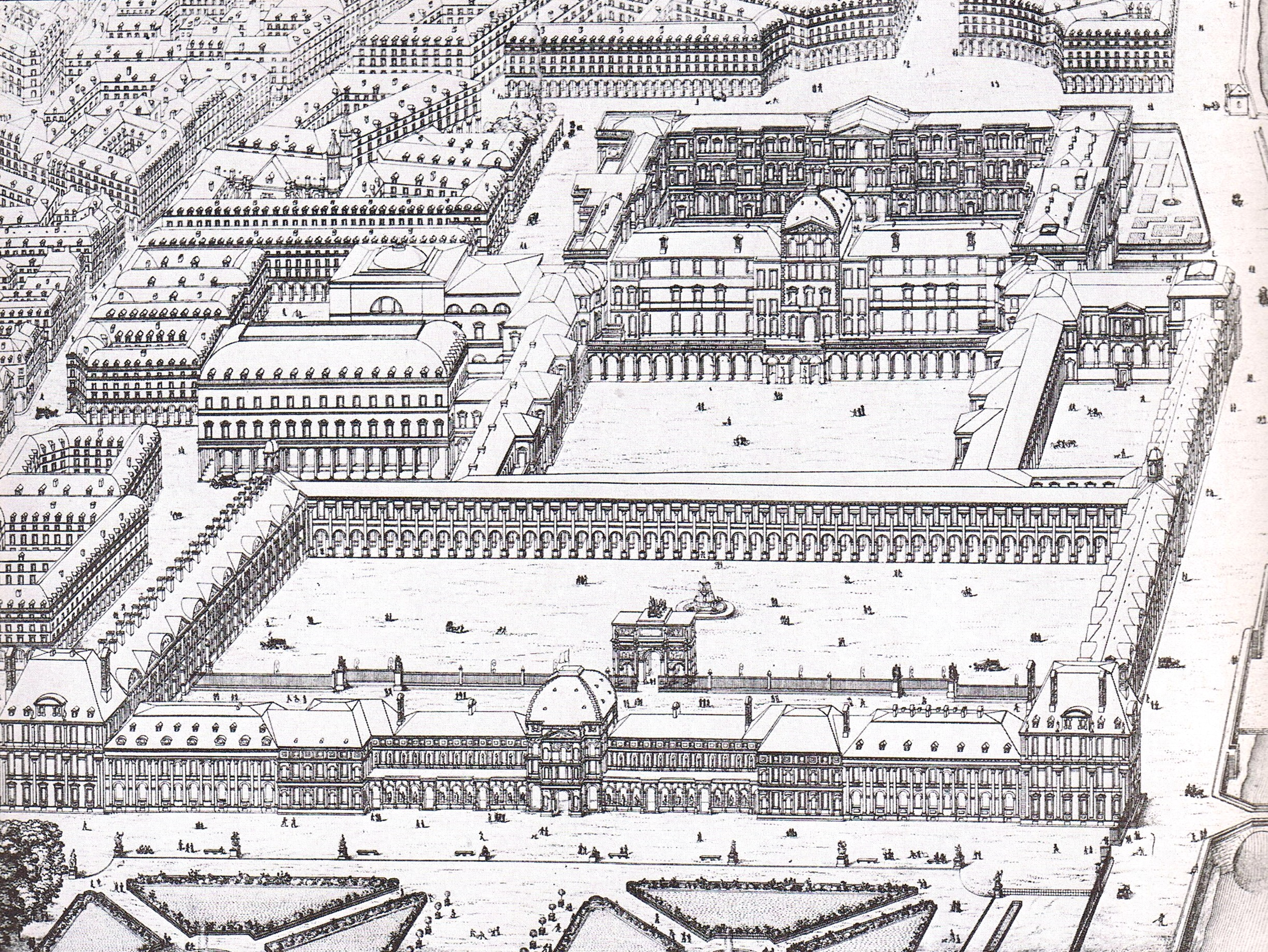
Le plan du Louvre et des Tuileries de Fontaine et Percier approuvé en 1810 par Napoléon Ier.

En 1810, Napoléon Ier accepte le plan du Grand Dessein réunissant les palais du Louvre et des Tuileries, proposé par Fontaine et Percier.
Ce plan devait tenir compte de la décision, prise en 1806, de prolonger la rue de Rivoli des Tuileries jusqu'au Louvre, et du décalage des axes de la cour carrée et du palais des Tuileries.
Le quartier compris entre le Louvre et les Tuileries est donc rasé, notamment l'église Saint-Louis-du-Louvre, en 1811. Ses locataires, huguenots qui en avaient fait le premier temple protestant de Paris, et le siège du Consistoire réformé, sont déplacés par Napoléon vers l'église de l'Oratoire du Louvre, face à la Cour carrée. Ils emportent et remontent sur place les miséricordes (stalles) de l'église.
On va donc commencer par construire l'aile le long de la rue de Rivoli, entre le pavillon de Marsan et la place du Carrousel, en reproduisant l'élévation de l'aile de la Grande galerie construite par Androuet du Cerceau. À la jonction avec le pavillon de Beauvais, à l'angle nord-ouest de la cour Carrée, Napoléon fait construire la chapelle Saint-Napoléon, suivant un plan symétrique de la rotonde d'Apollon construite par Le Vau à la jonction de la galerie d'Apollon.
La chute de l'Empire a arrêté ce projet.

### Le palais du Louvre sous la Restauration

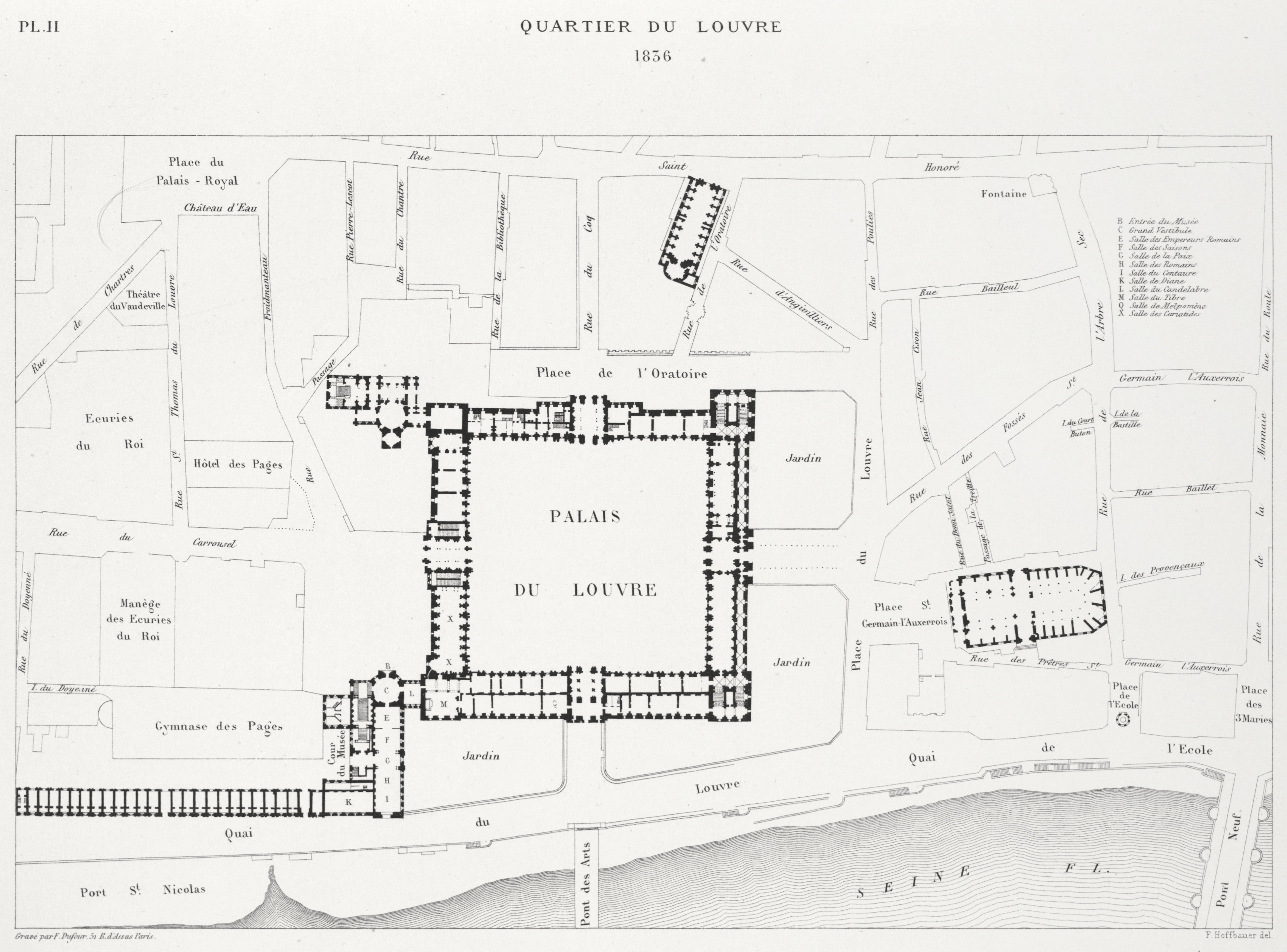
Le palais du Louvre et son quartier en 1836.

Après la chute du Premier Empire, les travaux sont toujours dirigés par les architectes Charles Percier et Pierre Fontaine, sous la supervision de la direction des musées, dépendant du comte de Forbin. Louis XVIII et Charles X vont vouloir redonner au palais son lustre, et une utilité publique.
Louis XVIII fait terminer l'aile Napoléon Ier le long de la rue de Rivoli, par le pavillon de Rohan et achever la décoration de la cour Carrée.
L'essentiel des travaux faits sur le palais du Louvre sous la Restauration ont été des aménagements intérieurs. Le Louvre va devenir un grand chantier permettant de célébrer la grandeur de la monarchie restaurée. Pour restaurer la grandeur de la monarchie, un des moyens était de réaliser une décoration des salles par de grandes peintures décoratives sur les murs et les plafonds. Dès 1815, le comte de Pradel, directeur général de la Maison du Roi, a demandé de soutenir « ce genre presque entièrement tombé dans l'oubli ».

Musée Charles X : Apothéose d'Homère, Jean-Auguste-Dominique Ingres (1827).
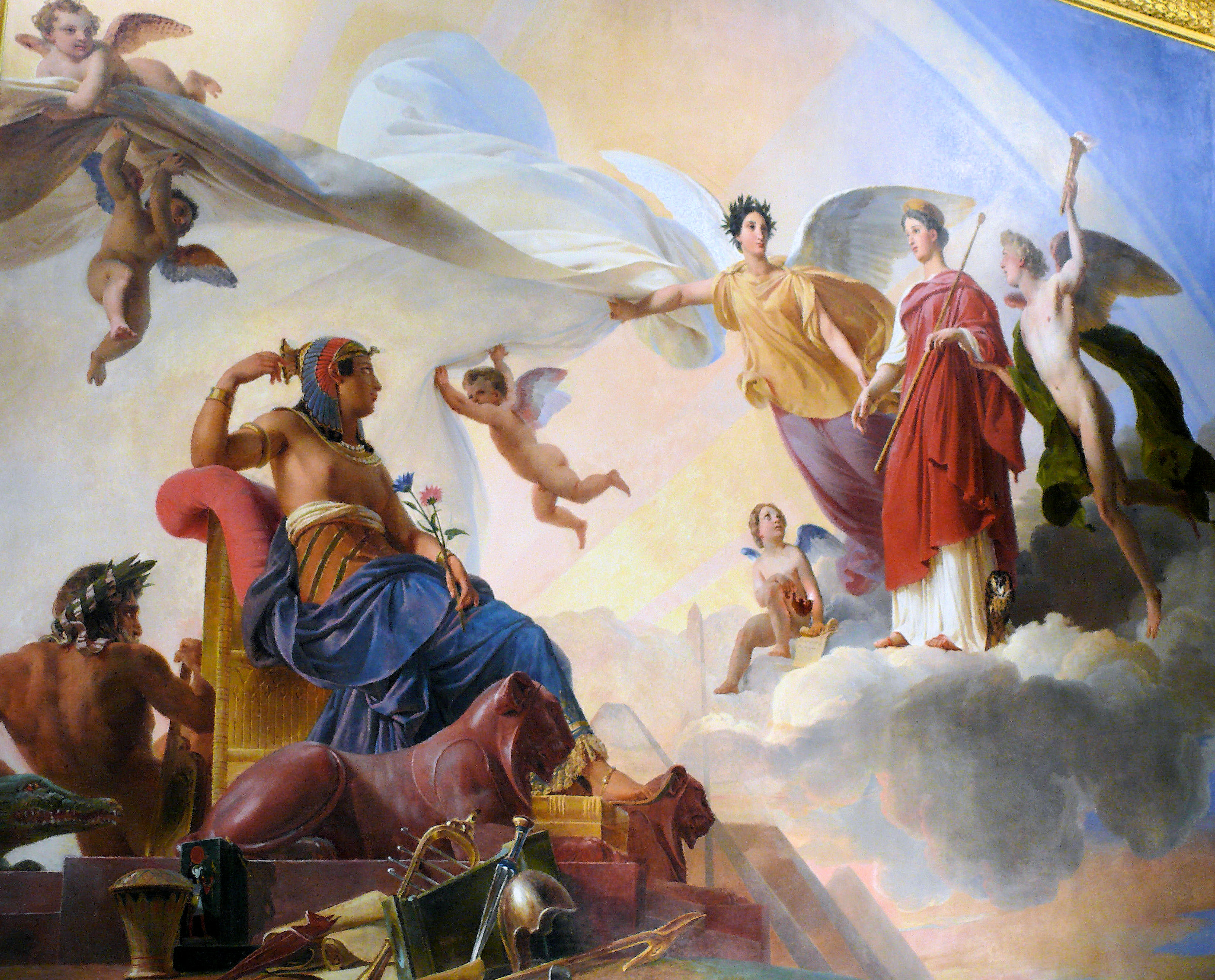
Musée Charles X : L'Étude et le Génie dévoilent l'antique Égypte à la Grèce, par François-Édouard Picot.
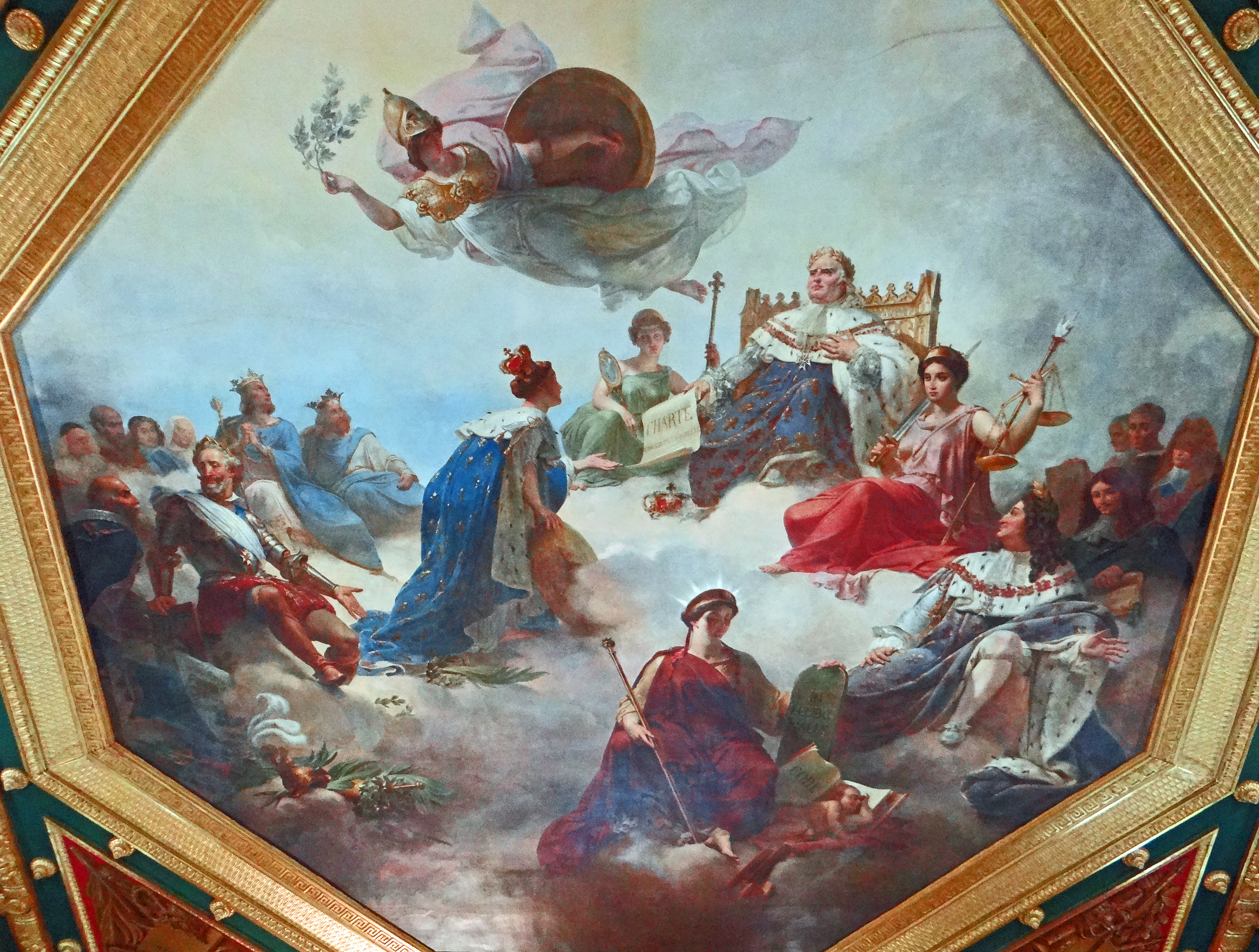
Conseil d'État - Salle des Séances : La France au milieu des rois législateurs et des juriconsultes français reçoit de Louis XVIII la Charte constitutionnelle - Merry-Joseph Blondel (1827).
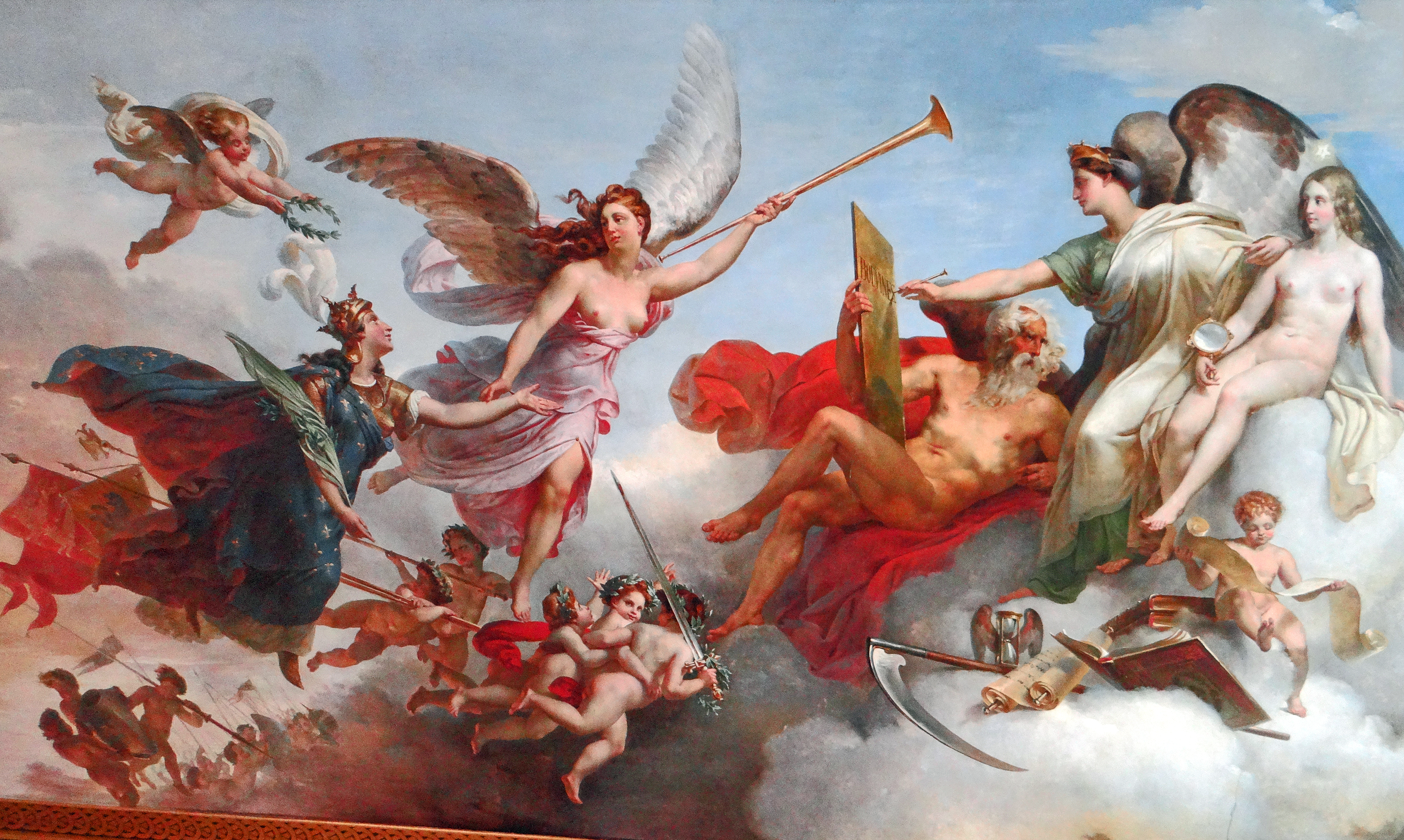
Conseil d'État - Antichambre - La France victorieuse à Bouvines - Merry-Joseph Blondel (1828).

### La Deuxième République et l'achèvement du palais du Louvre
Après trois jours de combats, le roi Louis-Philippe Ier abdique et quitte le palais des Tuileries qui est envahi par la foule. La révolution ayant eu pour cause la misère, le chômage et la crise économique, le gouvernement de la Deuxième République va lancer en urgence une politique de grands travaux.
Le 24 mars 1848 est signé un décret décidant l'achèvement de la construction du palais du Louvre. Un décret complémentaire déclare cette opération d'utilité publique. Le 3 mai, un décret prévoit le prolongement de la rue de Rivoli jusqu'à la rue Saint-Antoine.
Le 19 mai 1848, le ministre des Travaux Publics, Ulysse Trélat, confie à Louis Visconti et à Émile Trélat, architecte départemental de la Seine-et-Marne, son élève et fils du ministre, l'étude des projets et la direction des travaux d'achèvement du palais du Louvre.
Deux mois plus tard, le 17, 18 et 20 juillet, Visconti et Trélat présentent leur travail au Conseil général des Bâtiments civils présidé par Augustin Caristie. Pour cacher le défaut de parallélisme des deux palais, ils proposent de doubler les deux galeries, sud, la Grande Galerie, et nord, à construire le long de la rue de Rivoli, sur la moitié de leur longueur, avec des cours intérieures entre des ailes perpendiculaires.
Le Conseil « a donné à l'unanimité son approbation à la disposition générale du projet ainsi qu'à la plupart de ses dispositions de détail comme présentant dans l'ensemble, l'unité, la simplicité et la symétrie convenables ». Le Conseil fait des remarques sur la desserte des nouvelles galeries, d'envisager de couvrir les cours pour les expositions de l'industrie.
L'architecte du palais du Louvre, Pierre Fontaine donne sa démission le 24 septembre 1848, à 86 ans.
Le 12 décembre 1848, un crédit de 12 millions de francs est voté pour la restauration de la galerie d'Apollon et l'aménagement de la décoration des salles des Sept-Cheminées et du Salon Carré. La restauration du Vieux Louvre a été confiée à Félix Duban.
En février 1849, le projet modifié tenant compte des observations est prêt à être présenté au Conseil. Le 10 décembre, Louis-Napoléon Bonaparte a été élu président de la Seconde république. Il va presser le nouveau ministre des Travaux Publics, Théobald de Lacrosse, à s'intéresser au projet. Le Conseil est réuni le 19 février sous la présidence de Fontaine pour étudier les plans proposés.
Théobald de Lacrosse présente un projet de loi pour l'achèvement du Louvre devant l'Assemblée nationale le 24 février 1849. Les architectes ont présenté un devis de 22 980 000 francs. Victor Hugo, représentant de Paris à l'Assemblée nationale approuve le plan de Visconti et demande d'installer au Louvre l'Institut pour en faire « une Mecque de l'intelligence ». Après le travail d'une commission parlementaire qui vide de sa substance l'objet de la proposition de loi, elle est présentée le 4 octobre 1849 et votée par l'Assemblée. Elle ne prévoit plus qu'un traité avec la Ville de Paris avec des expropriations pour l'aménagement de la place du Carrousel, la rue de Rivoli et des crédits. Les crédits prévus par cette loi sont utilisés pour la restauration des abords de la cour Carrée et de la Grande Galerie.
Achille Fould, ministre des finances depuis le coup d'État du 2 décembre 1851, pousse les travaux de restauration de Duban. Duban fait restaurer la galerie d'Apollon et pose le compartiment central peint par Eugène Delacroix. Il a fait réaménager la salle des Sept-Cheminées avec le décor de sa voûte et le Salon Carré.
Les palais nationaux sont rattachés à la liste civile du prince-président le 14 janvier 1852. Le Conseil général des Bâtiments se réunit entre le 26 février et le 1er mars 1852. Le projet de Visconti est approuvé. Il va s'occuper de l'organisation du chantier de la réunion du Louvre et des Tuileries à partir du 12 mars. Le 14 mars il demande la constitution d'une agence des travaux et un local. Le 8 mai, un arrêté décide que le nouveau palais doit être construit dans un délai de cinq ans et un budget de vingt-cinq millions de francs. L'agence est créée par un décret du ministre d'État, le 26 mai. Des règles pour la circulation des tombereaux sont imposées. Des conflits vont naître entre Visconti et Duban. Le Prince-président s'inquiète des fouilles que doit faire Duban dans la cour Carrée. Duban donne la démission de son poste en décembre 1853 qui est transmis à Visconti. La première pierre est posée le 25 juillet 1852. Le 19 juillet, Visconti se plaint que les carrières de pierre ne peuvent pas fournir les pierres prévues dans le devis en quantité suffisante pour respecter l'activité du chantier et qu'il doit s'en procurer de moindre qualité. Le 27 septembre, Visconti informe le ministre que les bâtiments du premier lot (pavillon de Rohan et édifices adjacents) sont arrivés au niveau de l'entablement. Des accidents, dont certains mortels, se produisent sur le chantier. Entre juillet 1852 et fin décembre 1853, il y a eu 527 blessés et au moins 9 morts. Il demande et obtient un médecin et une ambulance.

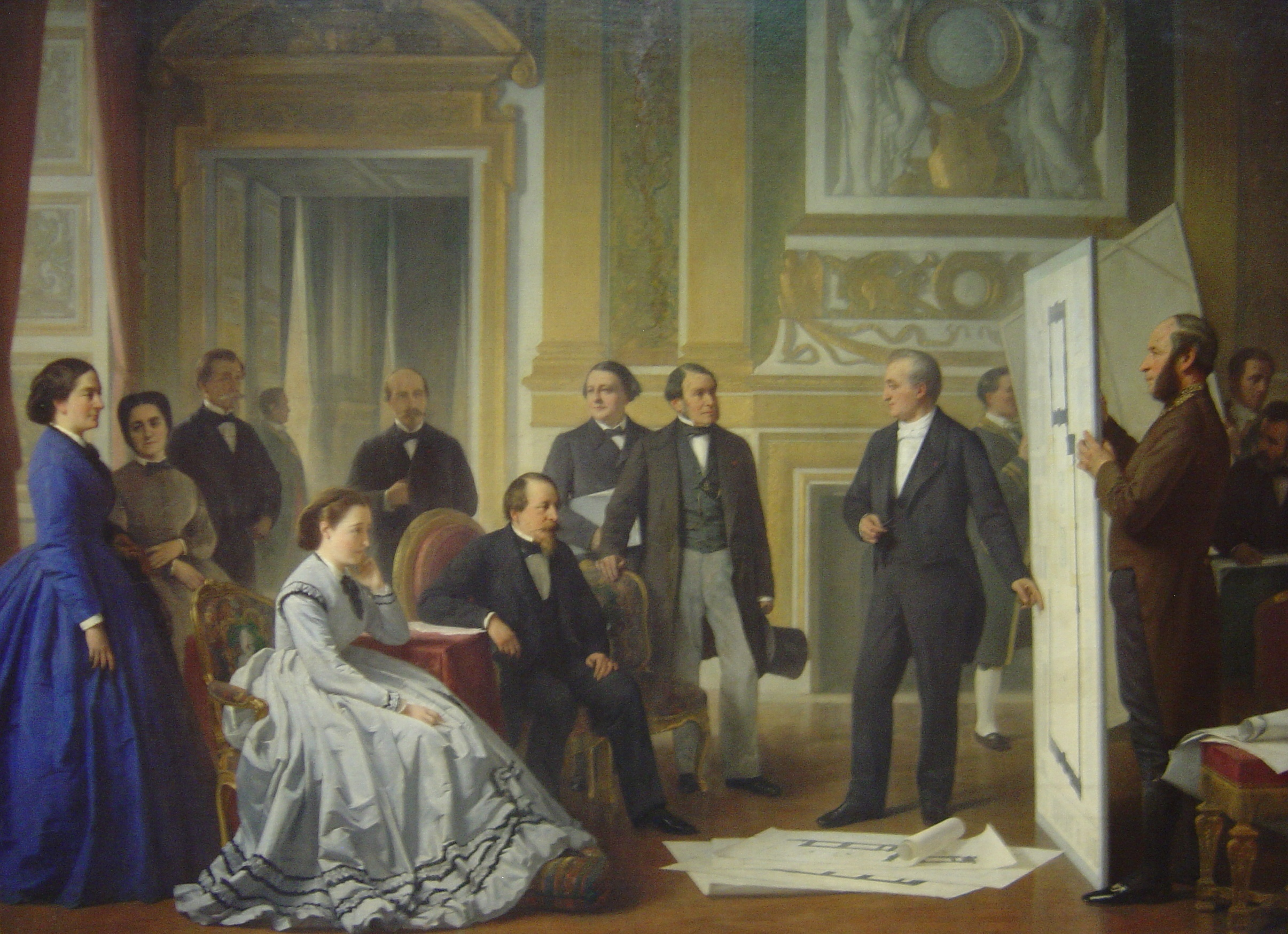
Visconti présentant à Napoléon III les plans d'achèvement du palais du Louvre par Ange Tissier.
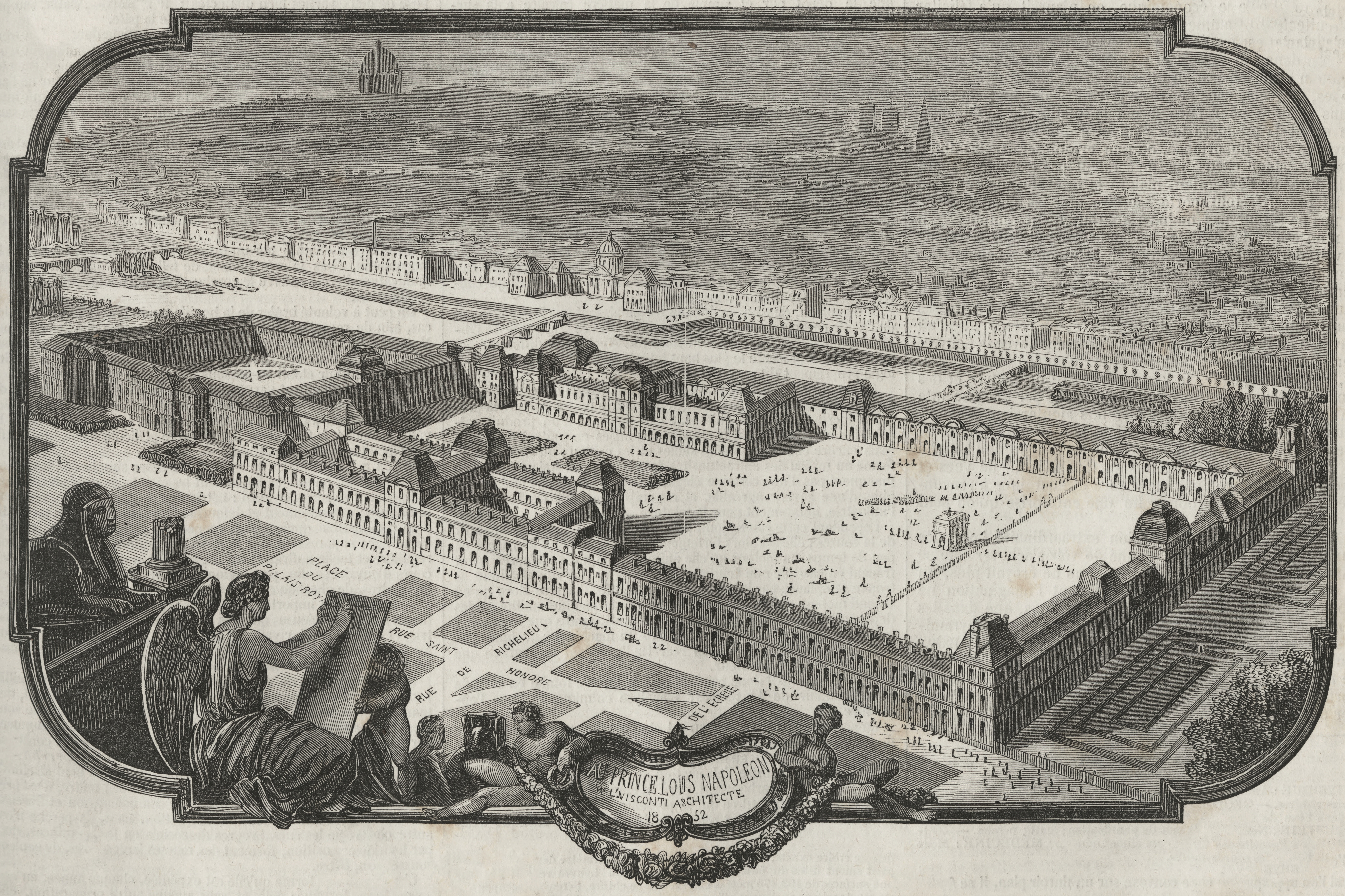
Vue perspective de la réunion du Louvre aux Tuileries faite à partir des plans officiels de L. Visconti et de la maquette présentée par Visconti en juillet 1852.
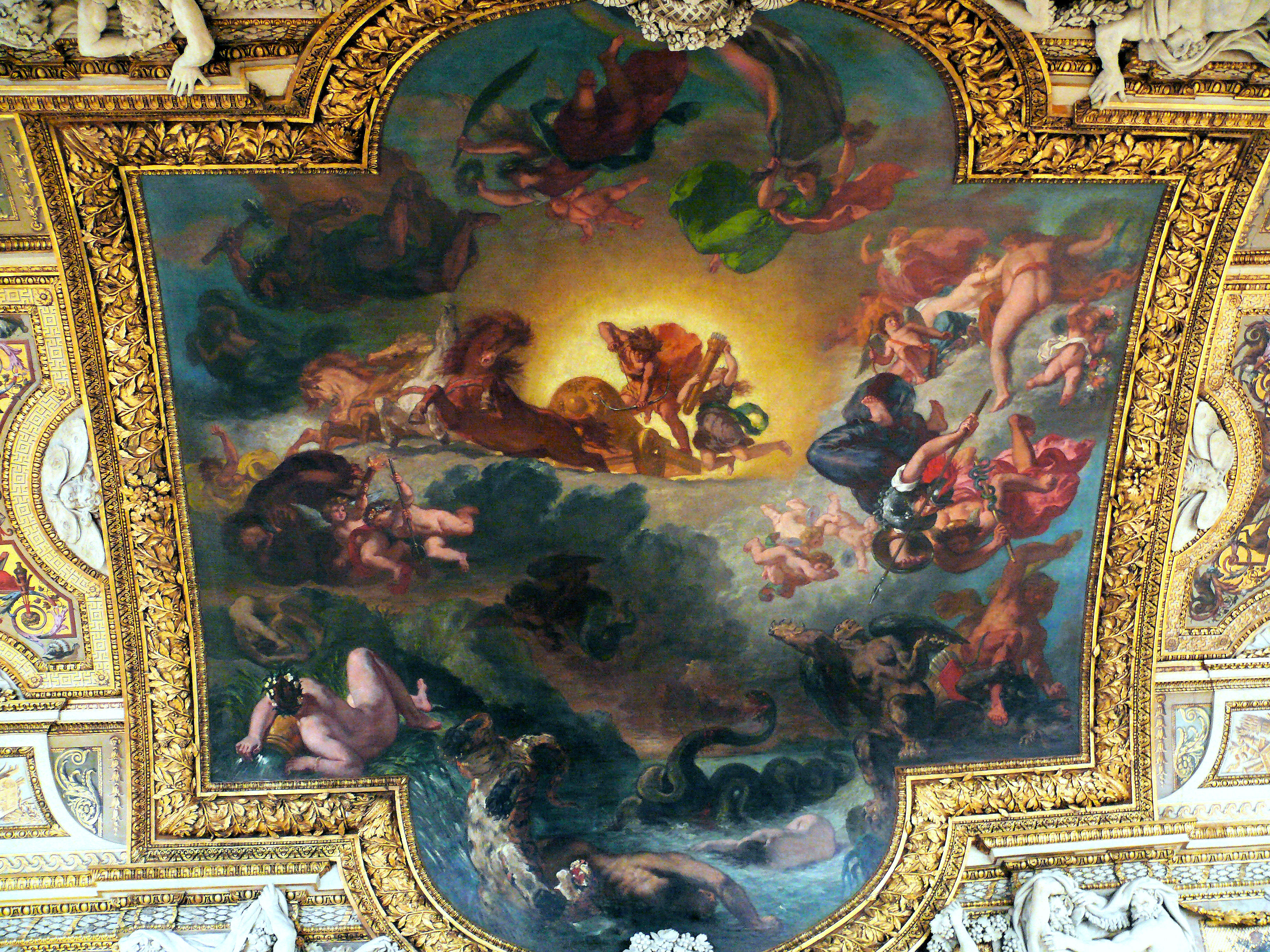
Apollon terrassant le serpent Python peint par Eugène Delacroix pour la galerie d'Apollon.

### Napoléon III et le Louvre: l'achèvement du Grand Dessein
Le Second Empire est proclamé le 2 décembre 1851.
Le 8 mars 1853, Napoléon III décide d'organiser l'exposition universelle de 1855 à Paris. Il demande que le gros œuvre du nouveau palais du Louvre soit terminé au début de l'exposition. Visconti demande l'autorisation de faire travailler les ouvriers le dimanche, ce que le ministère refuse. Le 29 décembre 1853, revenant du chantier, le cocher qui ramène Visconti chez lui, le découvre mort à la suite d'une attaque d'apoplexie.
Le 13 février 1854 Hector-Martin Lefuel, architecte du palais de Fontainebleau, est nommé architecte chargé de la direction des travaux de la réunion et d'achèvement du Louvre. Il va parachever l'œuvre des siècles précédents et réalisant enfin la réunion du Louvre et des Tuileries. Il va sensiblement modifier les plans laissés par Visconti. Il termine l'aile de la rue de Rivoli, ébauchée sous Napoléon Ier en symétrique de la galerie du bord de l'eau, elle-même modifiée et abritant désormais le grand escalier d'honneur, accès principal aux galeries du musée jusqu'aux transformations de la fin du XXe siècle. Furent édifiés également les pavillons enserrant l'actuelle cour de la pyramide et délimitant quatre cours intérieures. Le gros œuvre est pratiquement terminé au début de 1855. Le palais est achevé et inauguré par Napoléon III le 14 août 1857.

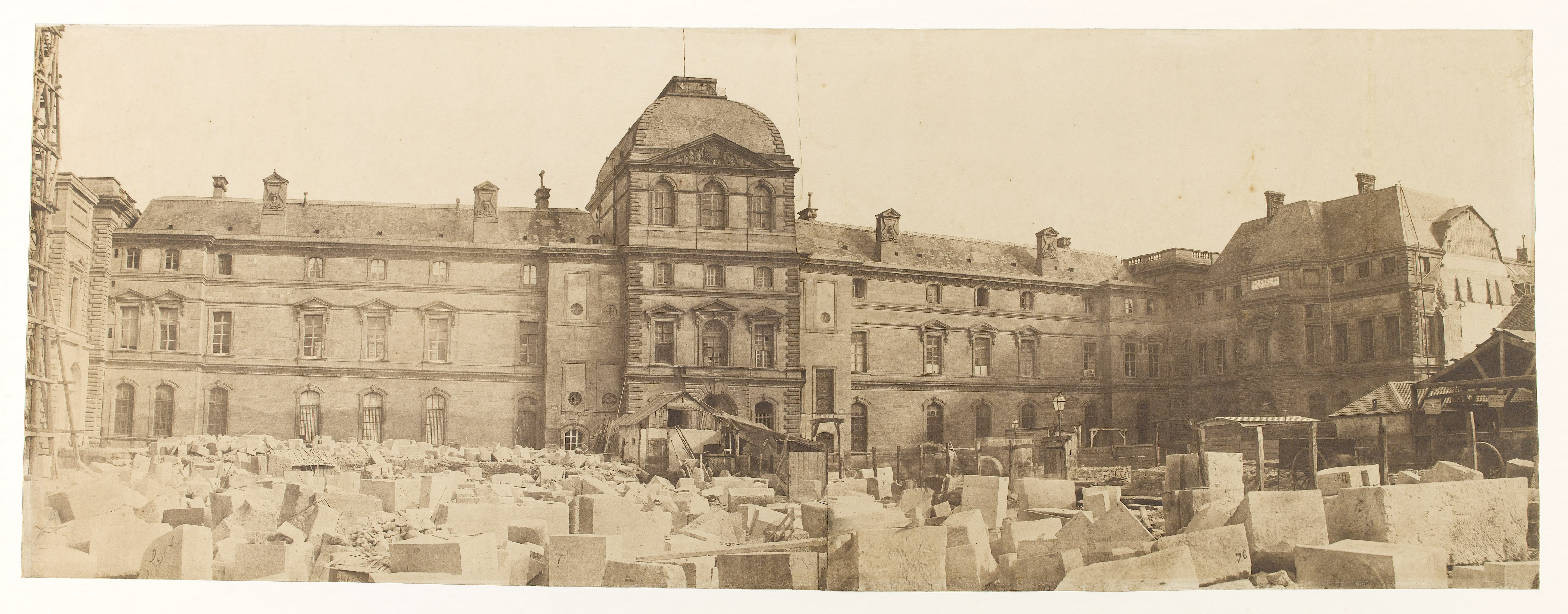
Chantier dans la cour Napoléon, fin 1854. La façade ouest du l'aile Sully, encore dans son état Renaissance, va être remaniée et harmonisée avec le reste du palais par Lefuel.
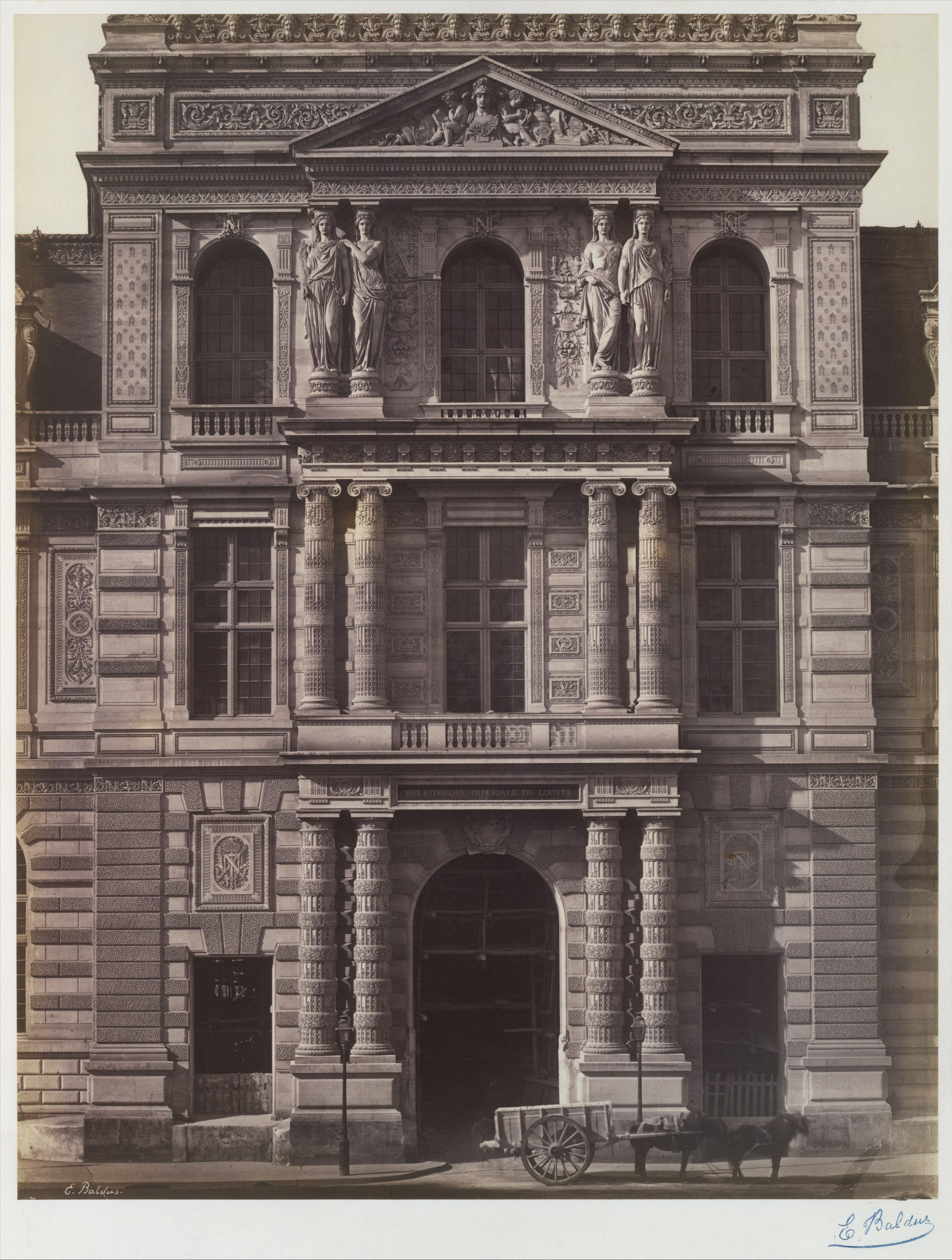
Aile Rivoli - Porte photographiée par Baldus vers 1856-1857.
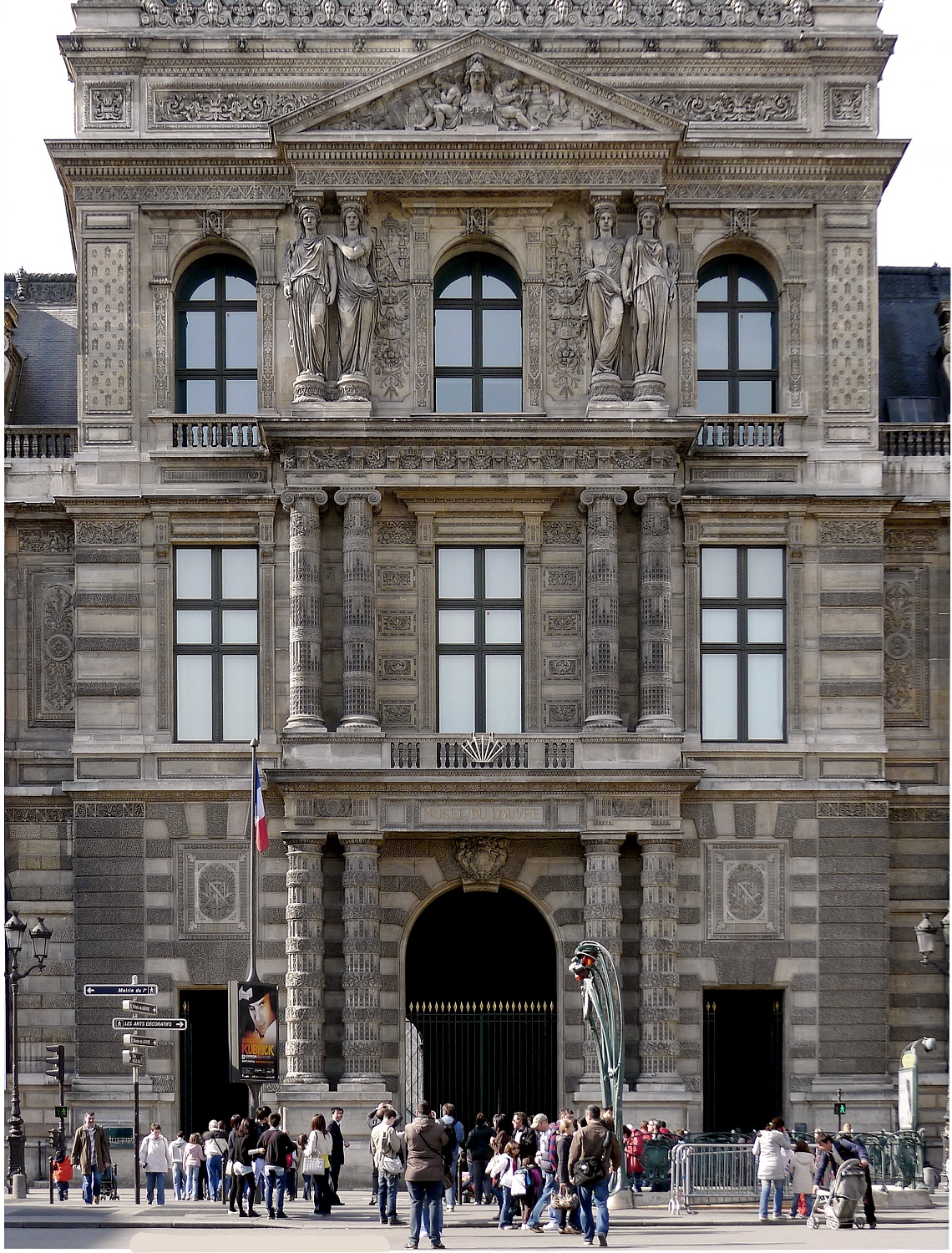
La même porte en 2011.
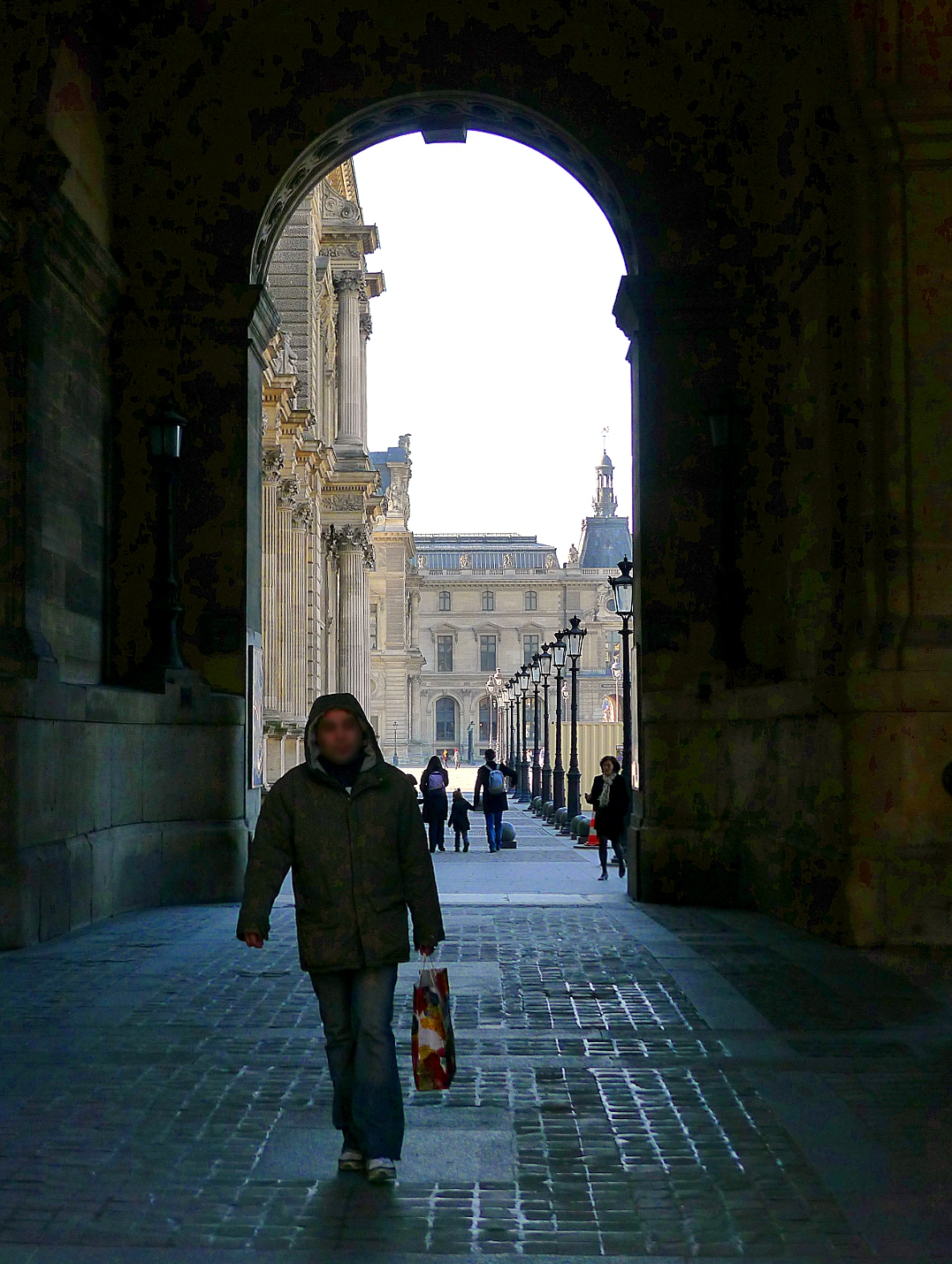
Passage entre la rue de Rivoli et la cour du Louvre.
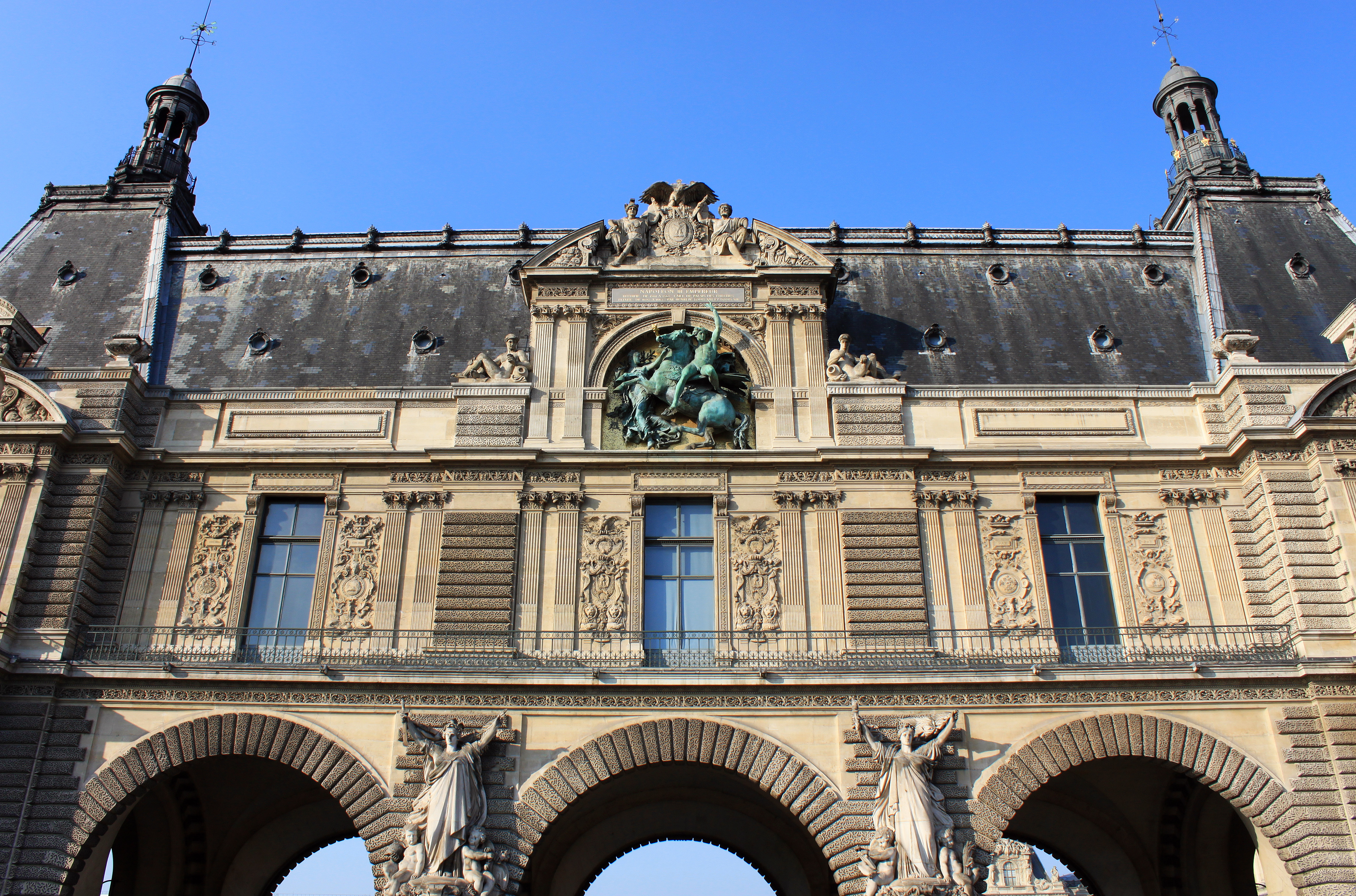
Guichets sud sur le quai des Tuileries.

Les bâtiments du « nouveau Louvre » ont été construits sans que son aménagement intérieur ait été défini. La première mention du ministère d'État dans l'aile Richelieu n'apparaît qu'en 1854. Les premiers aménagements intérieurs de ce ministère datent de 1857. On accède alors au ministère par la « cour du Ministre », actuelle cour Marly. Les bureaux du ministère, du ministre et du secrétaire général sont situés au rez-de-chaussée. Au premier étage sont aménagés les appartements privés et de réception du ministre. Les travaux d'aménagement commencent en 1858. L'inauguration de ces salons est faite avec un somptueux bal costumé, le 11 février 1861. Le grand salon a été restauré du 21 août au 13 octobre 2017.

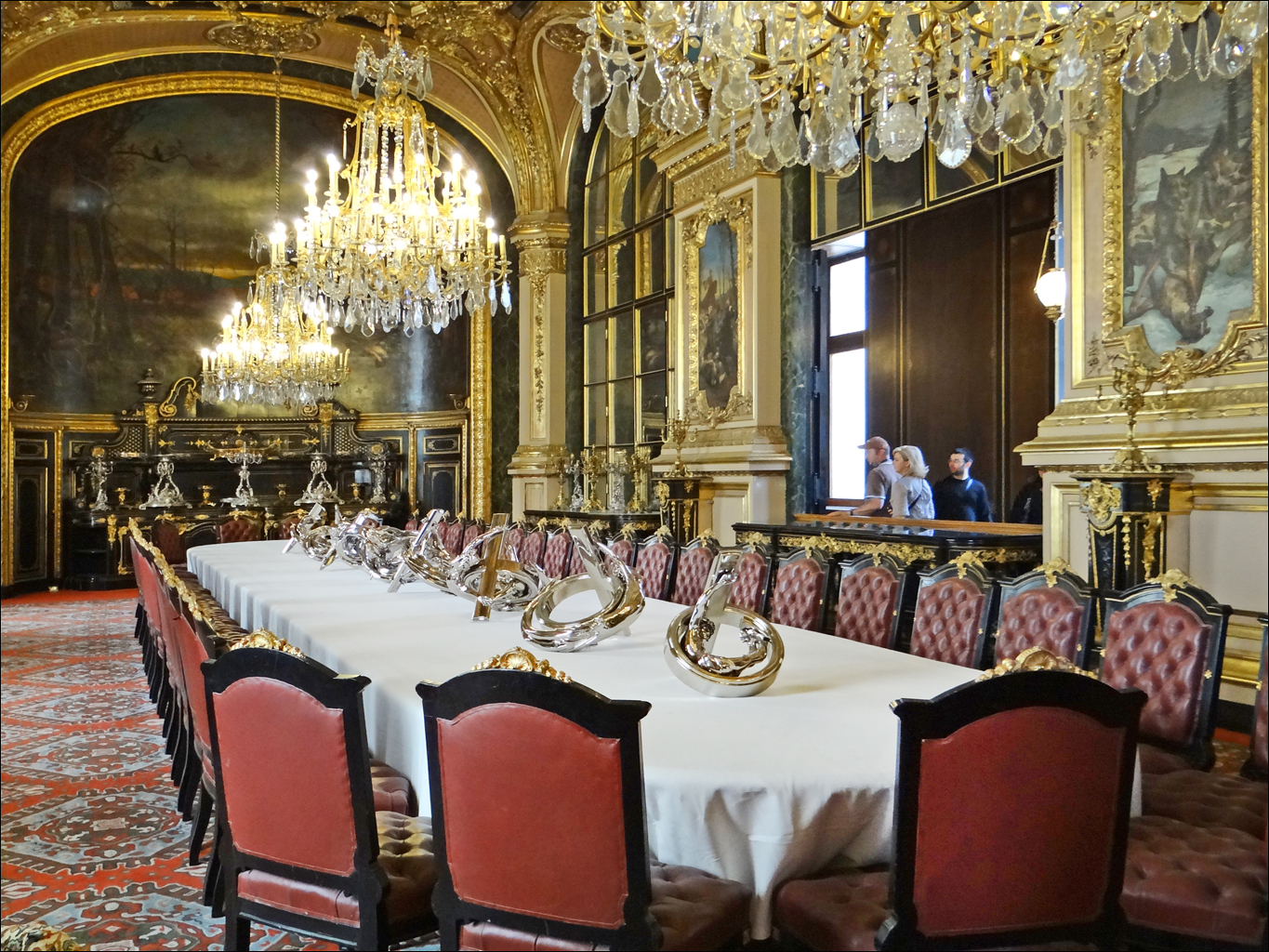
Grande salle à manger.
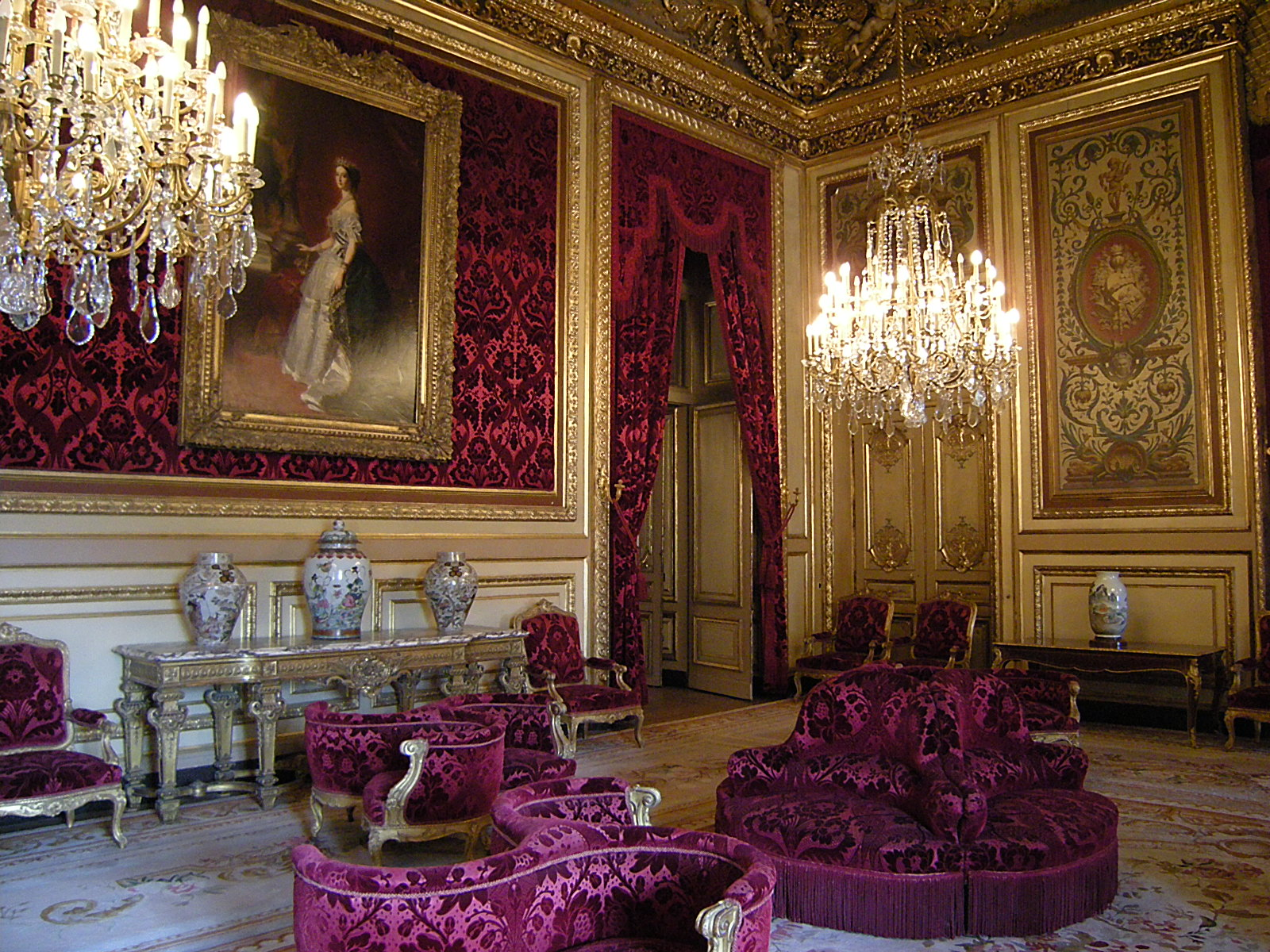
Salon-théâtre avec le portrait en pied de l'impératrice Eugénie.
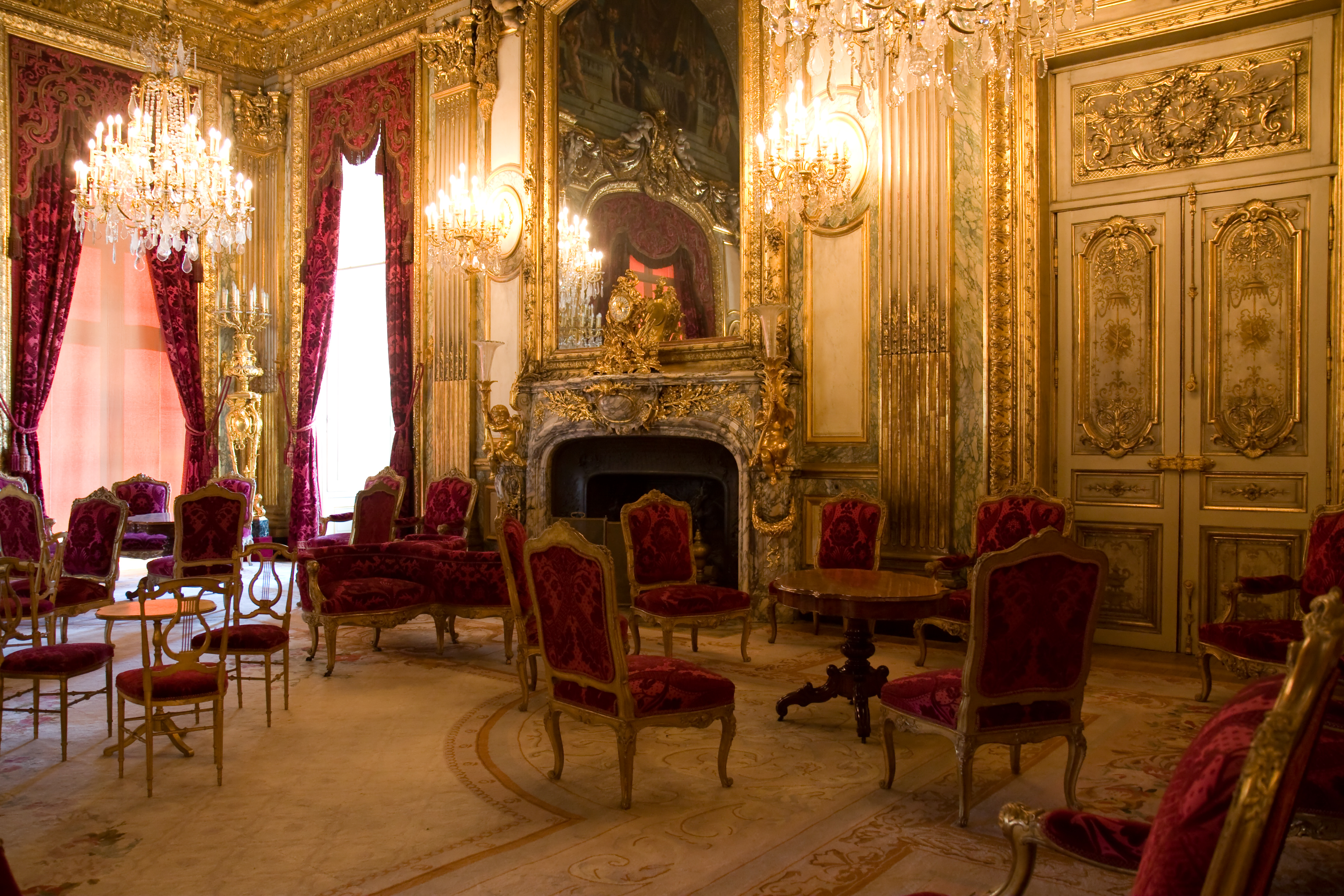
Grand salon.
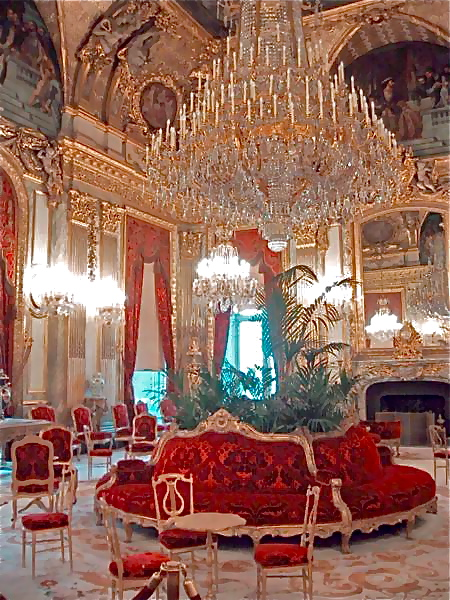
Grand salon.

## Le Louvre depuis 1870

### La Troisième République et la destruction des Tuileries

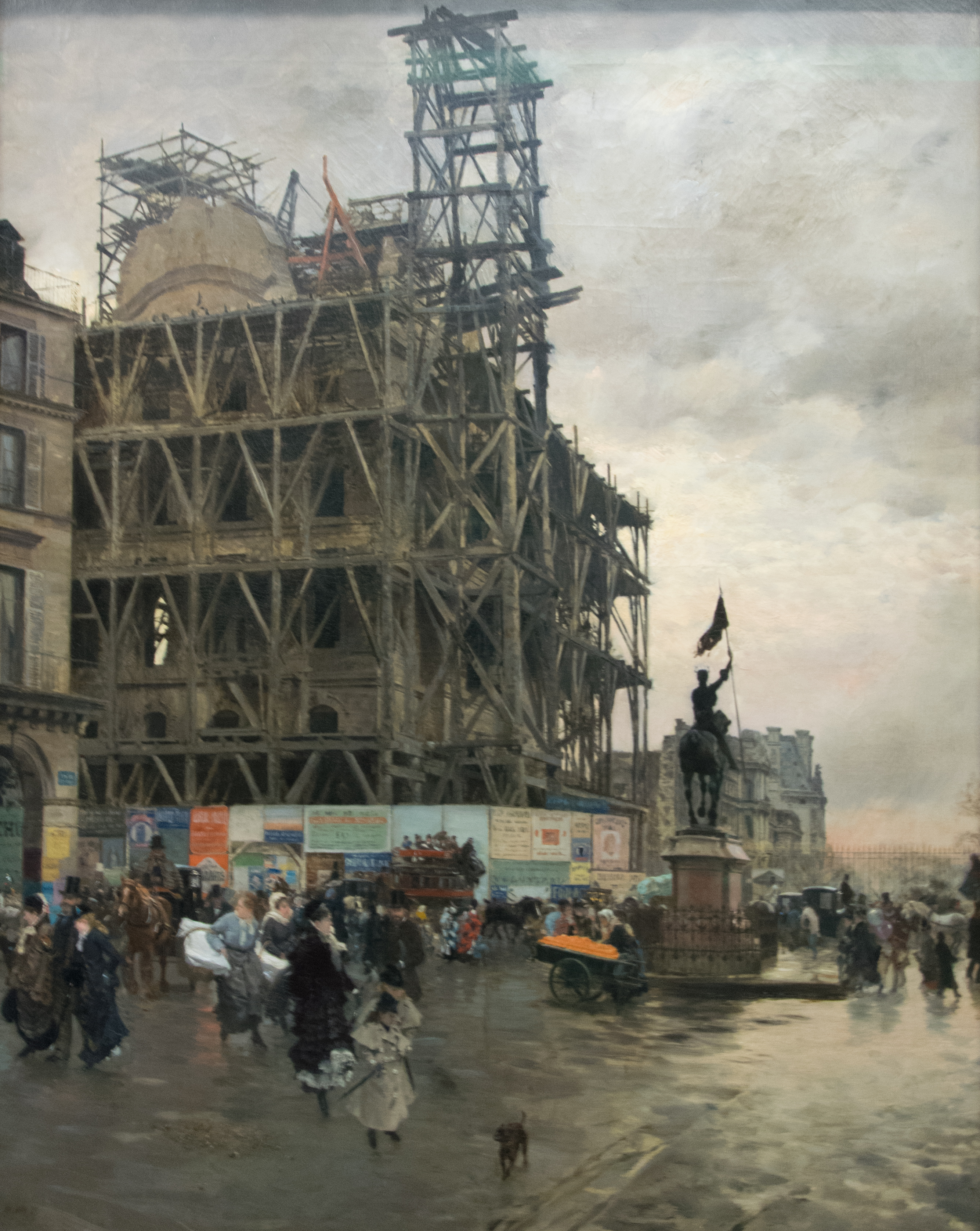
Réalisé en 1875, le tableau Place des Pyramides du peintre italien Giuseppe De Nittis montre, couvert d’échafaudages, le pavillon de Marsan en cours de reconstruction.

Après les évènements tragiques de la Commune, en 1871, qui aboutirent à l'incendie du palais des Tuileries édifié sous Catherine de Médicis au XVIe siècle et de l'aile nord du Louvre, le nouveau gouvernement républicain chargea Lefuel de reconstruire le pavillon de Marsan sur le modèle de ce qu'il avait déjà réalisé au pavillon de Flore, ainsi qu’une partie de l'aile Rohan. Ces travaux s'étalèrent de 1874 à 1880, mais le manque d'argent empêcha Lefuel de construire le pendant du pavillon des Sessions, qui devait abriter un théâtre, ainsi que les grands guichets au nord, semblables à ceux déjà construits au sud.
Le ministère des Finances installé depuis 1824 dans un bâtiment de l'autre côté de la rue, détruit par les incendies, fut transféré en 1871 dans l'aile Richelieu, épargnée de la destruction, qui accueillait sous le Second Empire le bureau du ministre et les salons de réception.
Les Tuileries restèrent en ruine durant douze ans. Mais dès 1874, en marge de la reconstruction du pavillon de Marsan, on avait déjà rasé les deux ailes latérales des Tuileries. La partie centrale entre le pavillon de la Chapelle (ancien pavillon du théâtre) et le pavillon Bullant resta en l'état. Malgré un excellent état de conservation des ruines, le gouvernement de la Troisième République décida la destruction des vestiges du palais, considéré comme le symbole du pouvoir des régimes déchus, malgré le rôle primordial des Tuileries dans l'histoire de la Première République.
Il était prévu de reconstruire un édifice qui rappellerait les proportions du palais disparu afin d’y installer un musée d'art moderne, mais l'instabilité politique perdura et ajourna toute décision. L'esprit du Grand Dessein était ainsi perdu.

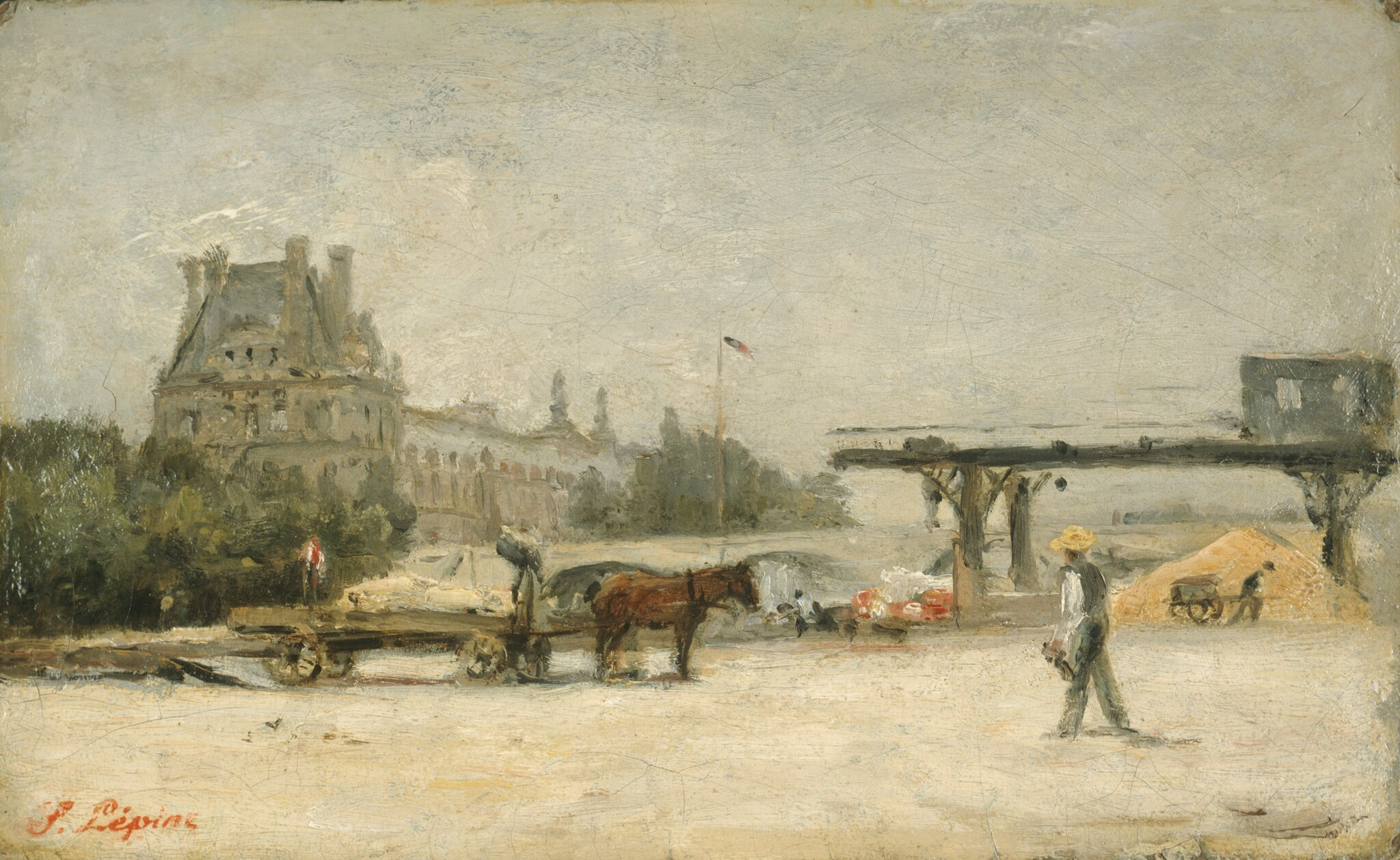
Vue du Louvre,
Stanislas Lépine, 1880-1886,
National Gallery of Art, Washington.

De nos jours, un Comité national pour la reconstruction des Tuileries, propose de reconstruire les Tuileries à l'identique, afin de rétablir l'harmonie d'ensemble tout en considérant l'avantage que serait un agrandissement du musée du Louvre qui manque de place. Selon ce comité cela rétablirait surtout le point focal essentiel de la grande perspective historique de Paris, celle des Champs-Élysées entre l'Arc de Triomphe et la place de la Concorde, et redonnerait son support et son sens au jardin des Tuileries qui parait actuellement vide et incompréhensible. Tous ces espaces mondialement connus qui sont les plus prestigieux de la capitale avaient été entièrement conçus spécialement pour mettre en scène le palais des Tuileries. Sa disparition est une perte énorme pour la cohérence de l'urbanisme parisien, la vue donne actuellement sur du vide, le Louvre étant désaxé et illisible dans la perspective.
Cela étant dit, les détracteurs de ce projet estiment que la reconstruction, extrêmement coûteuse premièrement, renfermerait le Louvre sur lui-même et couperait de ce fait la ligne Est-Ouest Louvre-Étoile-Défense (ponctué par les trois arcs), symbole de l'évolution de Paris à travers les âges et de sa projection vers l'avenir, une sorte de nouveau Grand Dessein.
Le palais et ses alentours sont protégés au titre des monuments historiques : L'arc de triomphe du Carrousel, commémorant la conquête de l'Empire germanique en 1806, fait l'objet d'un classement par arrêté du 10 septembre 1888, le palais du Louvre fait l'objet d'un classement en 1889 et le jardin des Tuileries fait l'objet d'un classement par article du journal officiel du 18 avril 1914.

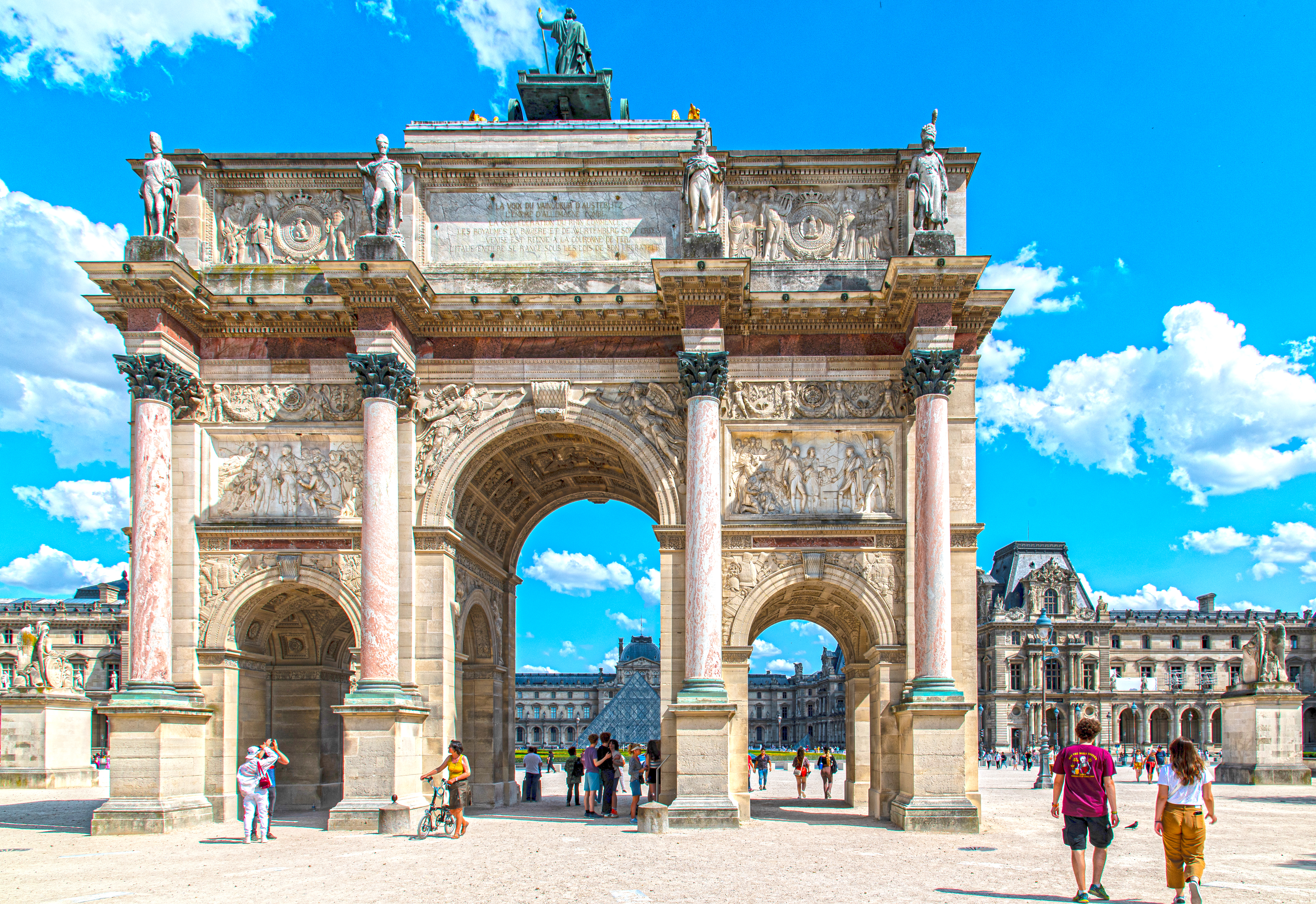
Arc de triomphe du Carrousel avec vue sur le Louvre.
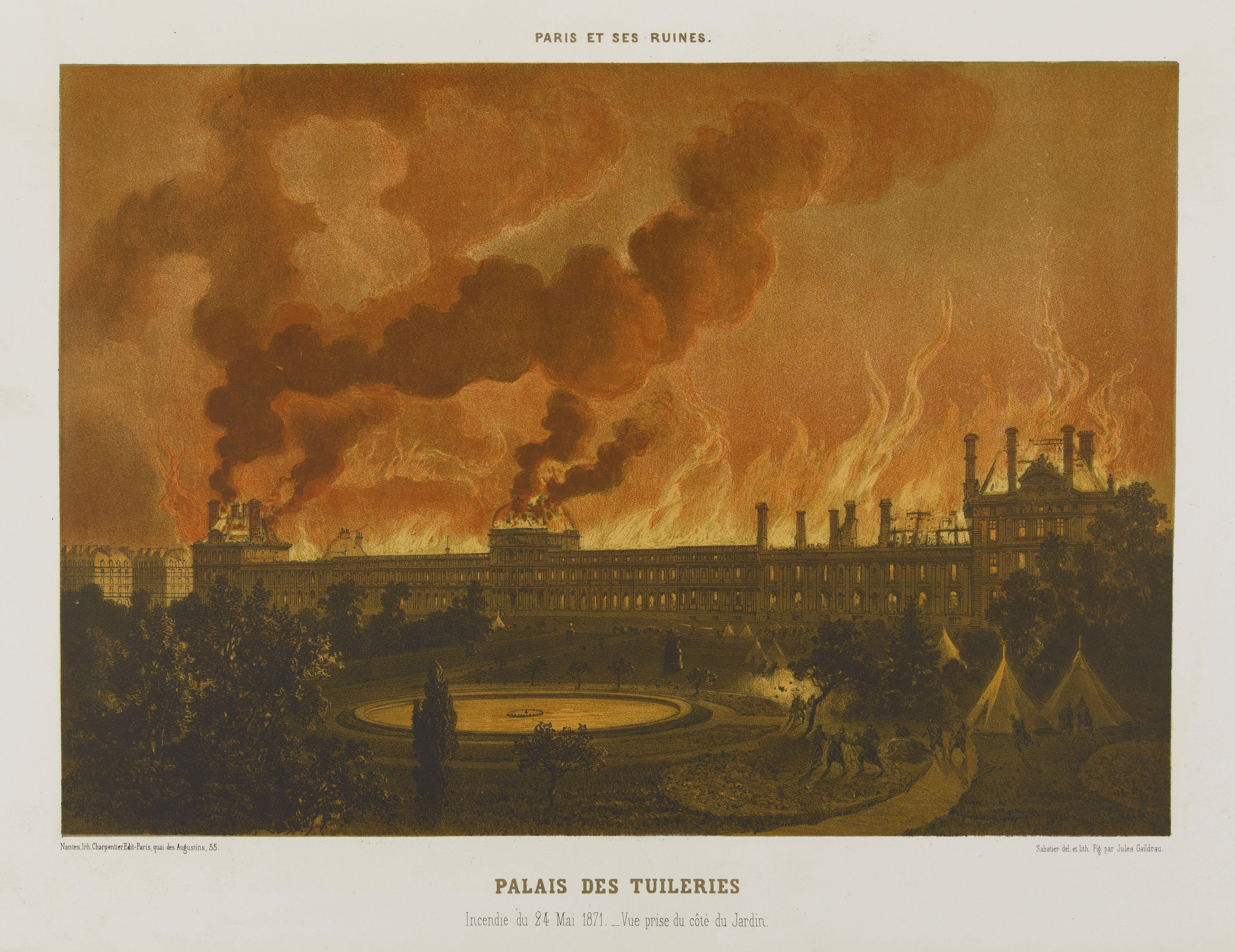
L'incendie du palais des Tuileries.
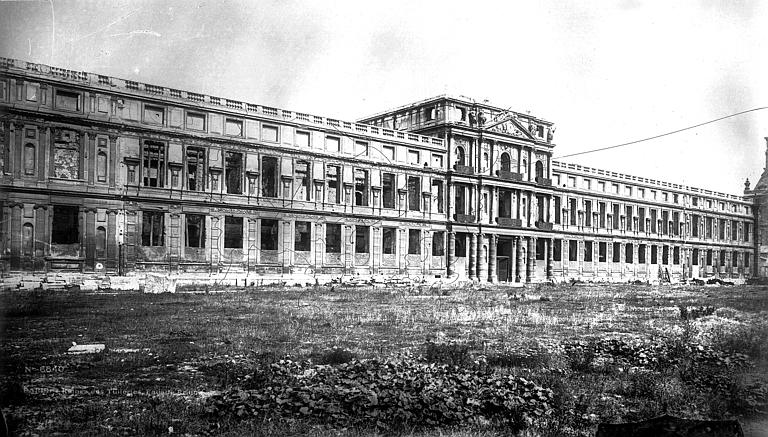
Le palais incendié, photographié par Jean-Eugène Durand.
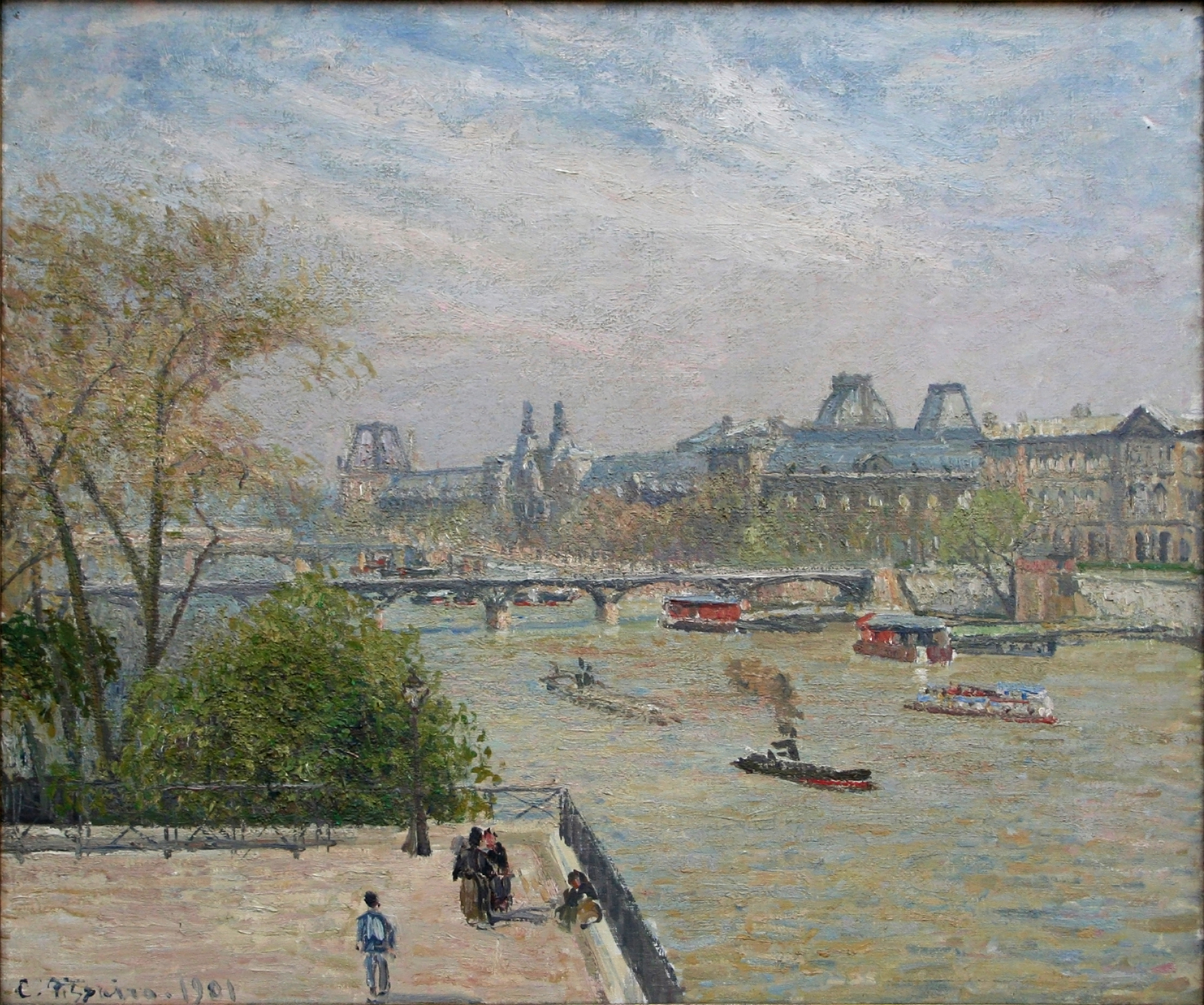
Le Louvre, printemps, 1901 Camille Pissarro La Boverie, Liège.

### Création des fossés de la colonnade

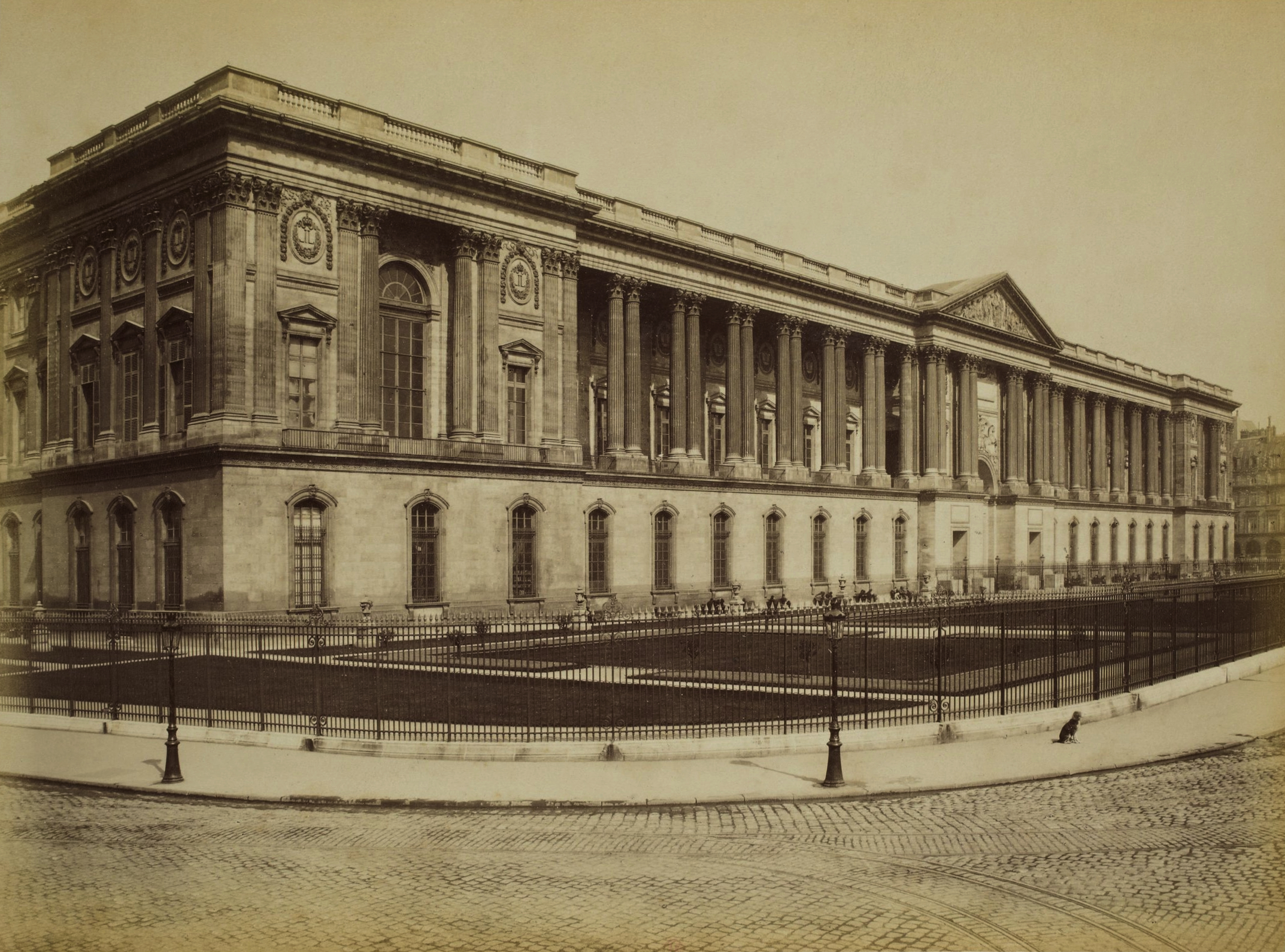
La Colonnade du Palais du Louvre photographiée entre 1870 et 1913, avant la création des fossés.

En 1963, le ministre de la Culture, André Malraux décide la recréation des fossés orientaux du Louvre devant la colonnade de Perrault, de raser les jardins et de déposer les grilles. Ce projet ne correspond pas à un projet historique et contribue à détacher le palais de la ville pour le mettre en valeur. L'architecte en chef des Monuments historiques Jean-Marie Trouvelot en est le maître d’œuvre. Les travaux commencent à partir de 1963 sans réel contrôle des archéologues, mais avec le soutien des militaires du génie.
Lors des travaux, on découvre les fondations de la façade projetée par Le Vau et la restauration invente un nouvel état en construisant un pont pour enjamber le fossé. On construit un grand mur de contrescarpe et les découvertes sont arasées pour créer des douves qui n'ont jamais existé, de l'aveu même de l'inspecteur général Chauvel qui défend cependant le principe selon lequel Mansart avait envisagé une telle solution.

### L'époque contemporaine: le Grand Louvre
De 1981 à 1999, le palais fait l'objet d'importants travaux de modernisation désignés sous le nom de Grand Louvre et entrant dans le cadre des « Grands Travaux » définis par le président de la République François Mitterrand. Ces aménagements consistant à rendre la totalité du palais à sa fonction de musée (jusqu'en 1989, une partie de celui-ci abritait également le ministère des Finances), sont caractérisés par la construction de la pyramide de verre (inaugurée le 30 mars 1989), située au milieu de la cour Napoléon, œuvre de l'architecte sino-américain Ieoh Ming Pei et qui mène à un grand hall d'accueil souterrain. Une copie en plomb de la Statue équestre de Louis XIV sous les traits de Marcus Curtius par Le Bernin et Girardon est alors ajoutée.
Les travaux de construction et d'aménagement ont permis la découverte d'importants vestiges de la forteresse médiévale qui ont été intégrés à l'offre de visite du musée.
Le palais accueille aujourd'hui :
- le musée du Louvre,
- Les Arts décoratifs et ses collections (arts décoratifs, mode et textile et, dans un musée (Musée de la Publicité) situé juste à côté, leurs collections de publicités) ainsi que sa bibliothèque et les « ateliers du Carrousel »,
- l'École du Louvre (sites Rohan et Flore),
- le Centre de recherche et de restauration des musées de France (C2RMF) : laboratoire du Carrousel et ateliers de Flore,
- les galeries commerciales du Carrousel du Louvre : 16 000 mètres carrés, plus de 50 boutiques,
- les espaces d'exposition « Carrousel du Louvre » de Paris Expo : 7 100 mètres carrés, 4 salles destinées à accueillir des manifestations de prestige.

Le 7 mai 2017, l'esplanade du palais est utilisée pour fêter la victoire d'Emmanuel Macron à l'élection présidentielle.

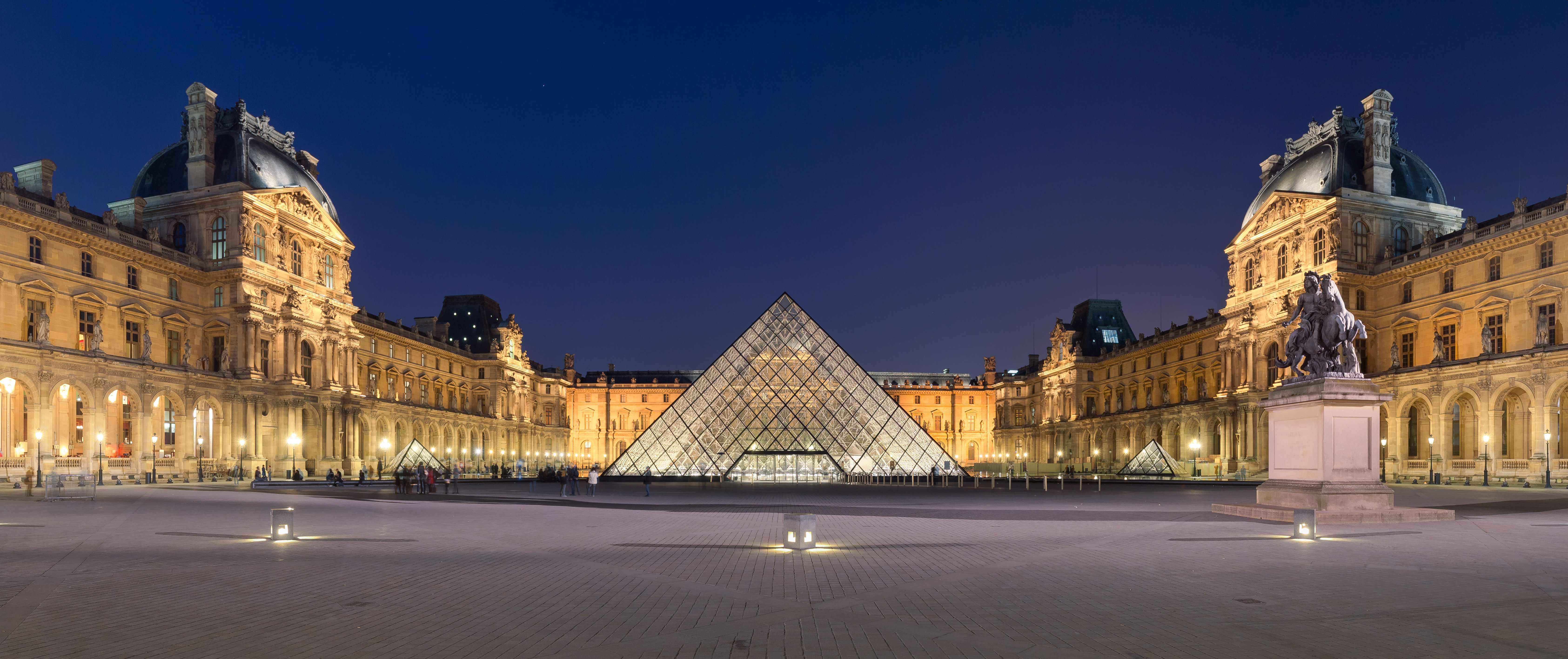
La pyramide du Louvre au centre de la cour Napoléon.

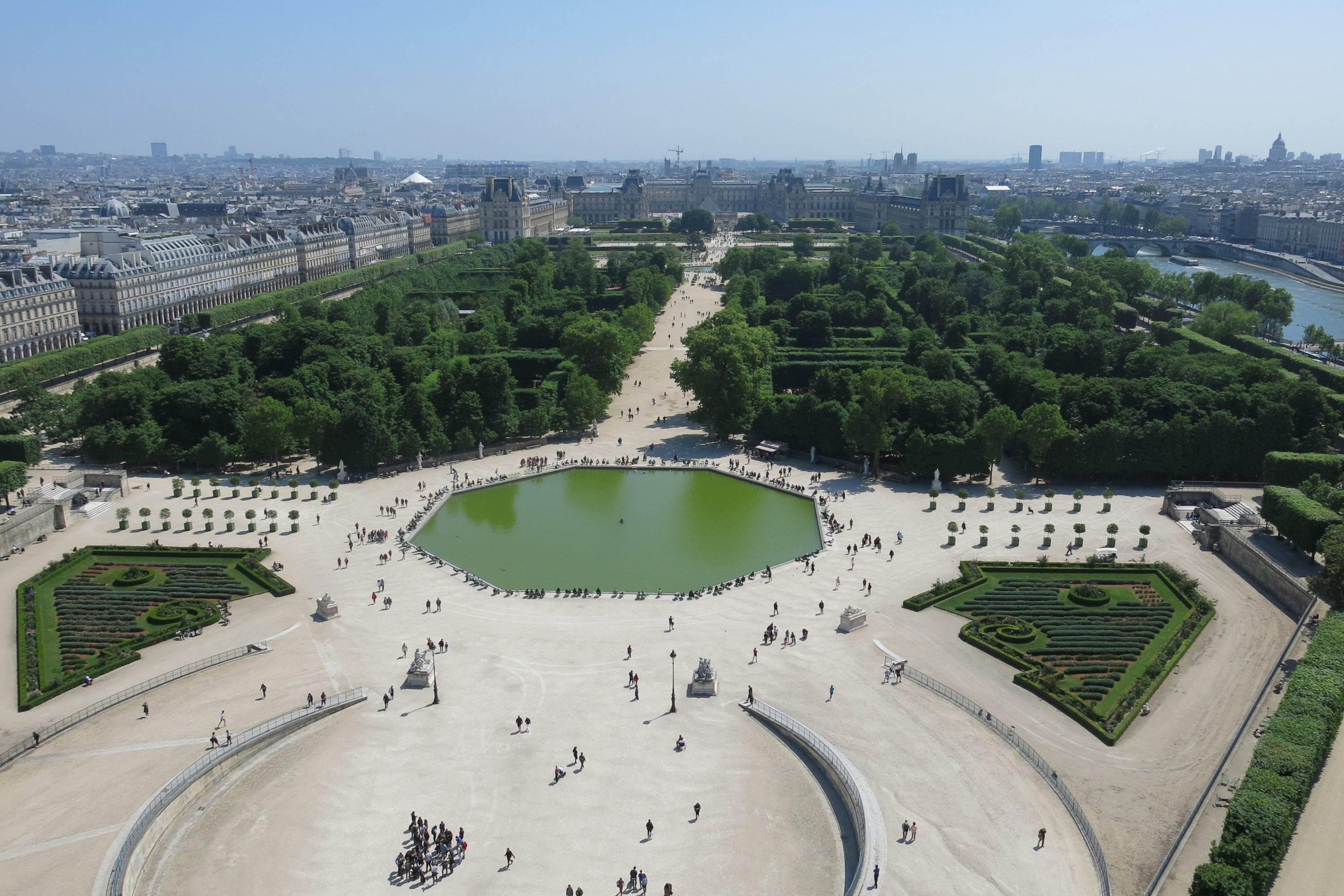
Le Louvre vue de la place de la Concorde.